# ランドマーク
ランドマーク（英: landmark）は、地理学上において目印となる建造物などの特徴物を指す。日本語訳は陸標（りくひょう）。元来の意味としては、探検家などが、一定の地域を移動中に、またそこに戻ってくるための目印である。

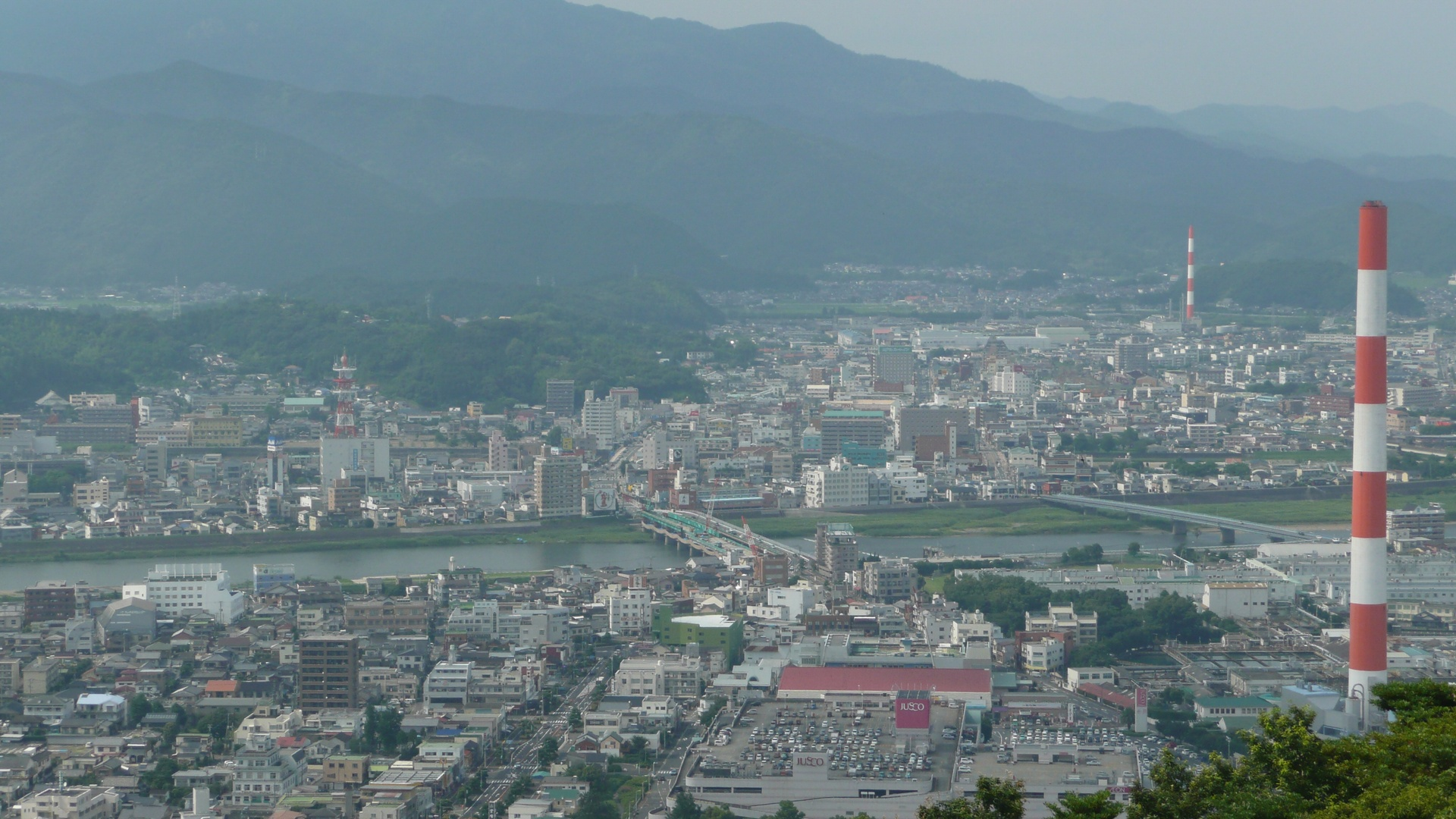
目印となる特徴物（この都市の場合は紅白煙突）

## 概説
陸標、灯台、鉄塔のような土地における方向感覚の目印になる建物、国、地域を象徴するシンボル的なモニュメント、建物、空間を意味する。また、広い地域の中で目印となる特徴的な自然物、建物や事象も含まれる。ニューヨークの自由の女神、パリのエッフェル塔などは都市、国家を象徴するランドマークで木、山、高層ビル等は町や都市のランドマークである。都市計画や都市論の分野で1970 - 1980年代頃からよく使われるようになった。
ケヴィン・リンチ『都市のイメージ』では都市のイメージを構成する要素として、ランドマーク（Landmarks 目印）、パス（Paths 道）、ノード（Nodes 結節点）、エッジ（Edges 縁）、ディストリクト（Districts 地域）の5つを挙げたが、特に「ランドマーク」の存在が重視された。モニュメント（記念碑）、特徴のある建物・構造物など容易にそれと気づくことの出来るようなものという意味で用いられている。
このようなランドマークは、方向を見定める場合の手軽な道案内としての役割、その都市のイメージを決定付けるものである。どこまでも同じようなビルの続く街では人間は方向感覚を失ってしまうものであり、その都市の印象が残らない。ランドマークはその都市の顔となり、住民に親しまれるとともに、来訪者に強い印象を与える。
また、小さな教会・寺院・モスク・神社や火の見櫓、取水塔、煙突といった建造物も集落や狭い地域のランドマークになり得る。カーナビゲーション用の地図、携帯電話による道案内用の地図などの電子地図において、著名な建物などを特に「ランドマーク」として扱い、地図画面上に実物を模したアイコンを表示したり、その建物に関する詳細情報を案内することがある。

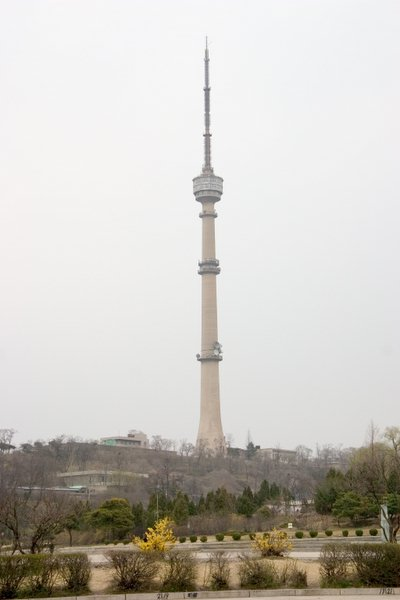
どこからでも見えるテレビ塔は都市のランドマークとなりやすい
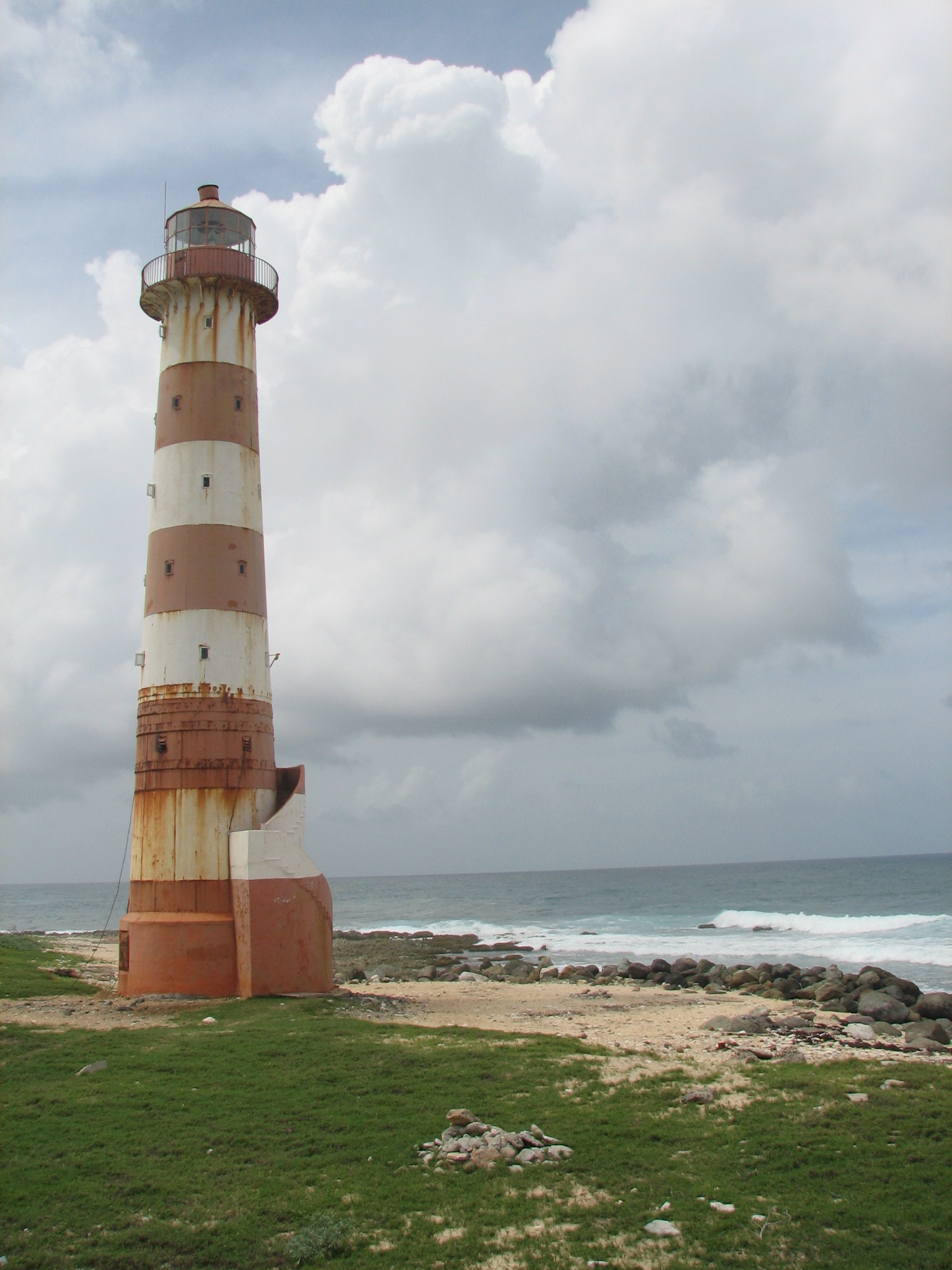
灯台は地上の目印にもなりうる
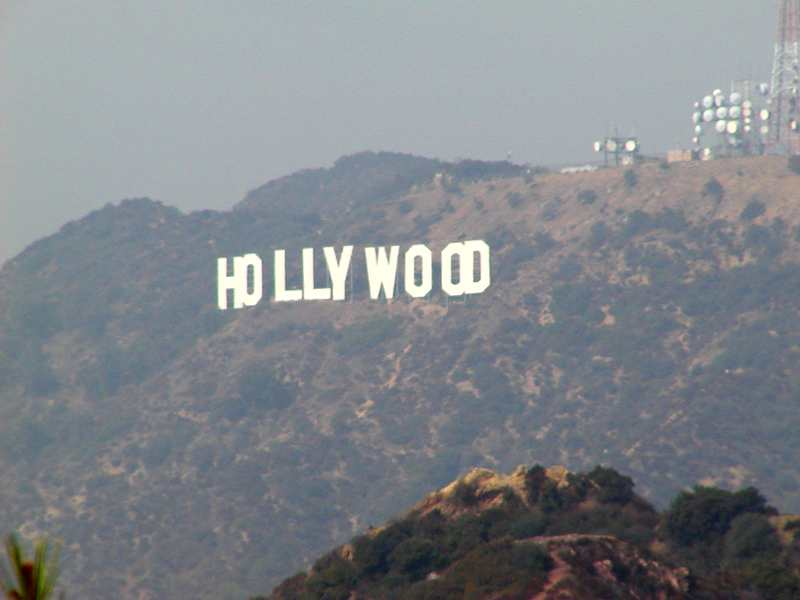
地域的な特徴物はランドマークとなりうる（ハリウッドサイン）
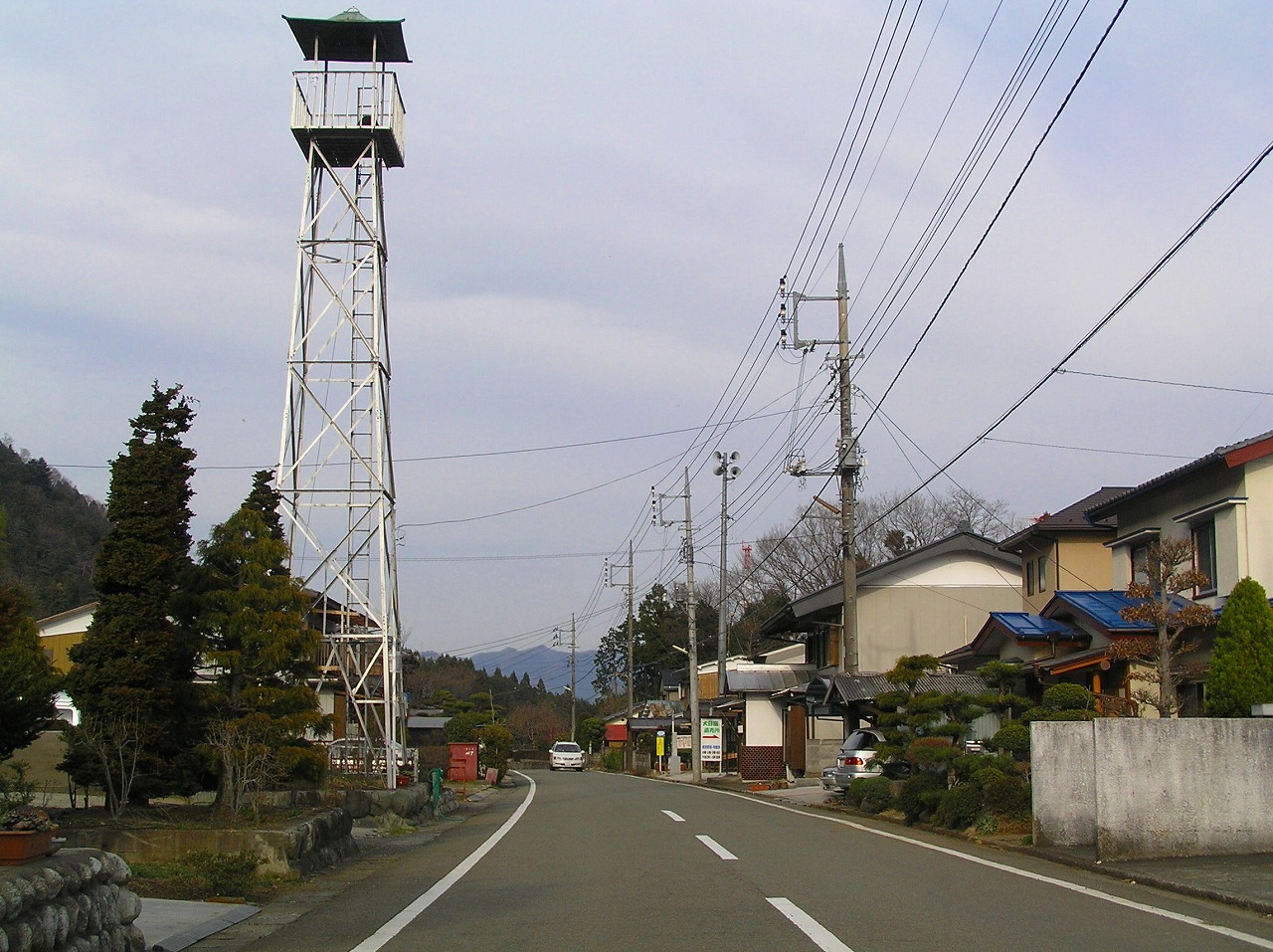
火の見櫓は小さな集落のランドマークとなる
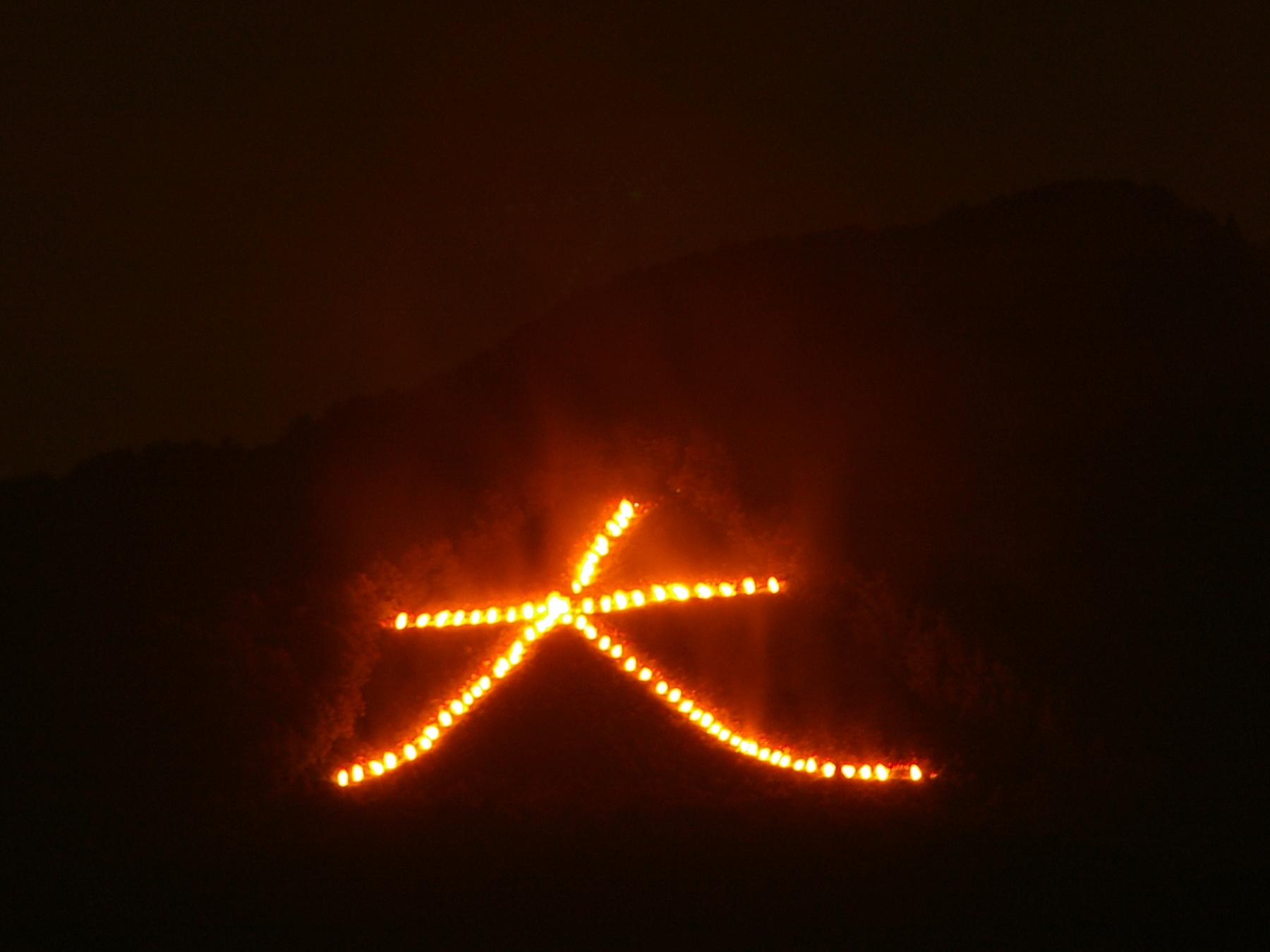
事象もランドマークとなりうる[要出典]（大文字焼き）

## 有名なランドマーク

### アジア

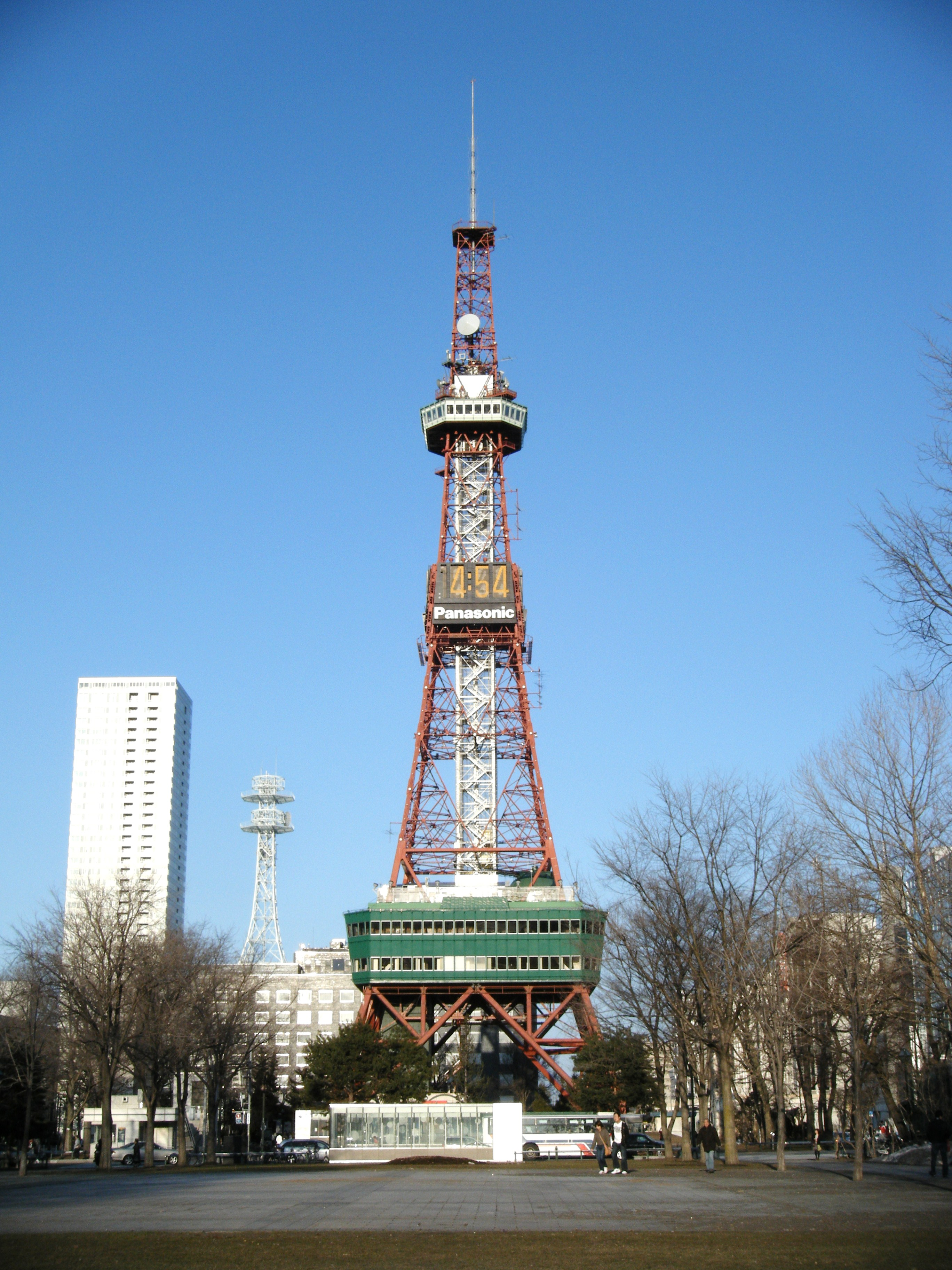
札幌テレビ塔
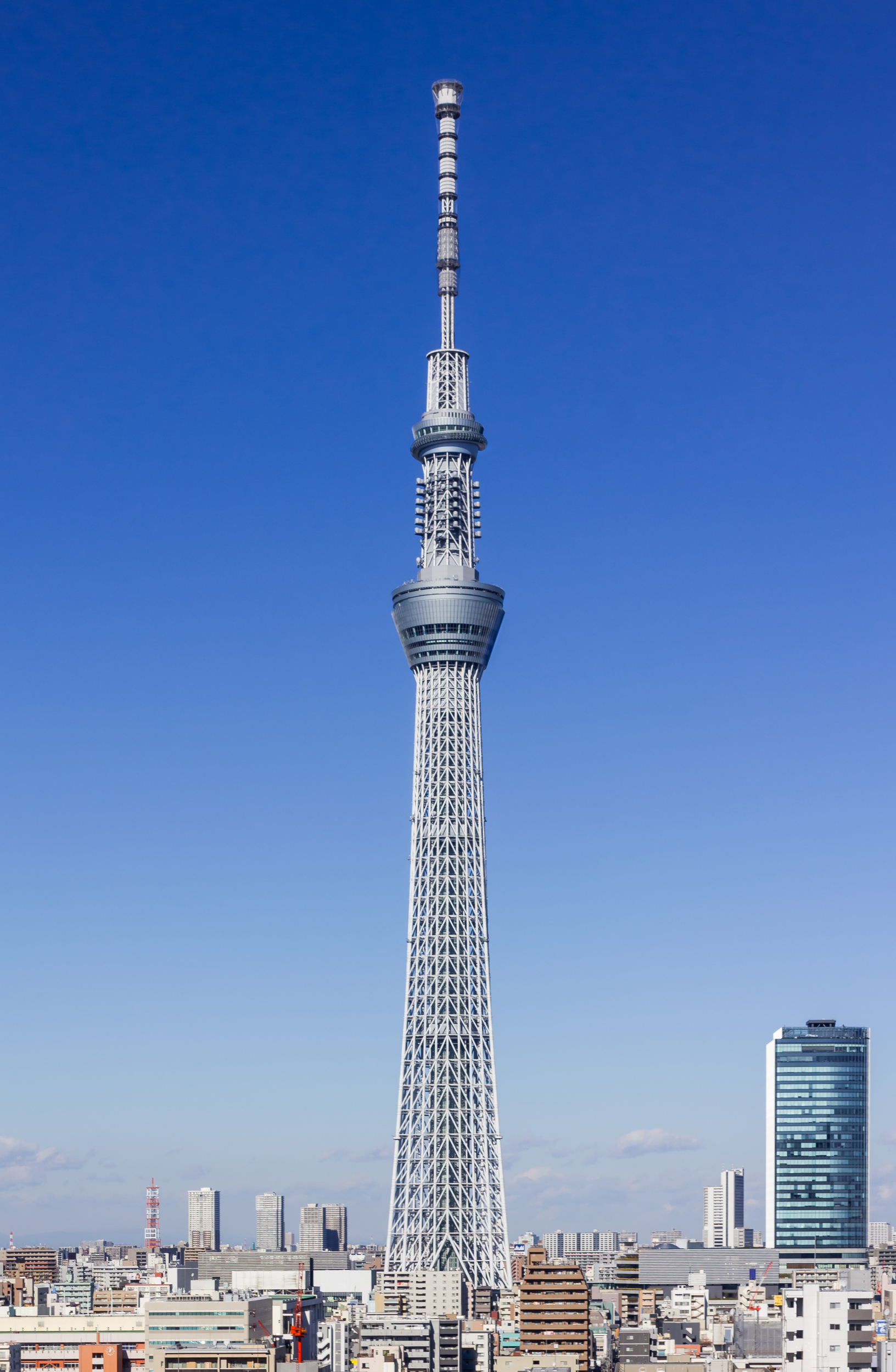
東京スカイツリー
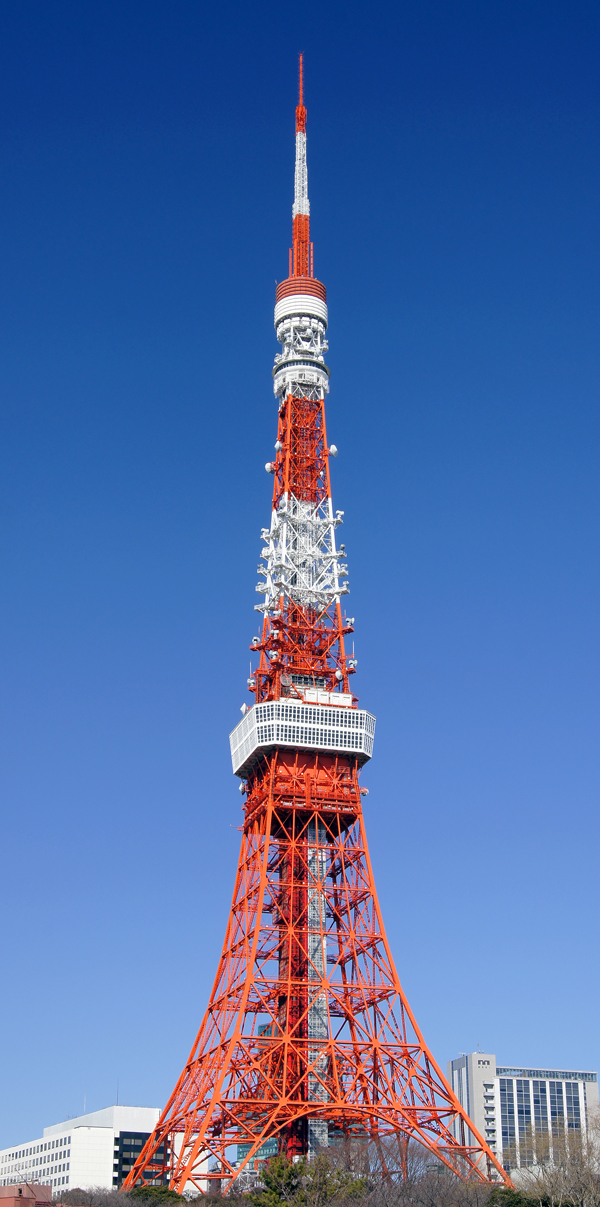
東京タワー
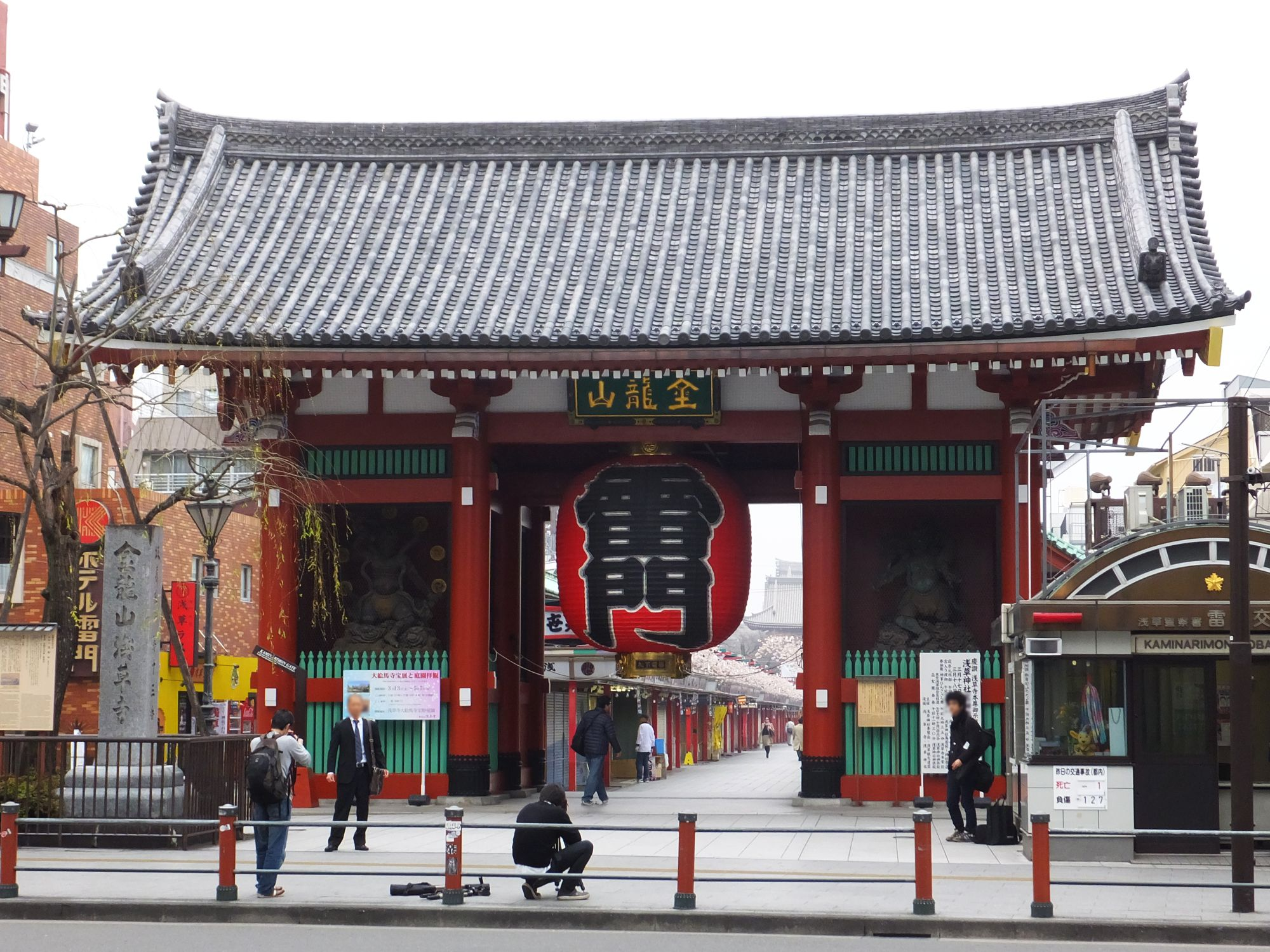
浅草寺
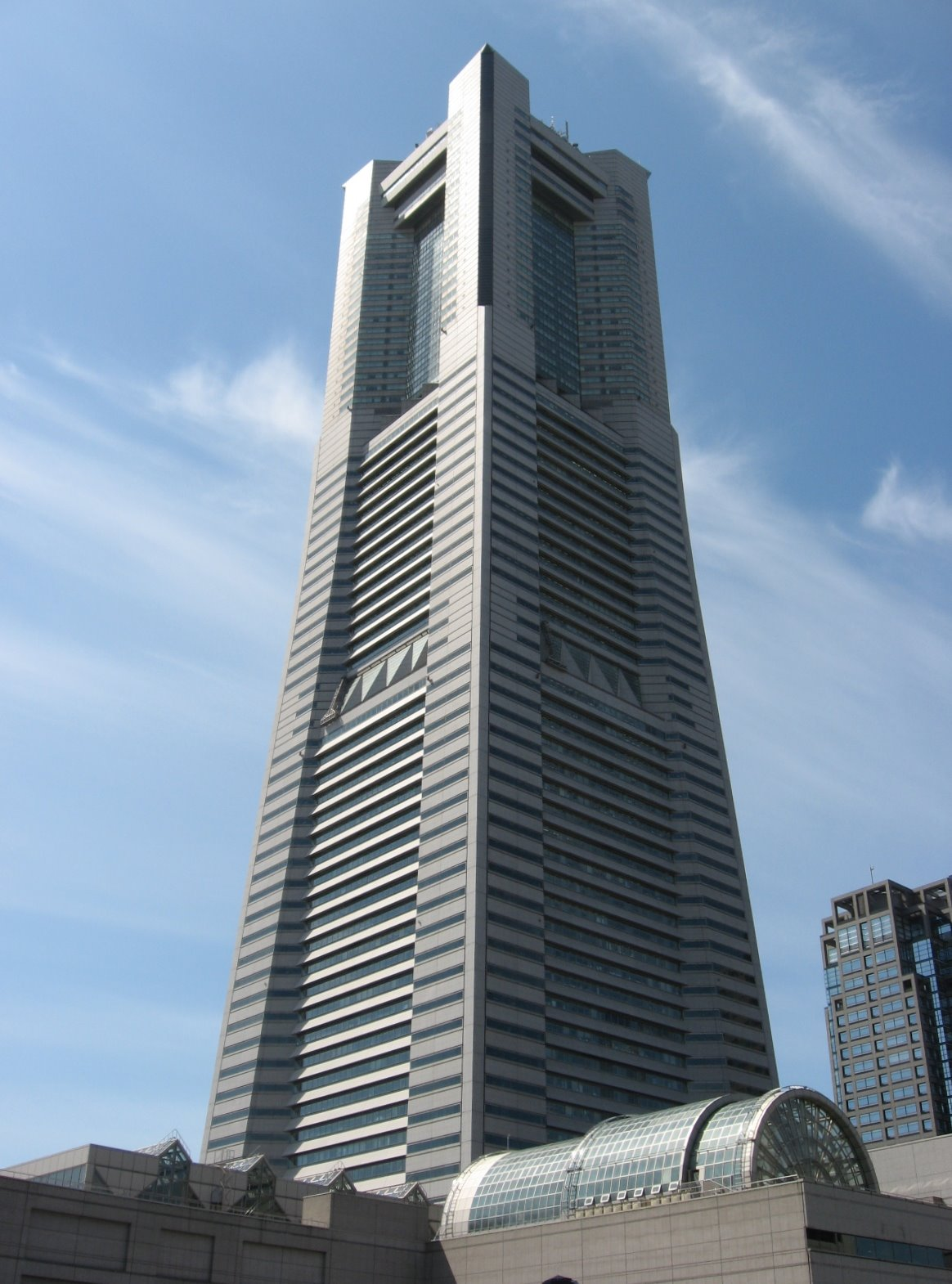
横浜ランドマークタワー
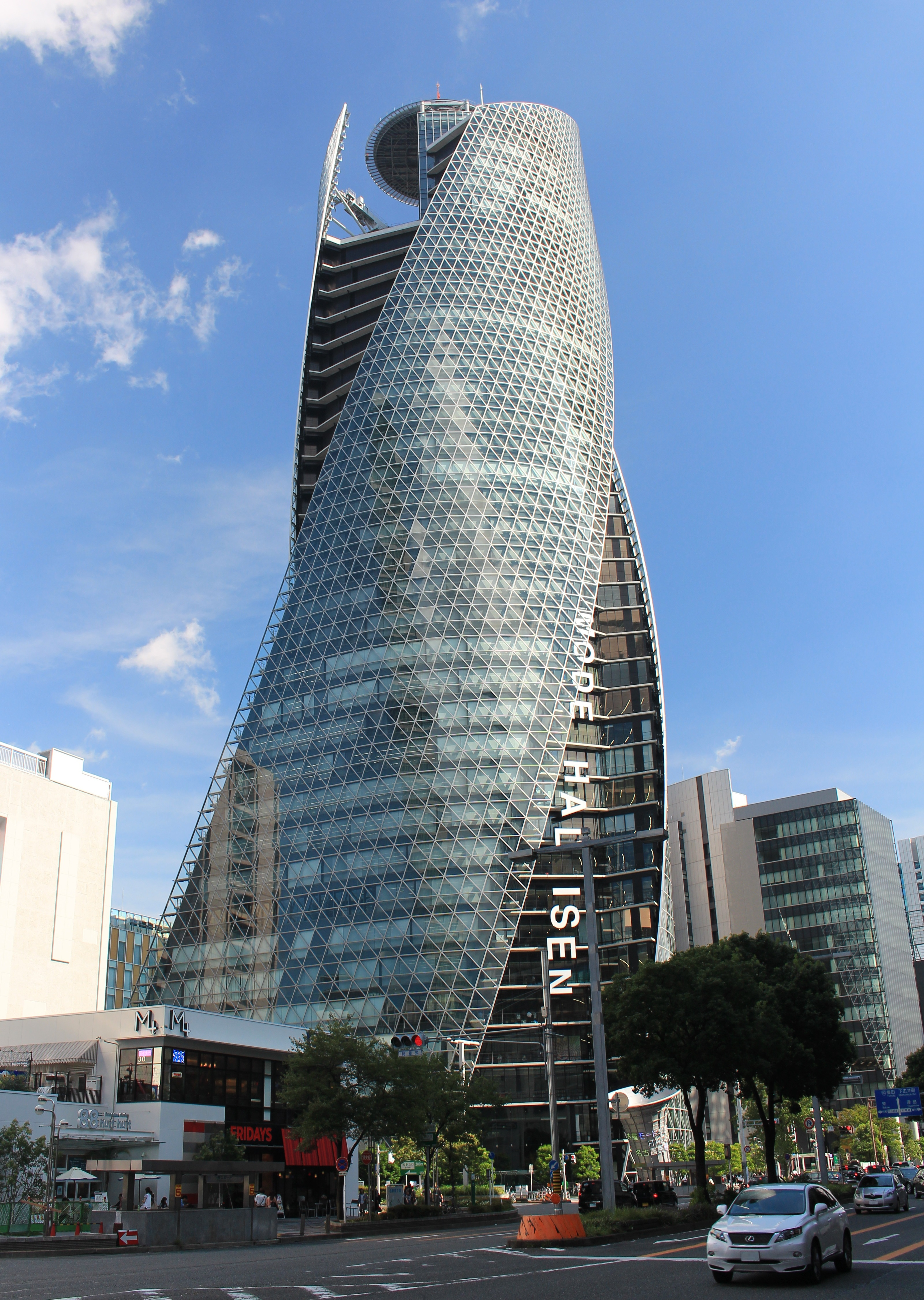
モード学園スパイラルタワーズ
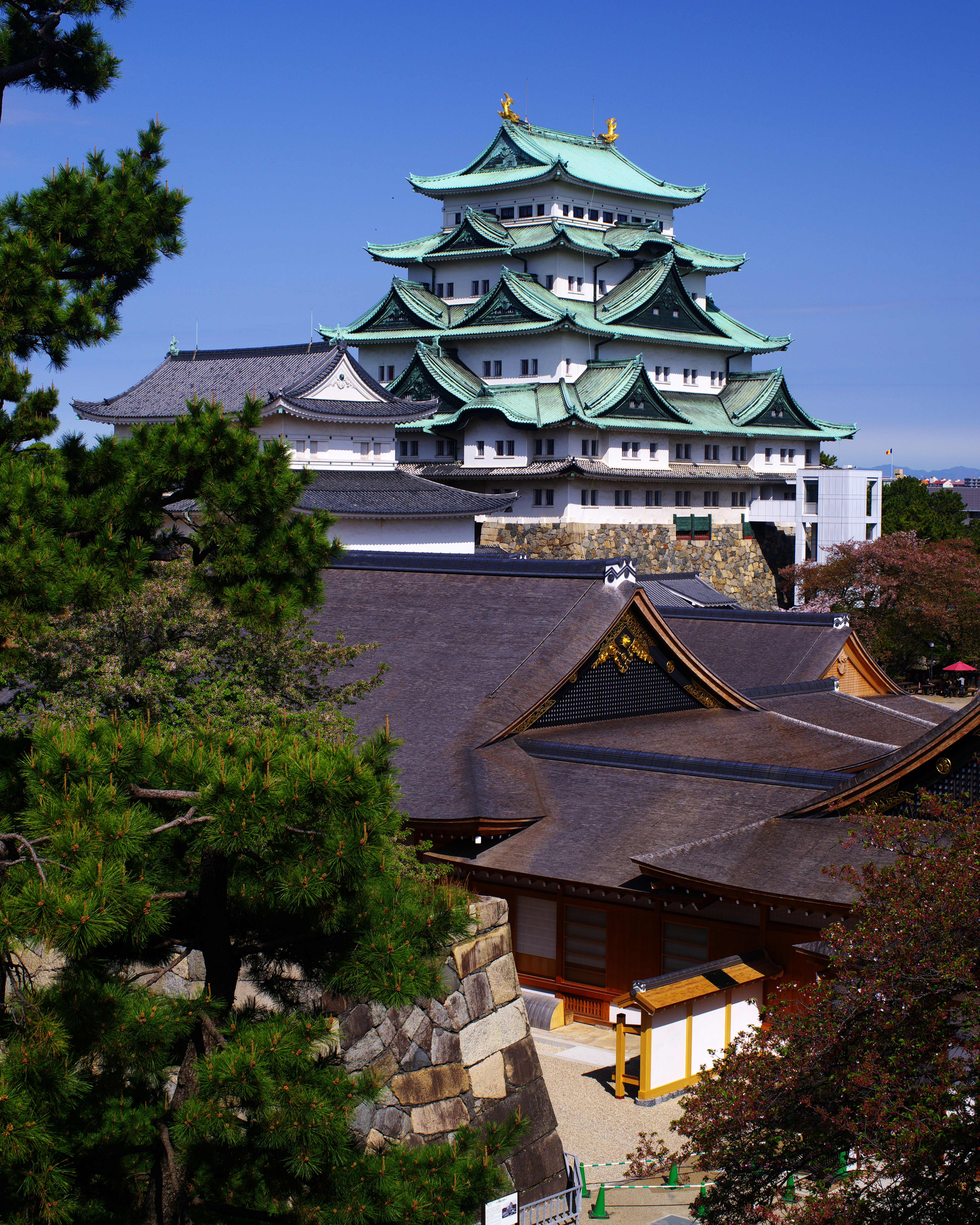
名古屋城
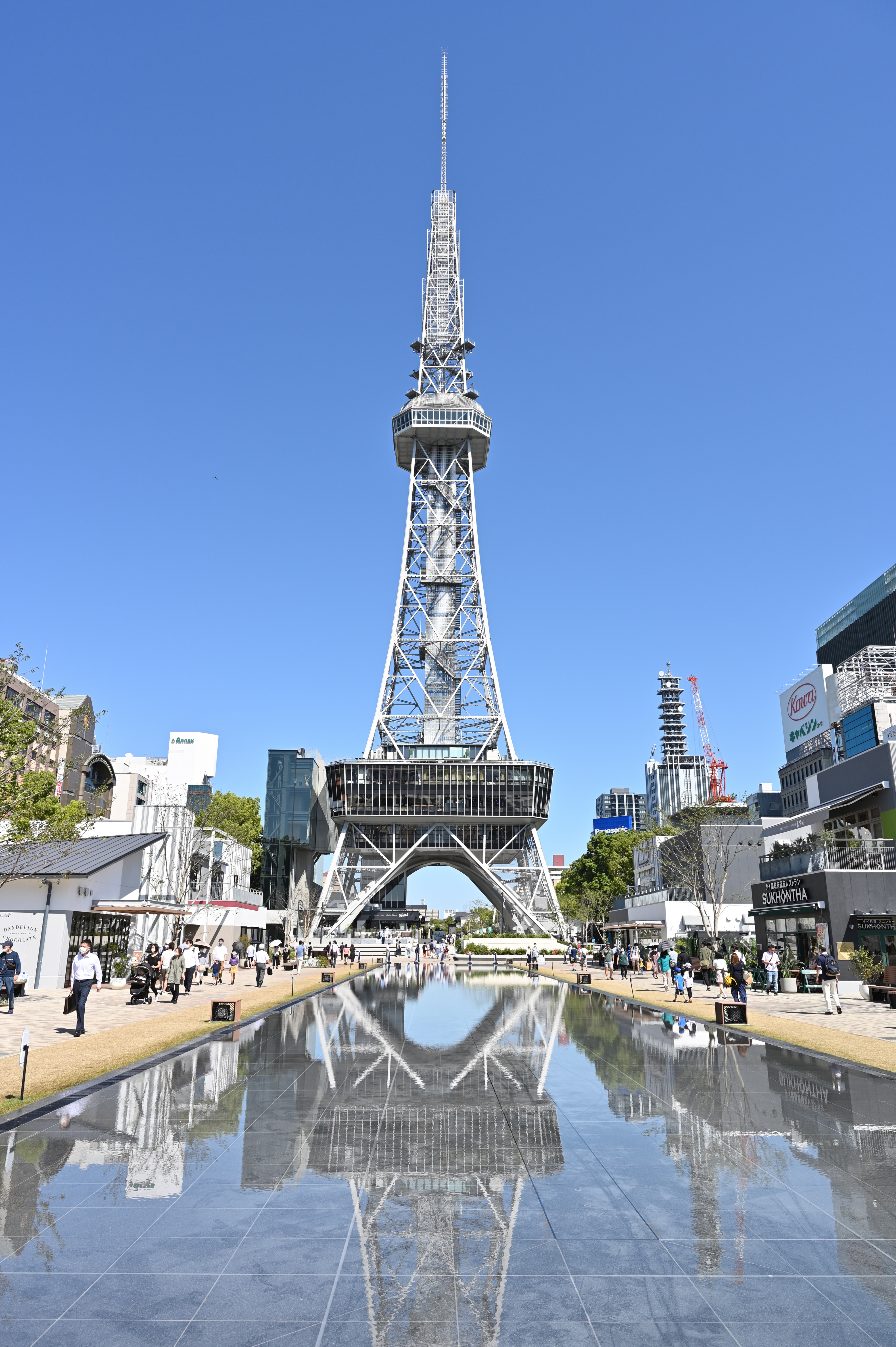
名古屋テレビ塔
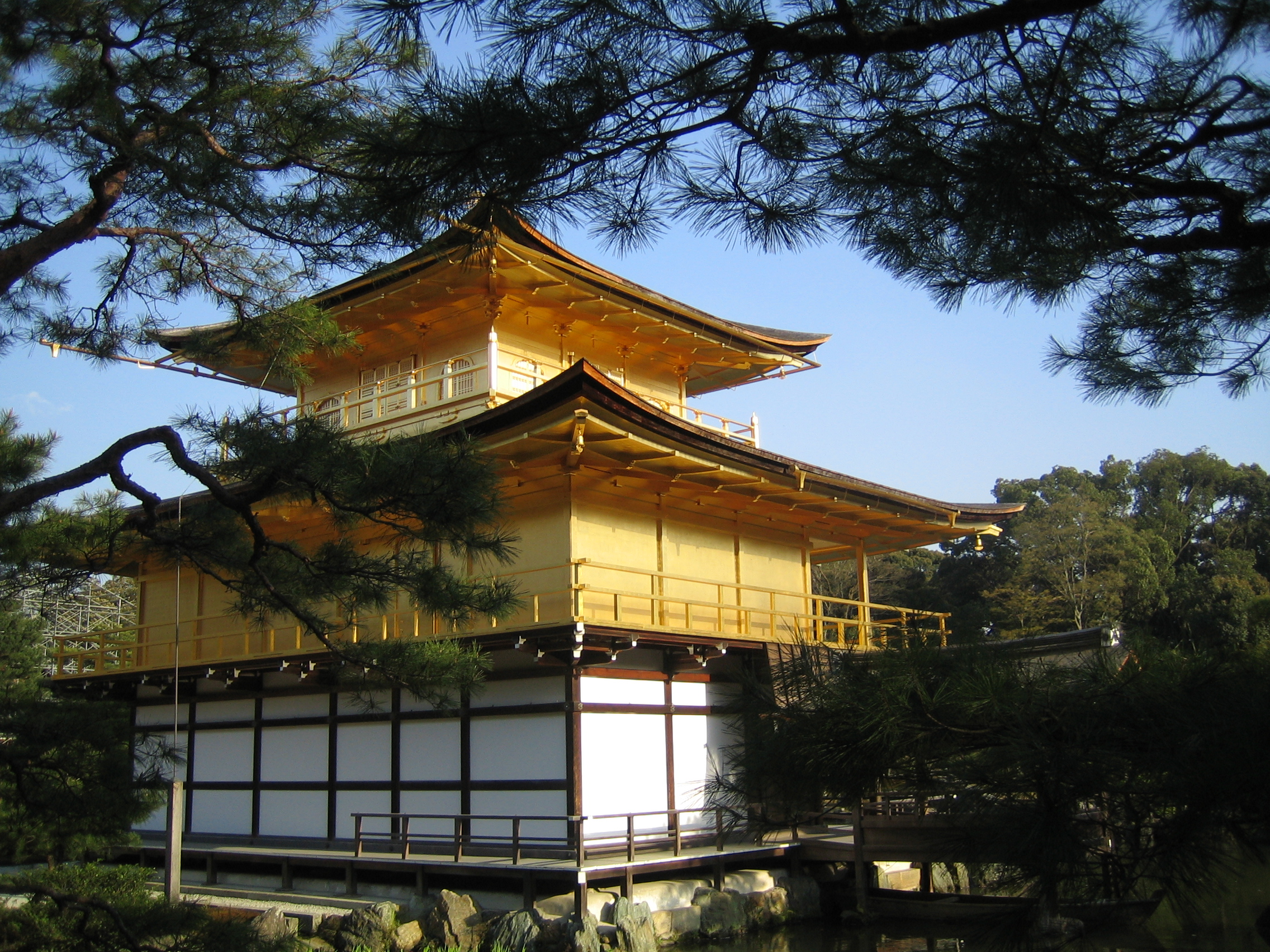
鹿苑寺
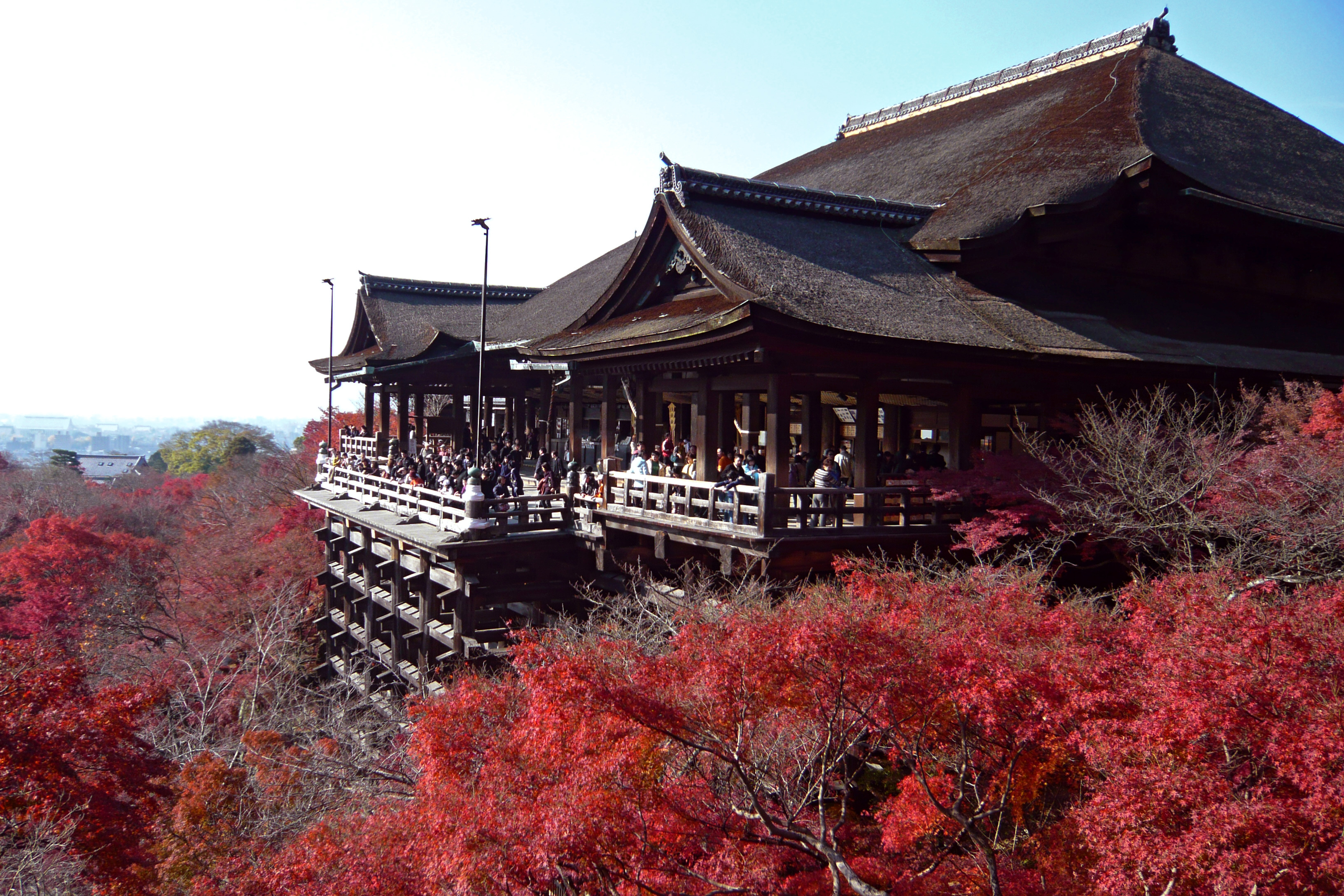
清水寺
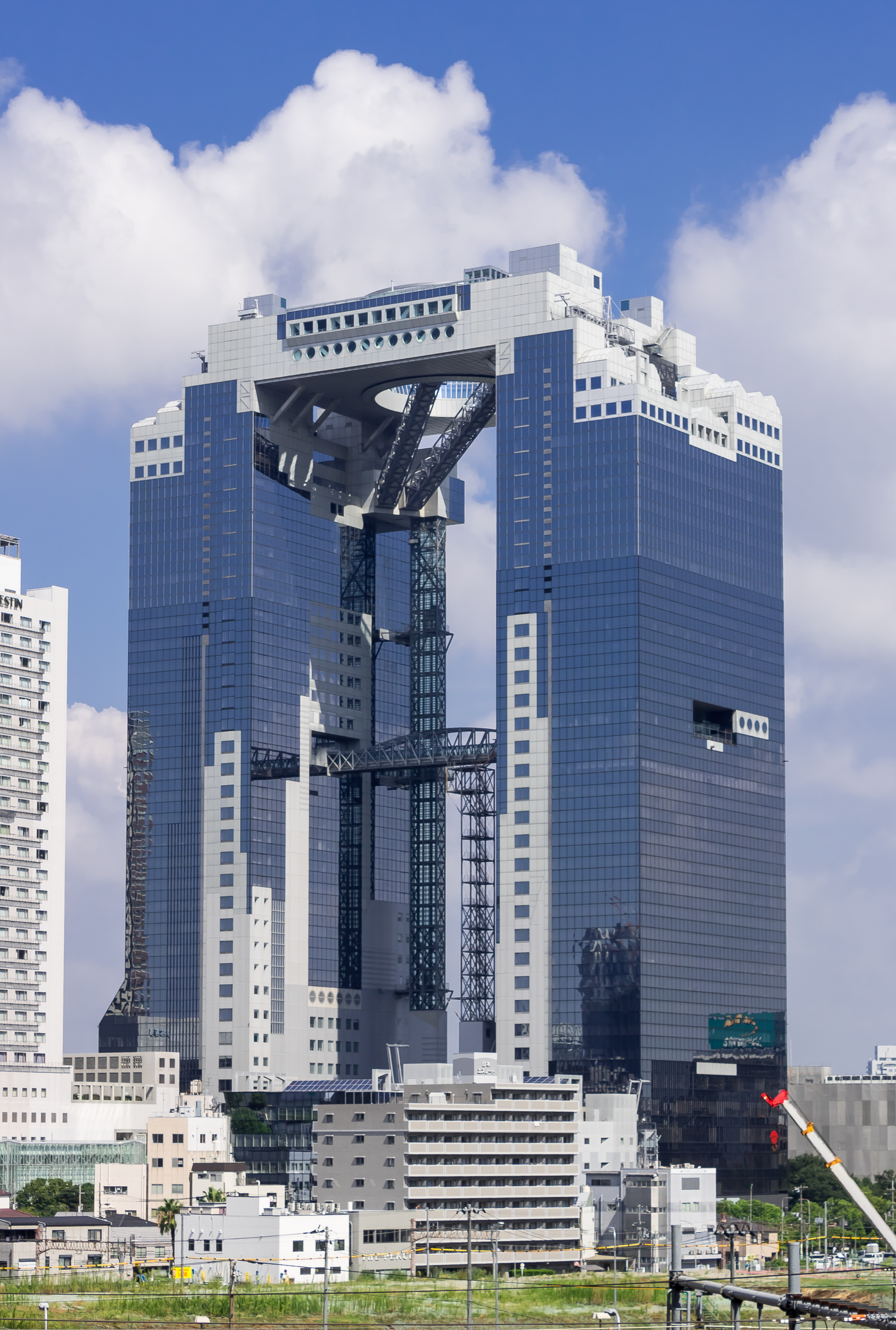
梅田スカイビル
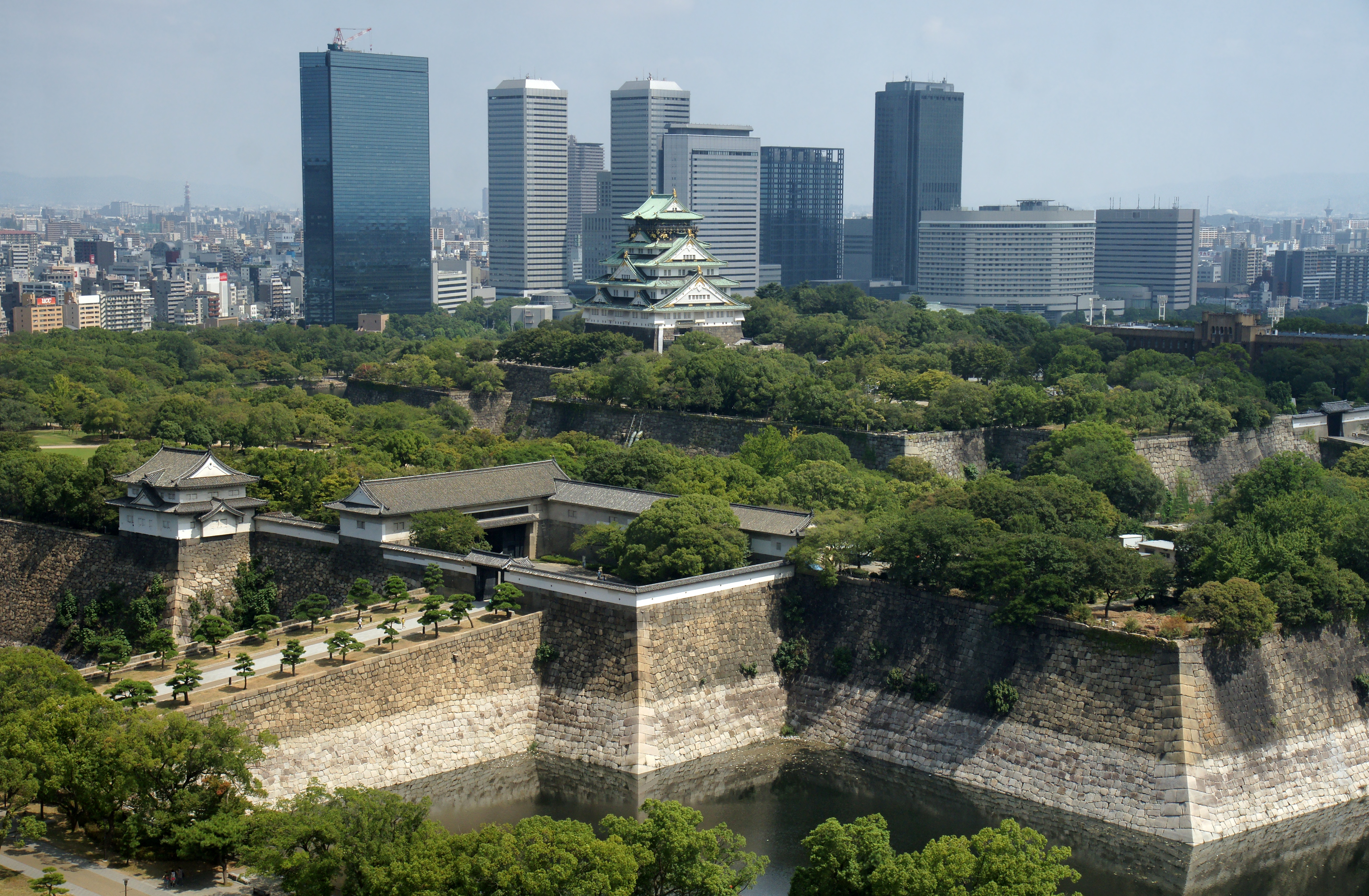
大阪城
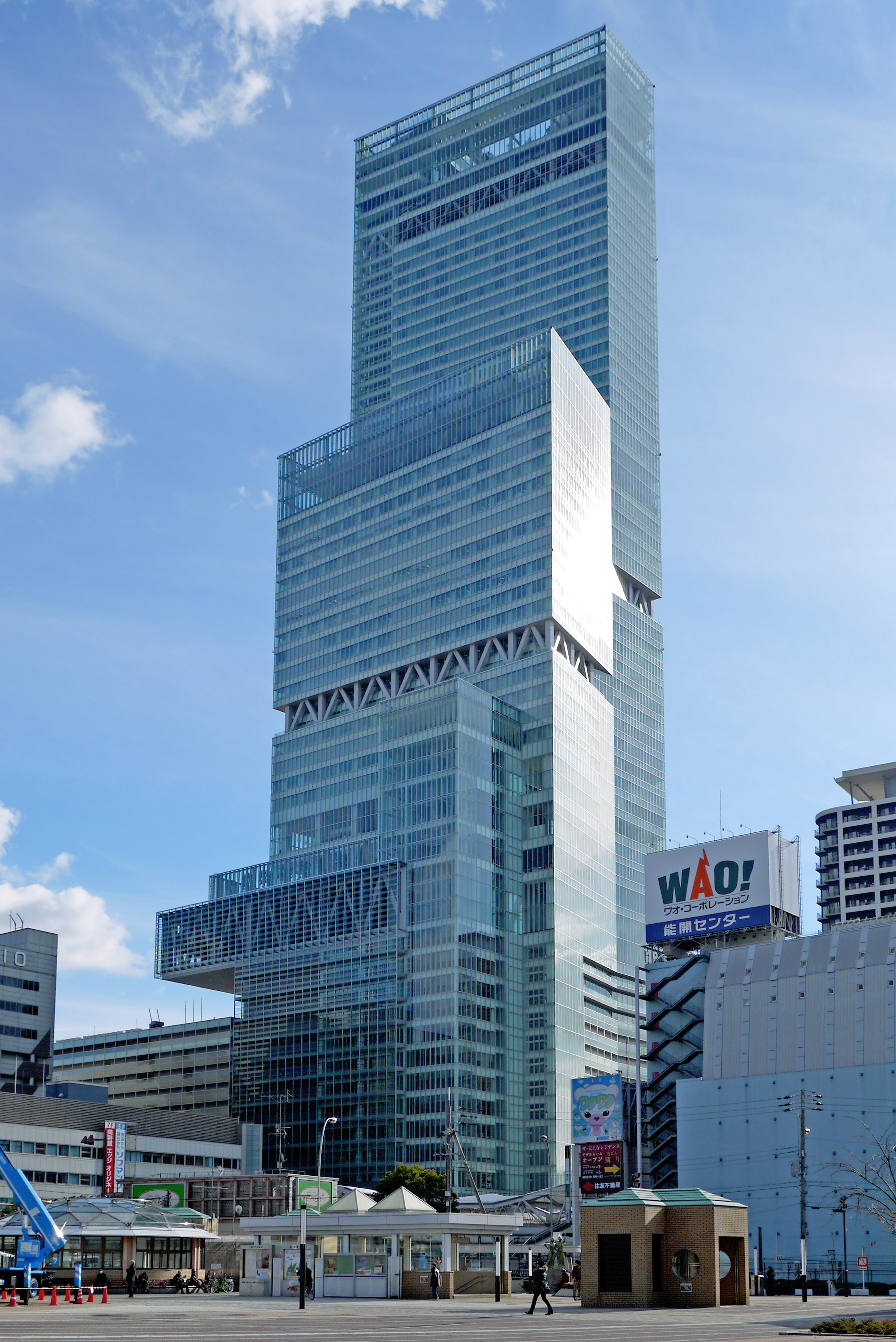
あべのハルカス
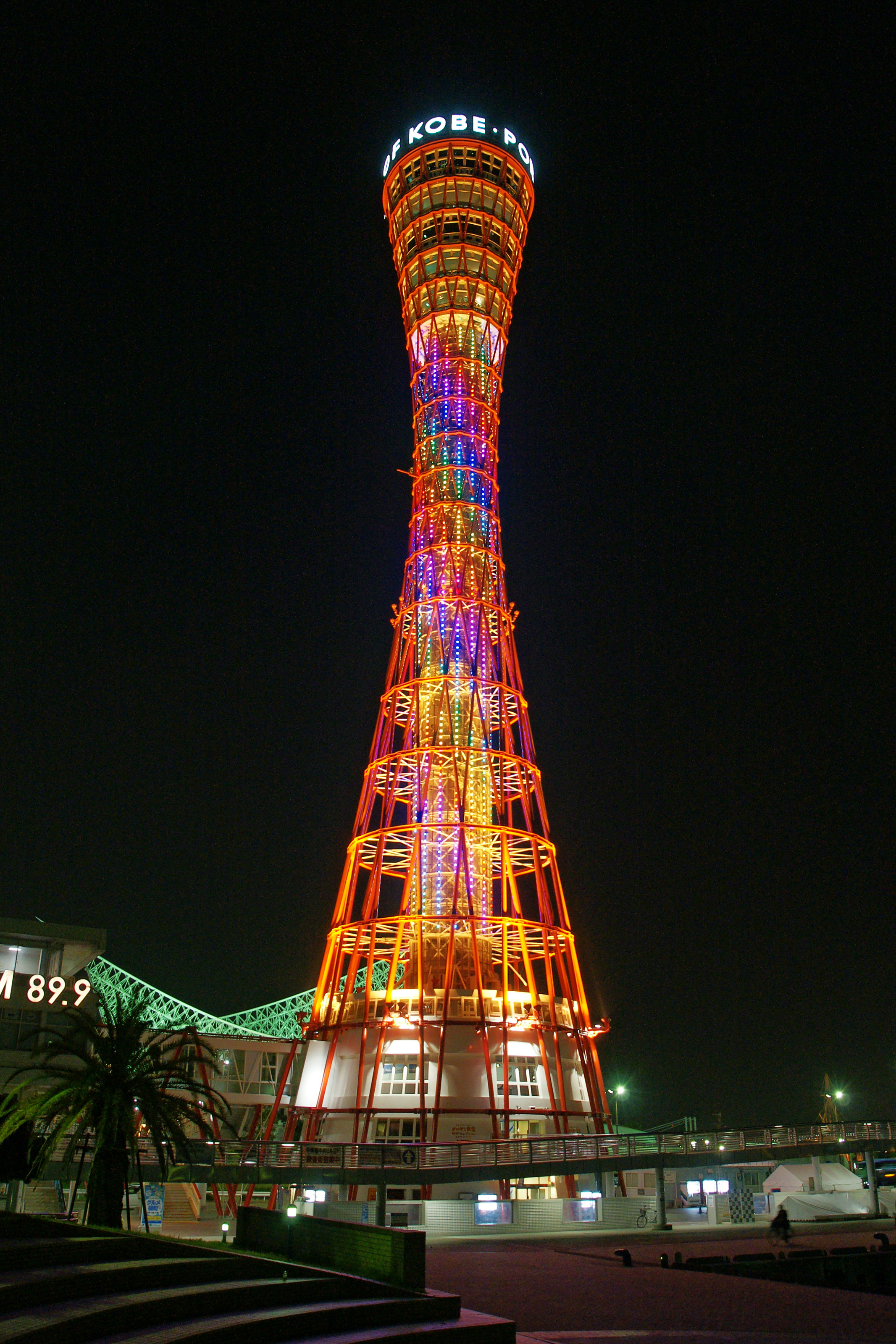
神戸ポートタワー
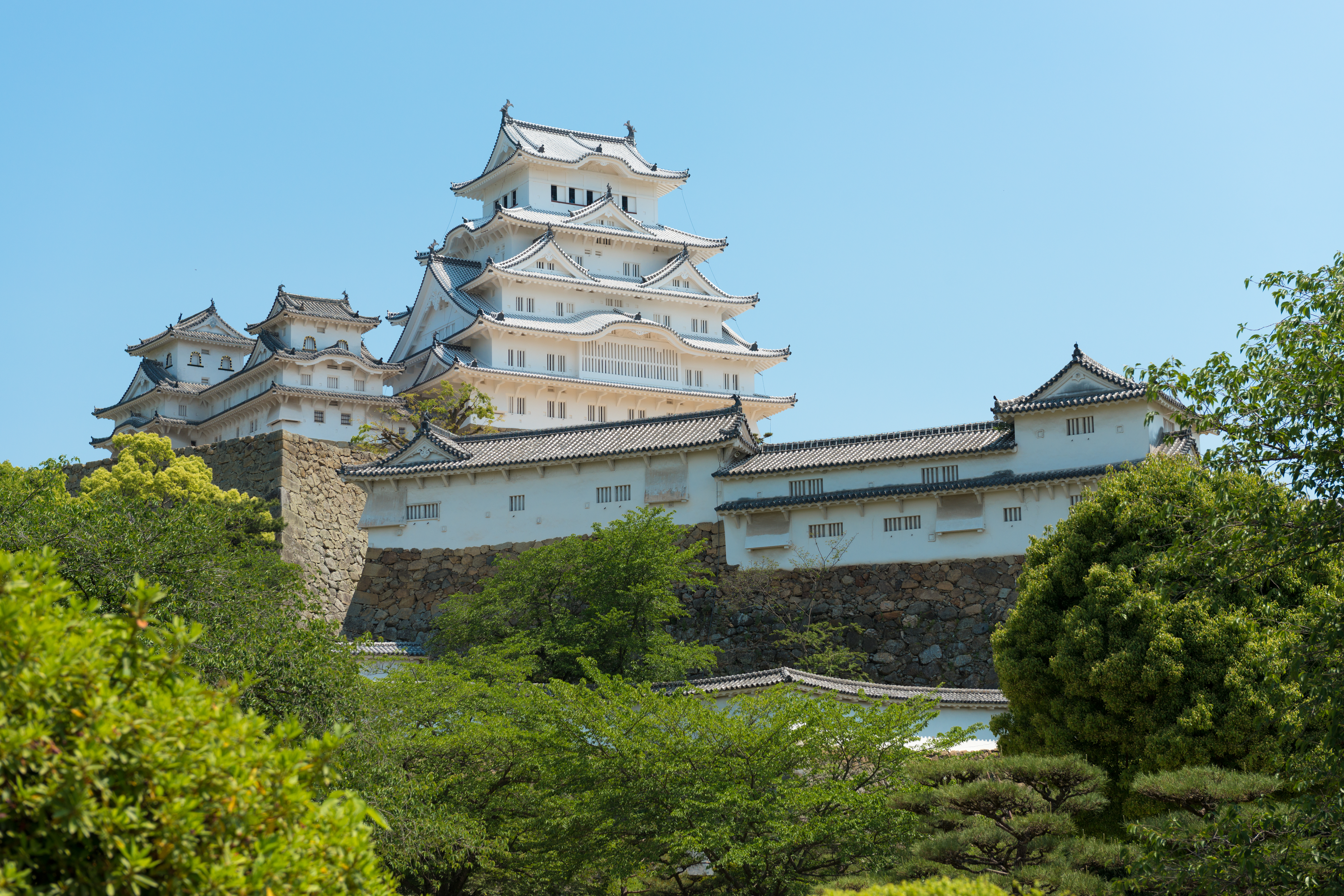
姫路城
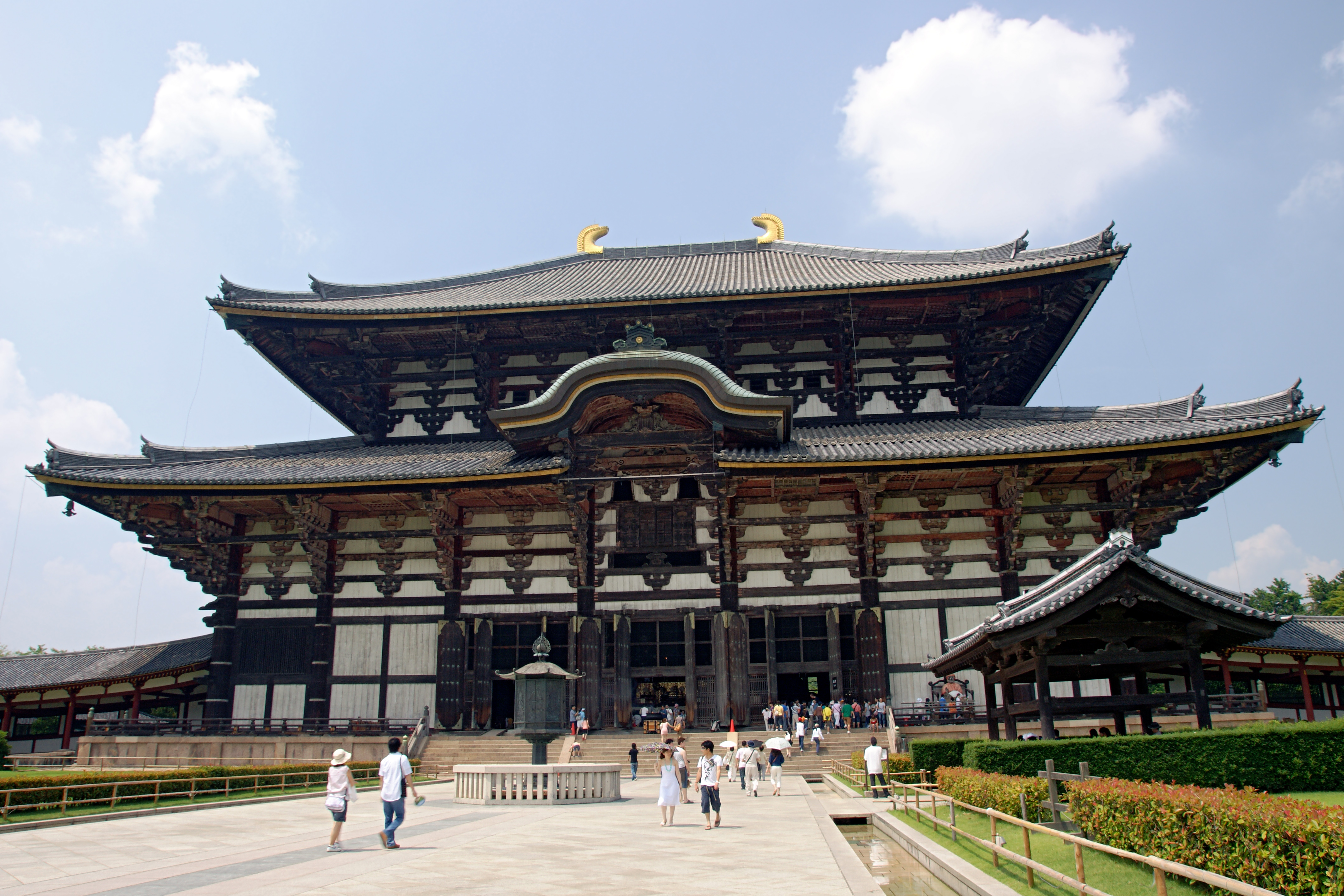
東大寺
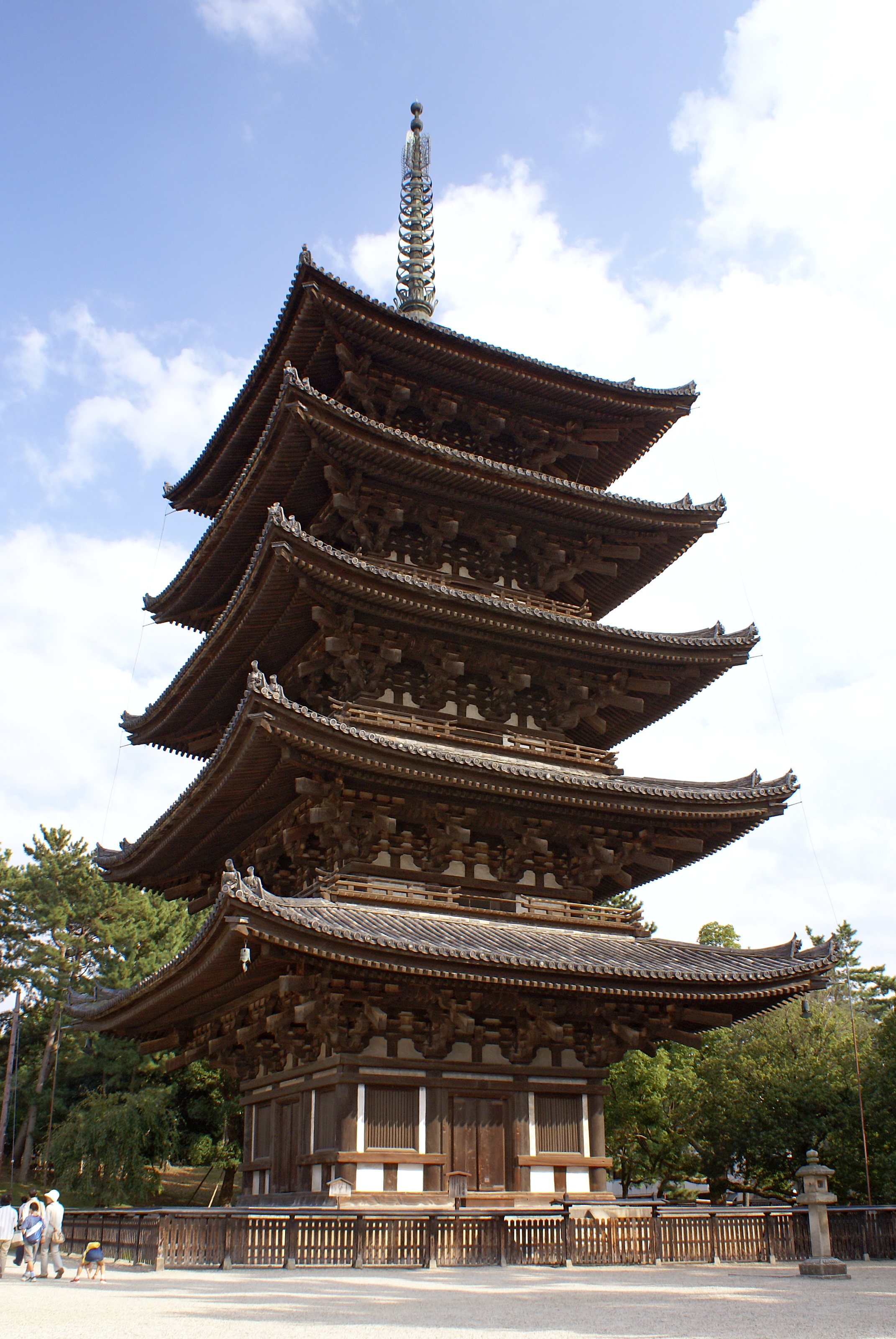
興福寺五重塔
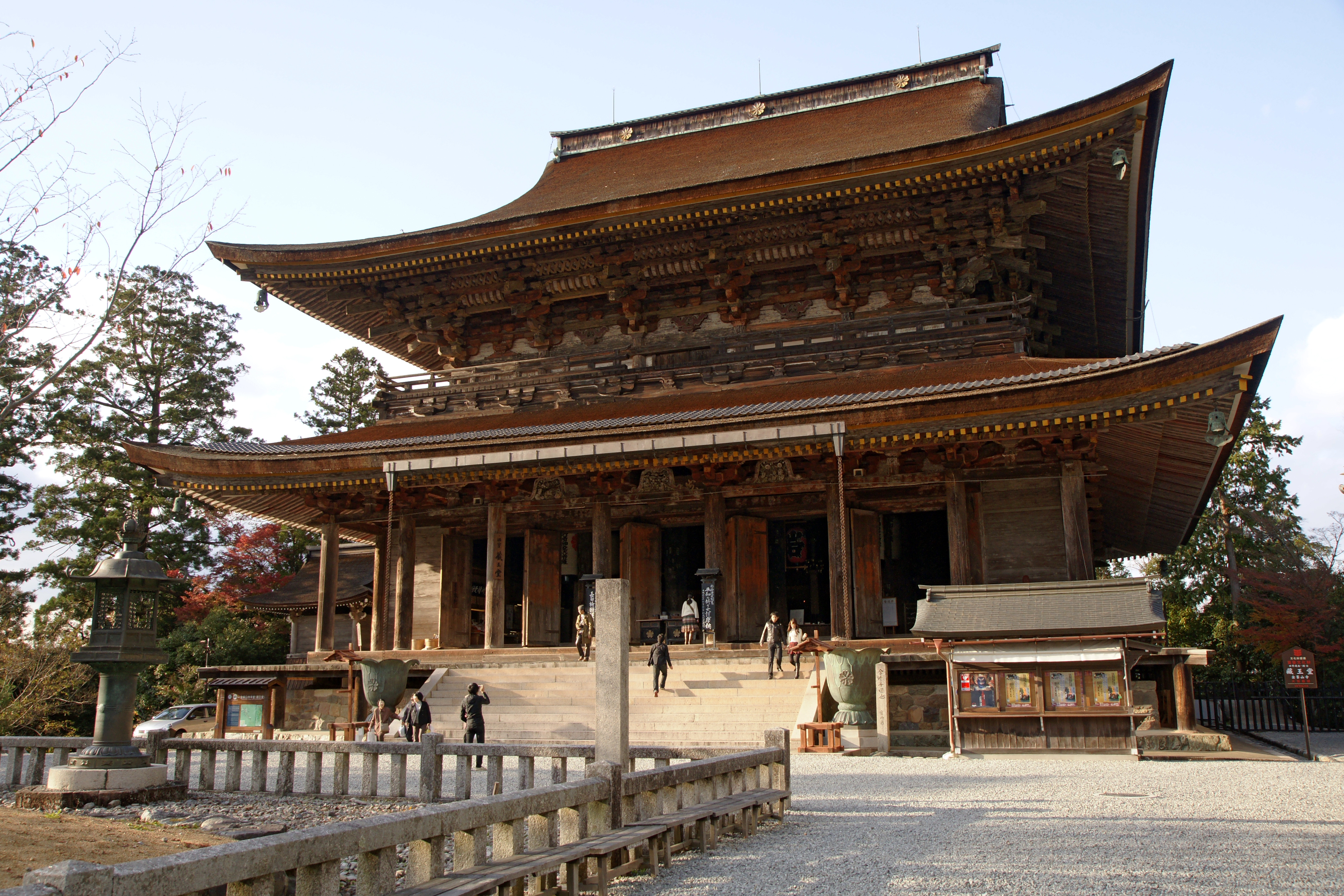
金峯山寺蔵王堂
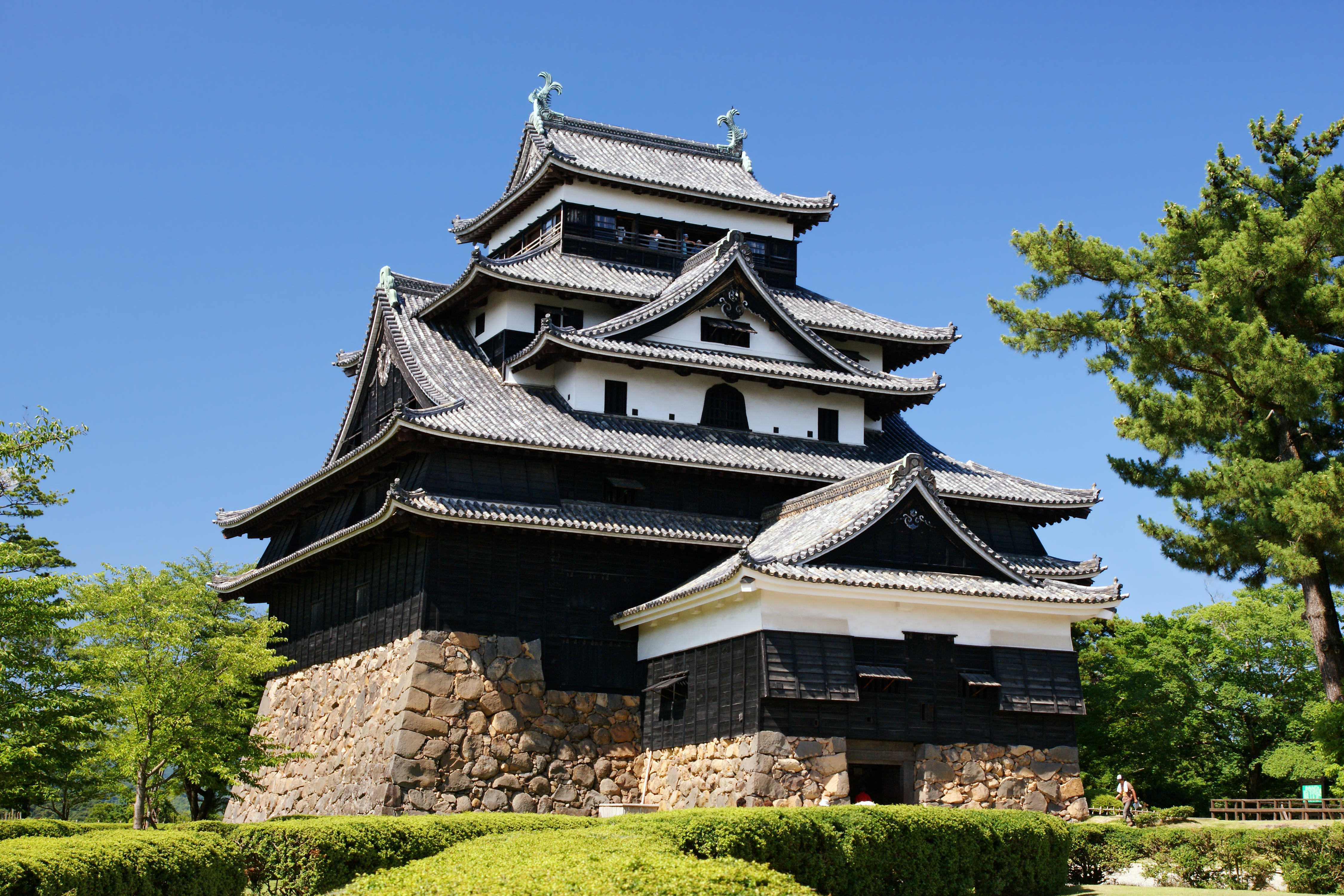
松江城
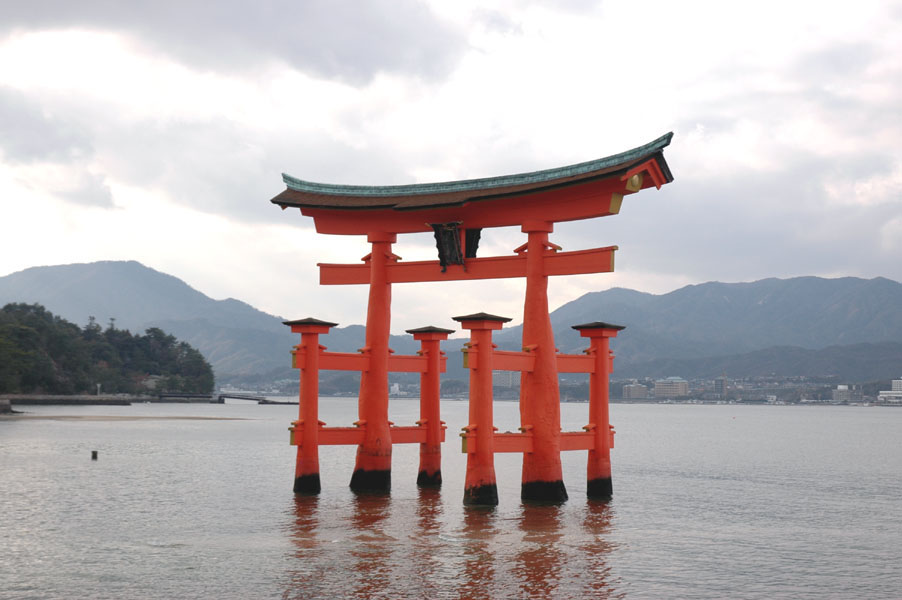
厳島神社大鳥居
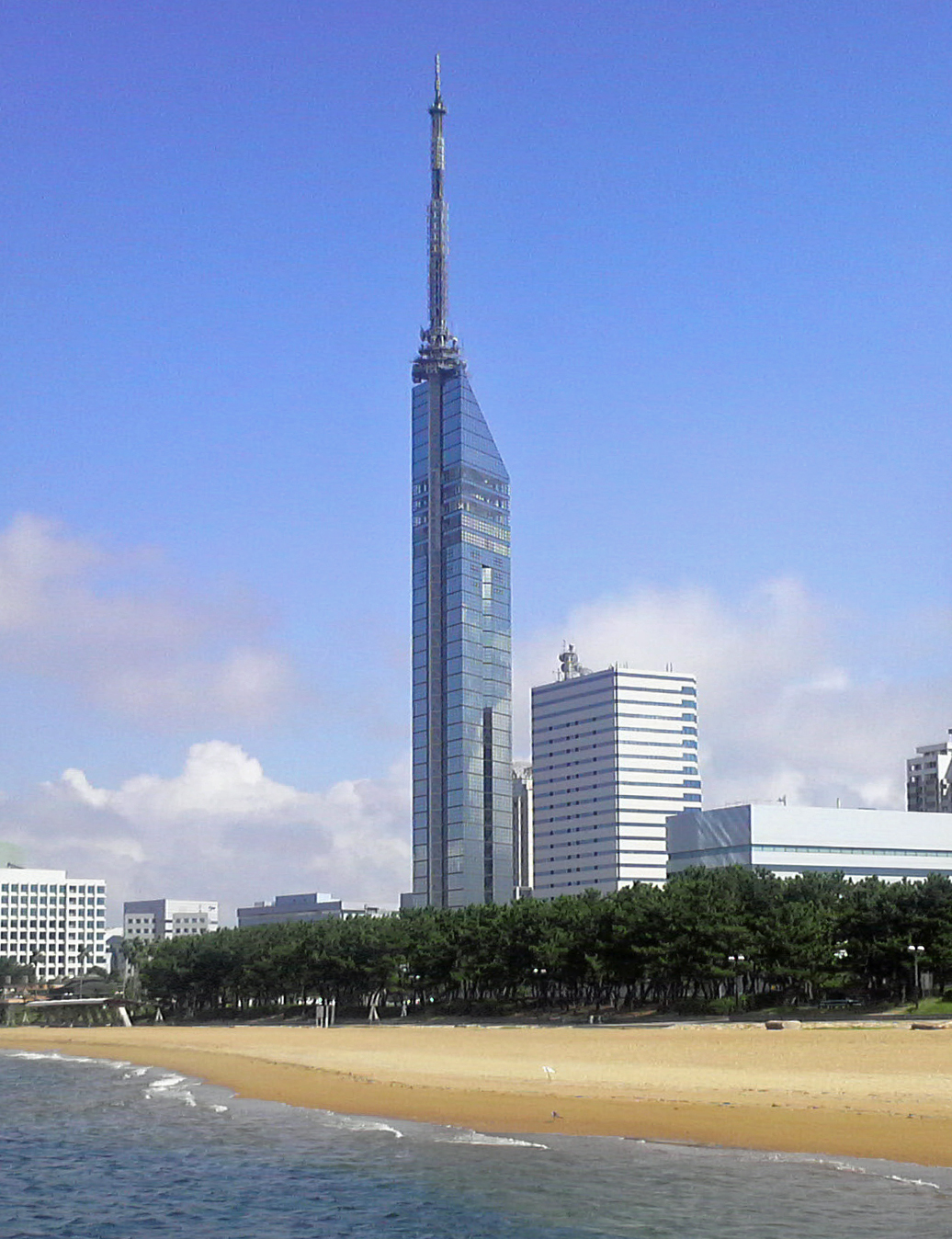
福岡タワー
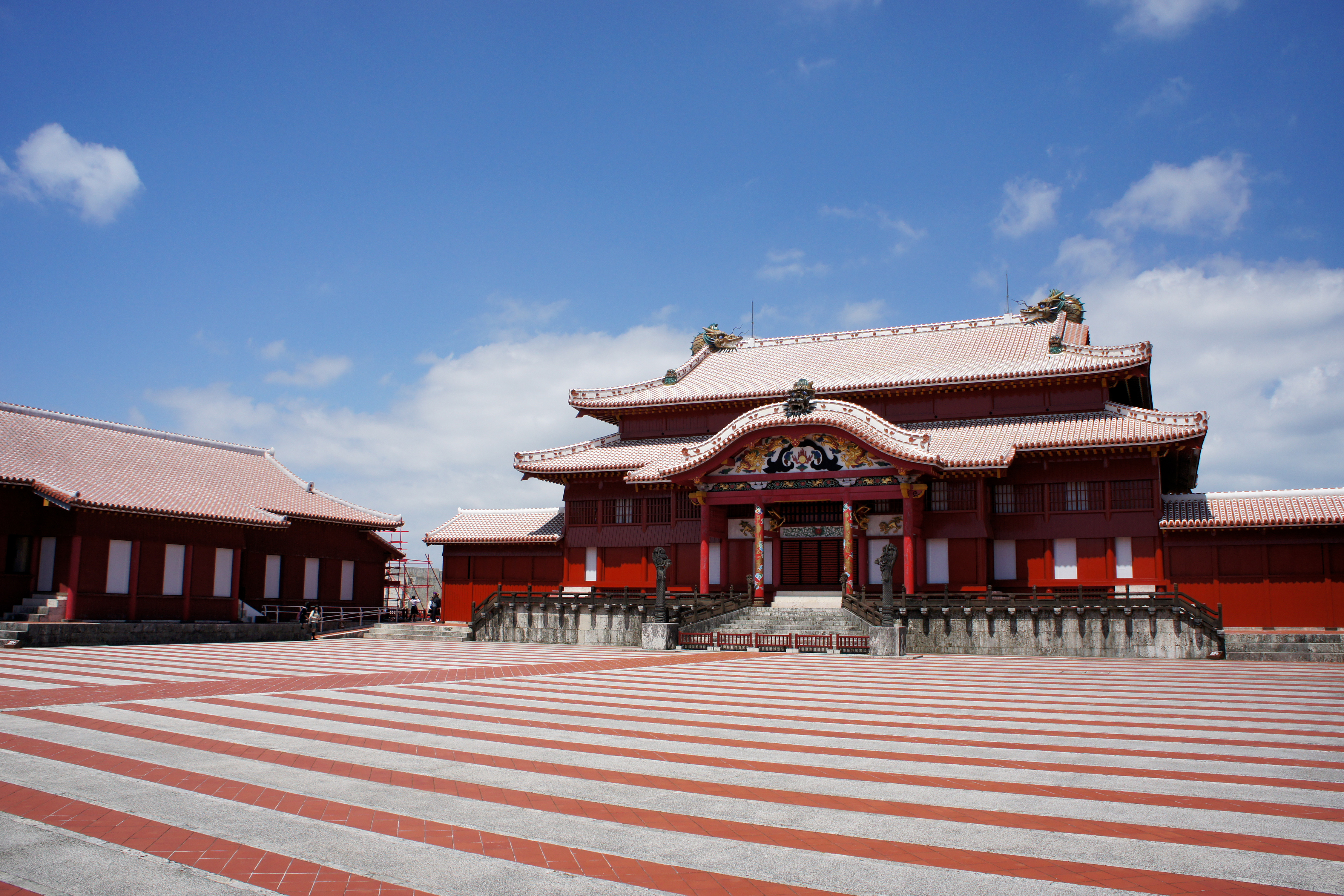
首里城
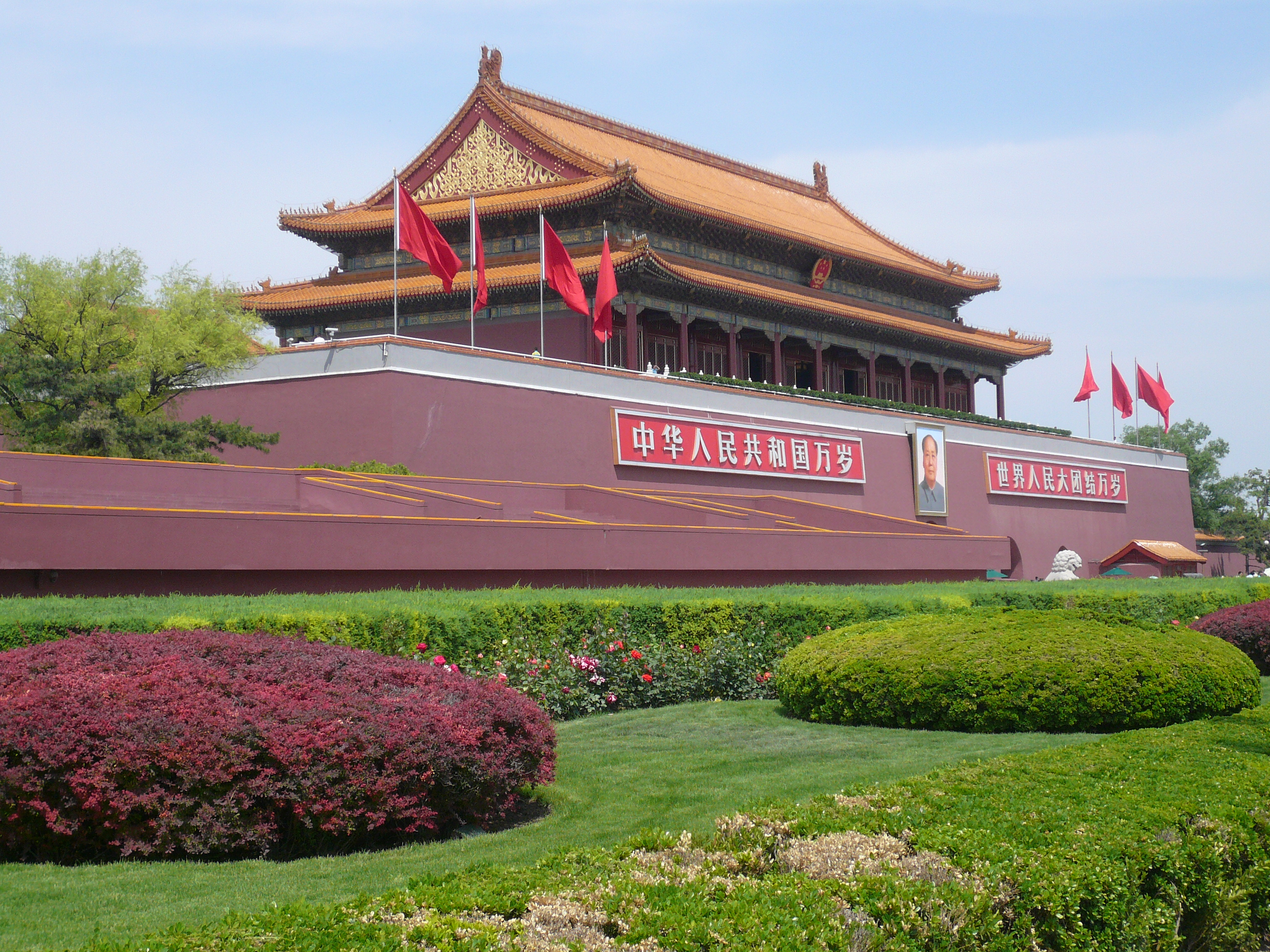
天安門
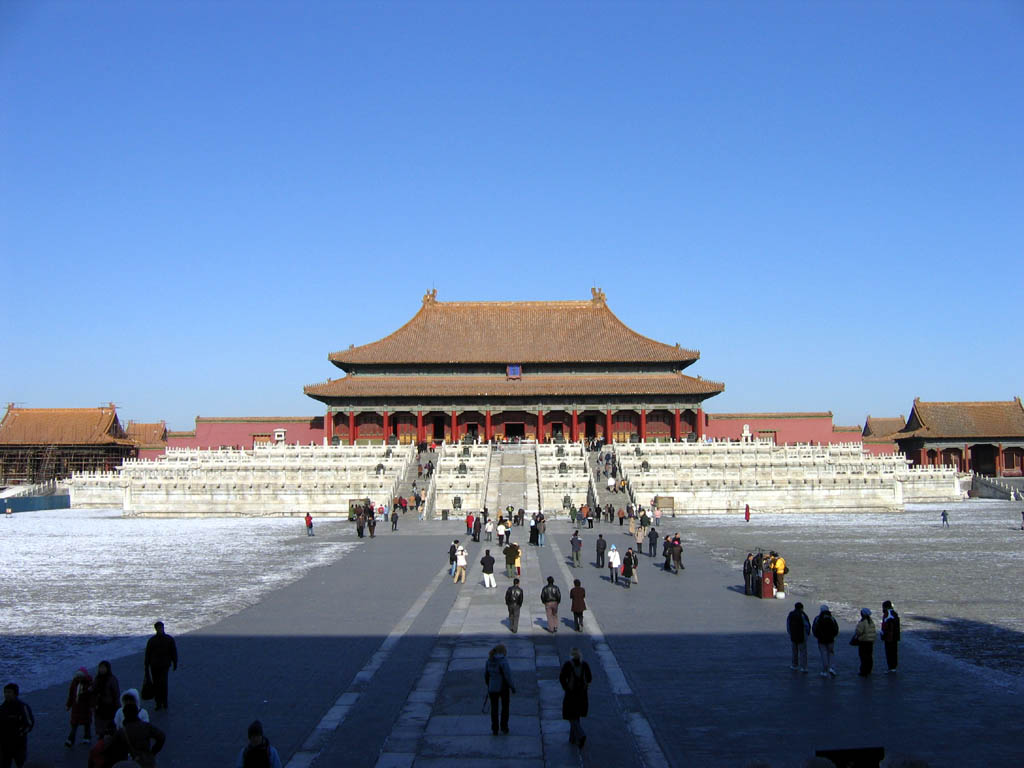
紫禁城
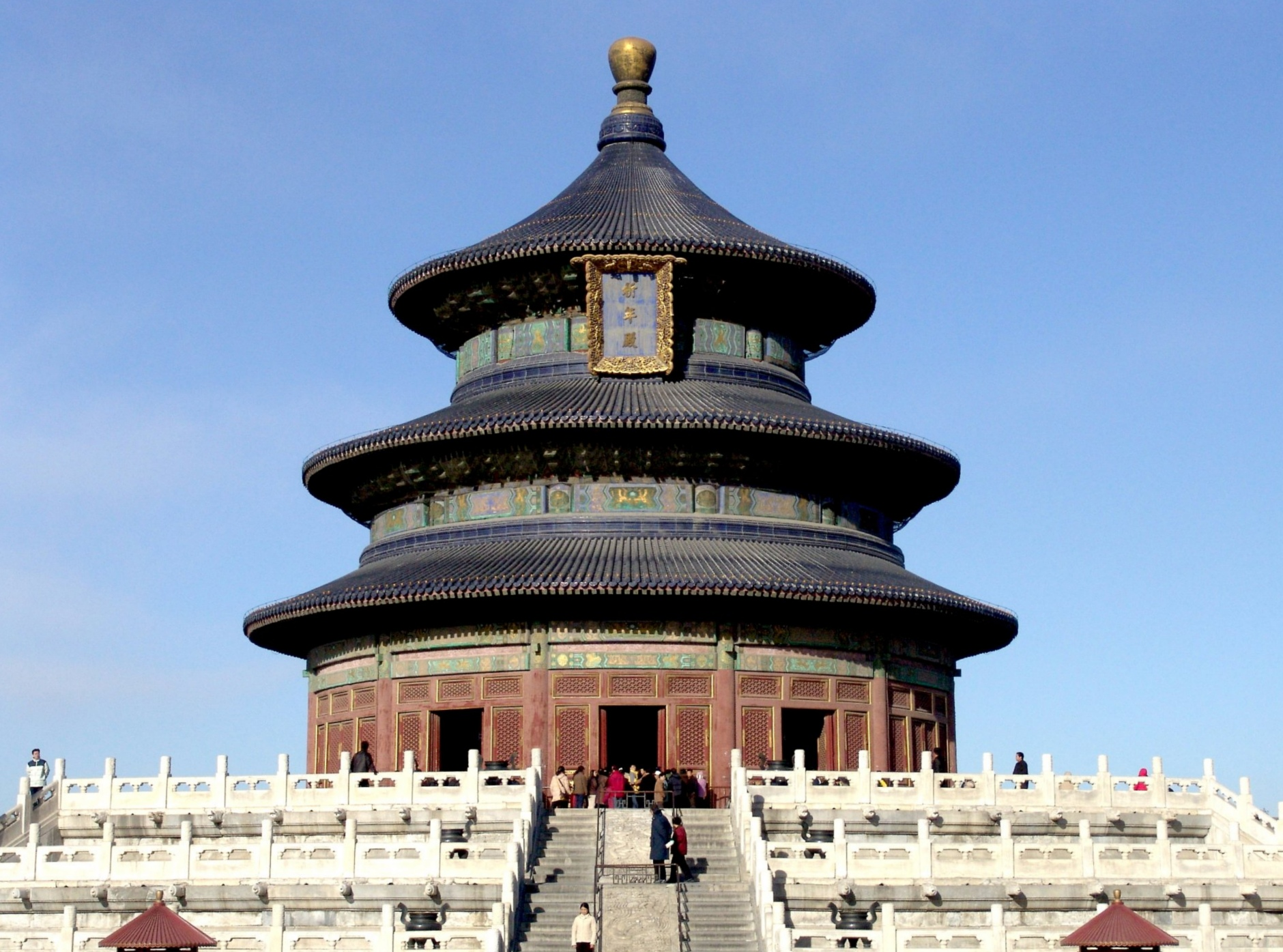
天壇
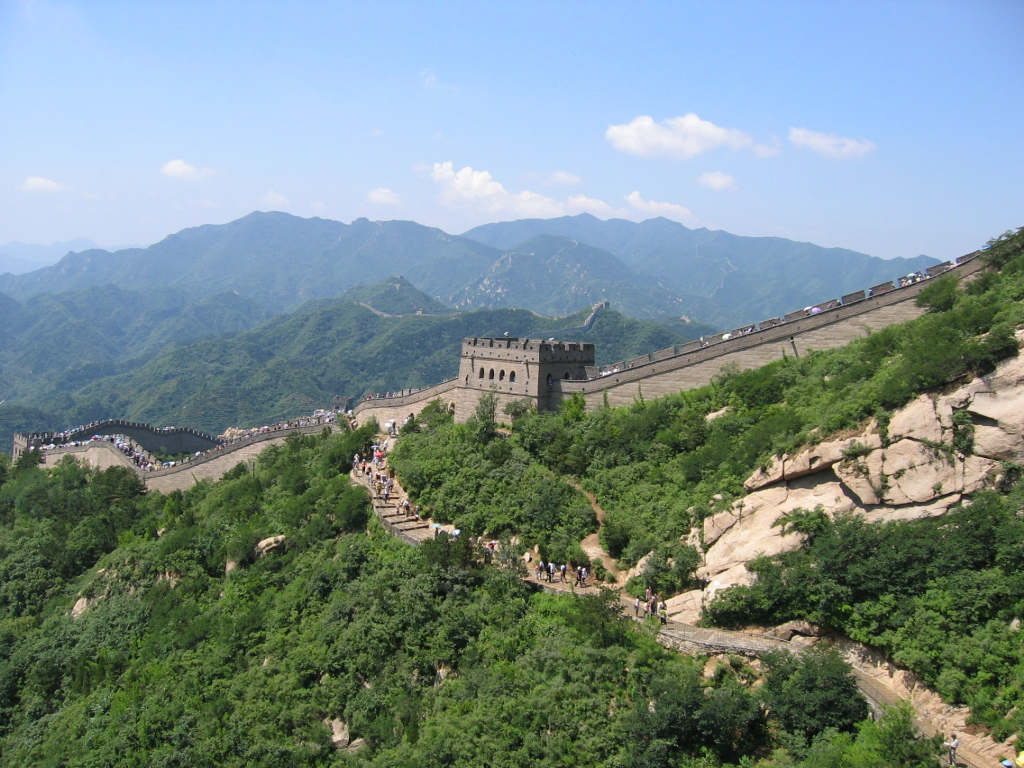
万里の長城
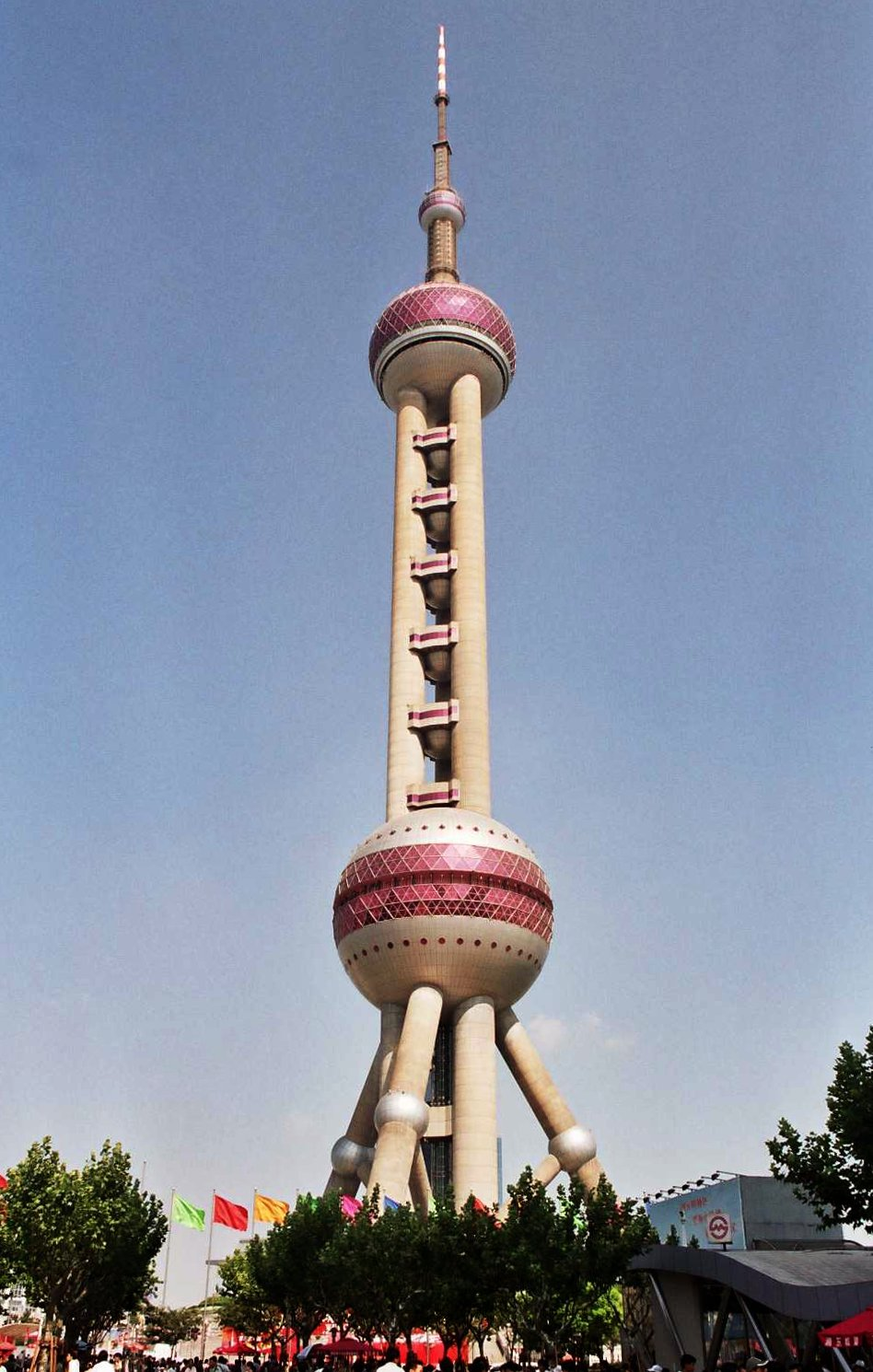
東方明珠電視塔
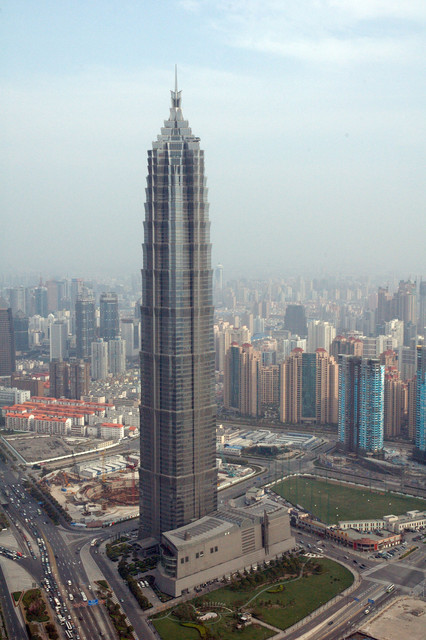
ジンマオタワー
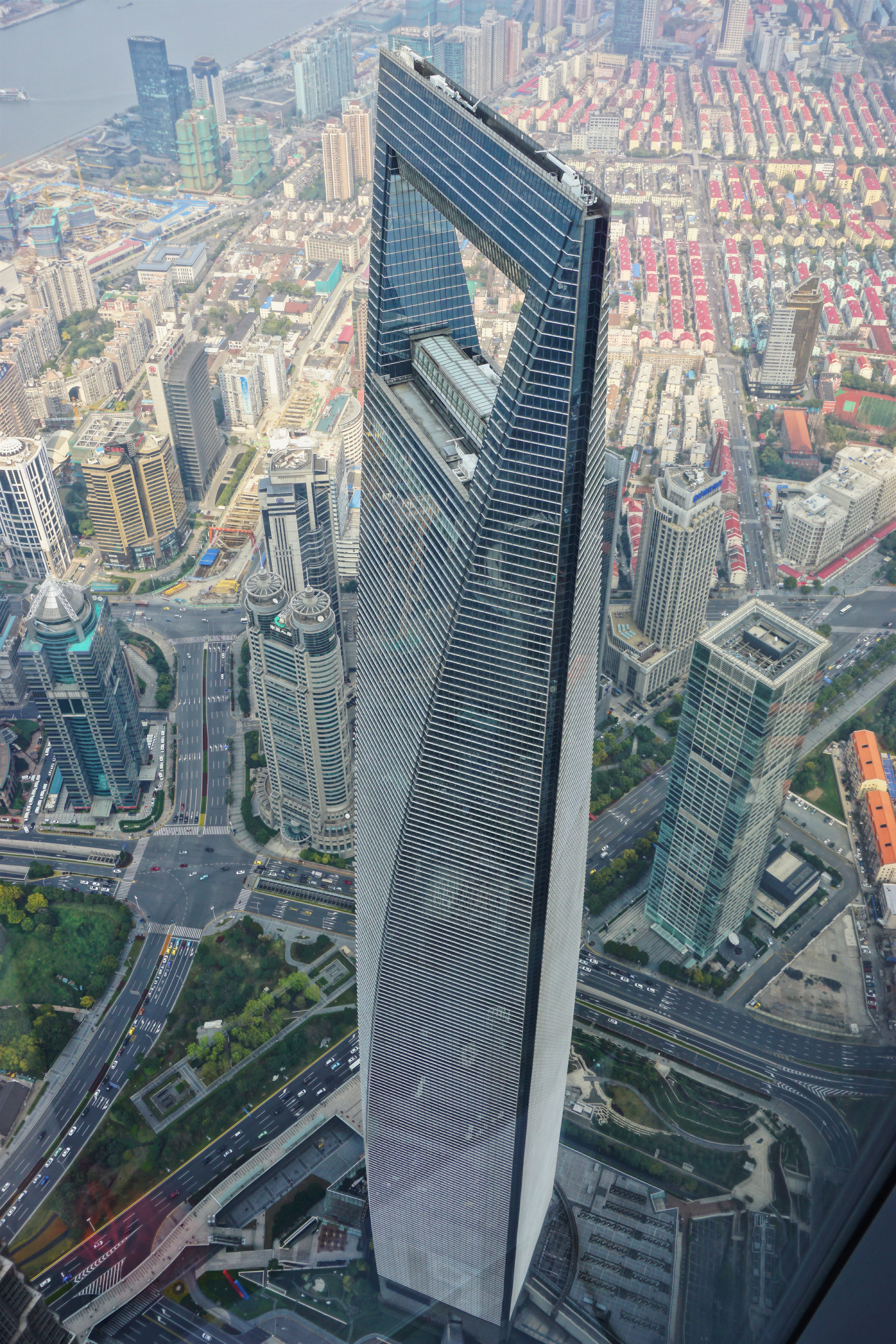
上海ワールドフィナンシャルセンター
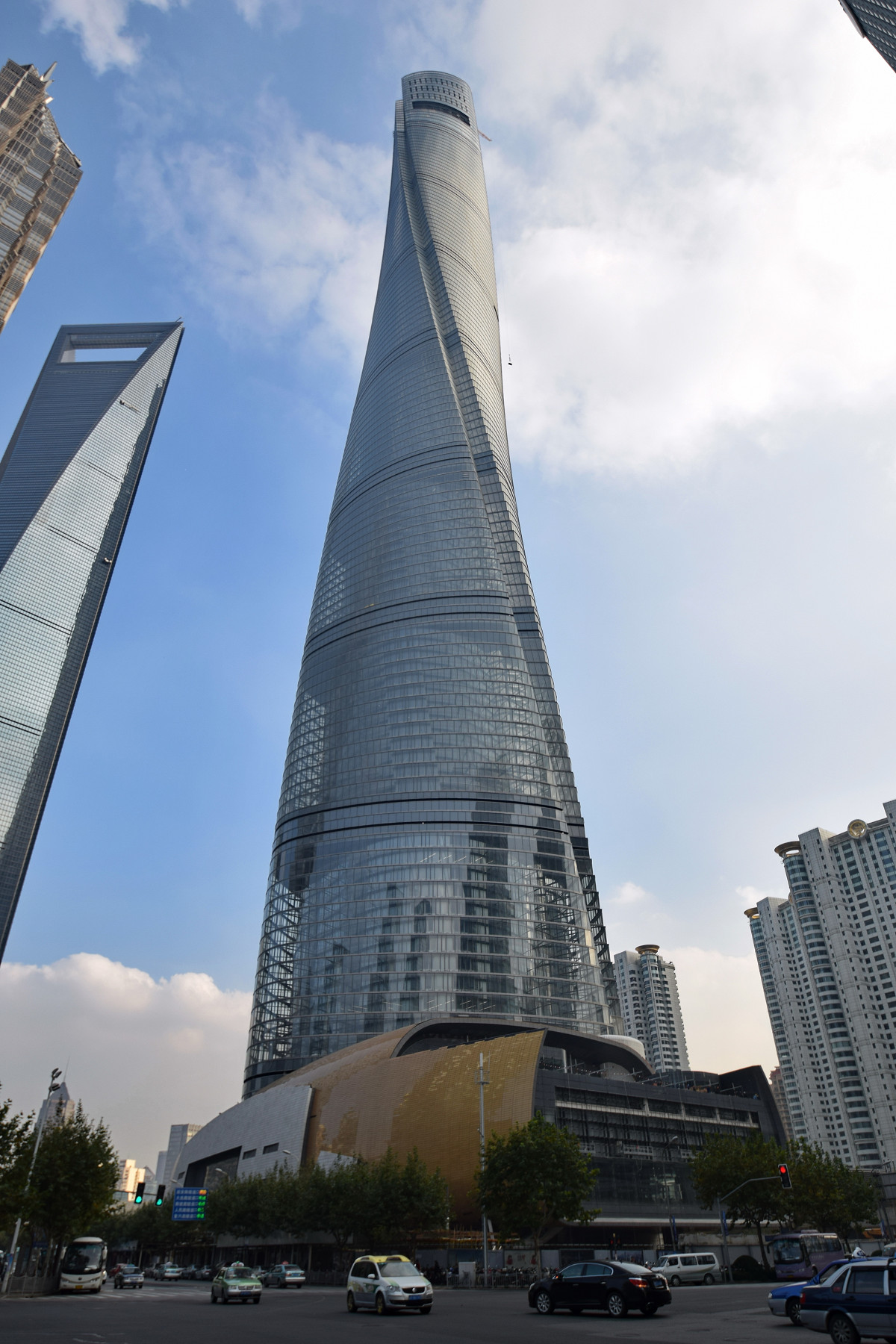
上海中心
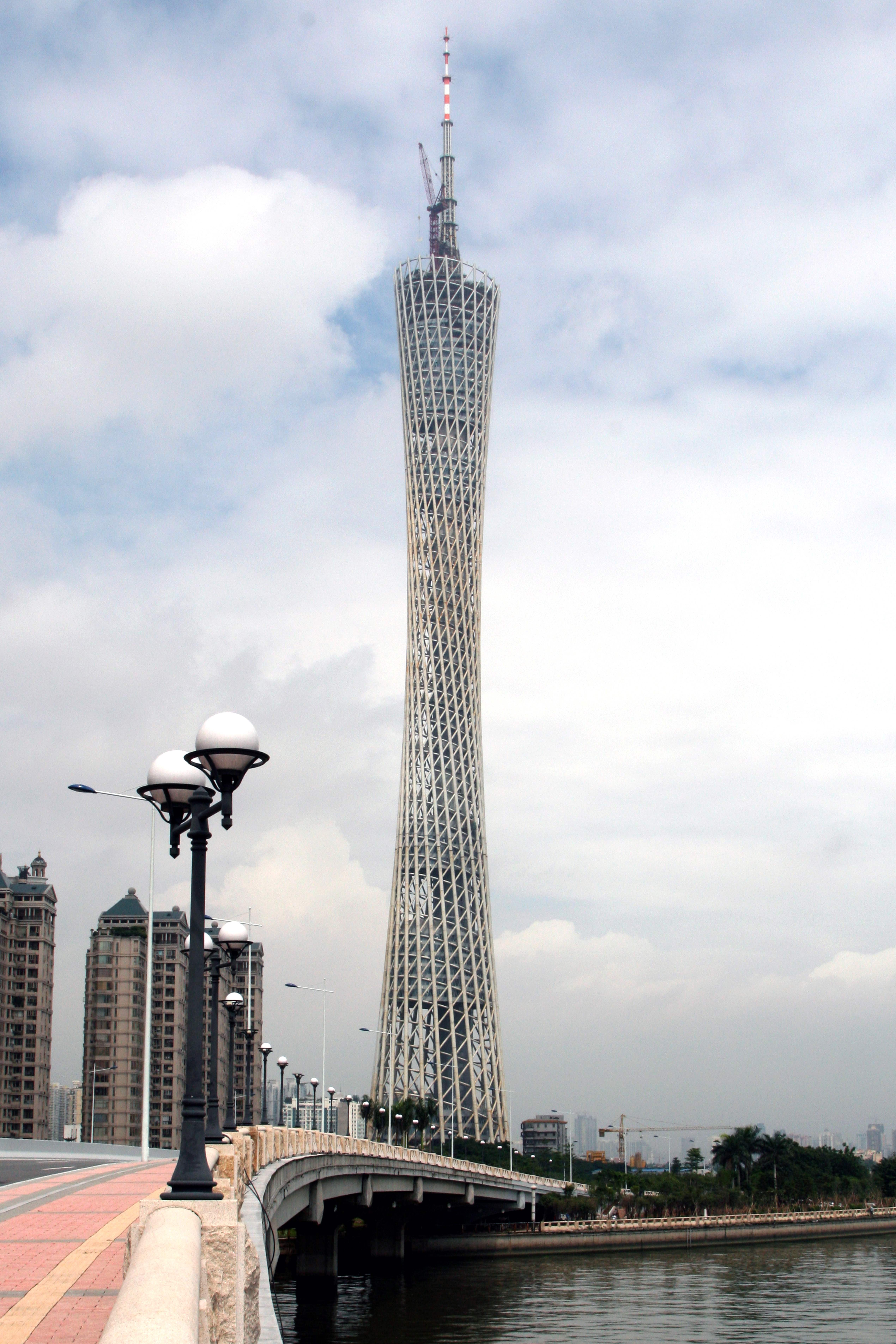
広州塔
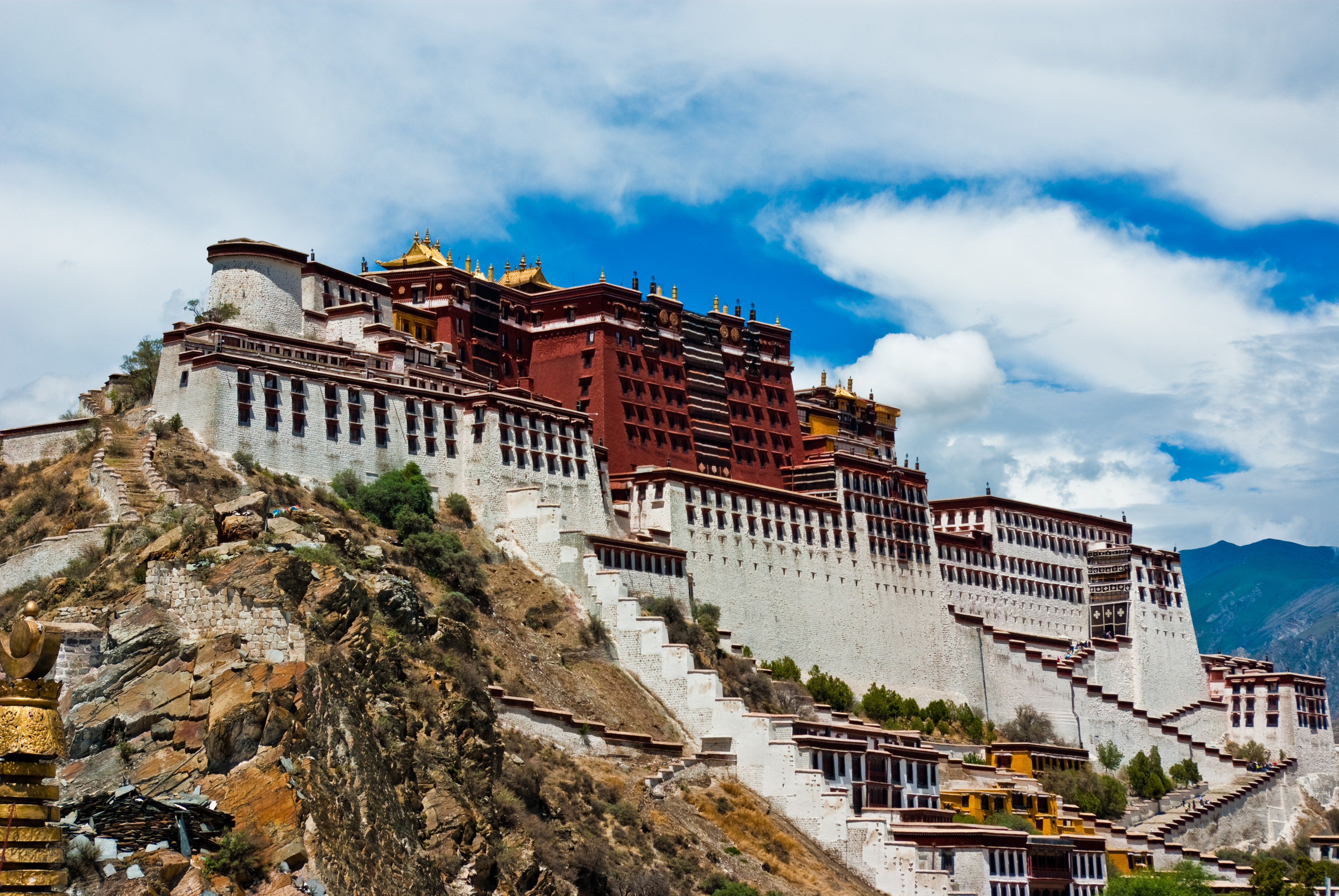
ポタラ宮
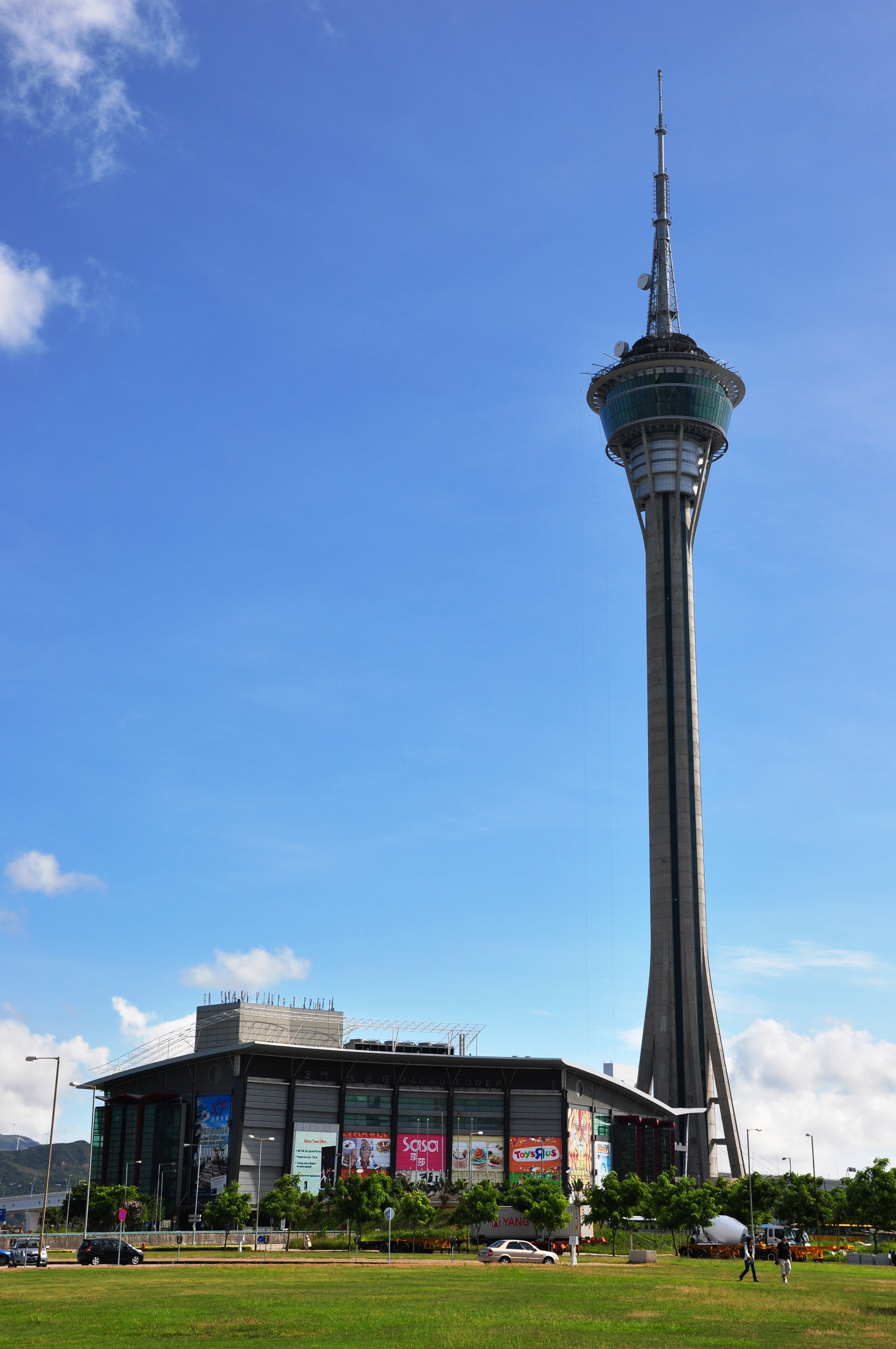
マカオ・タワー
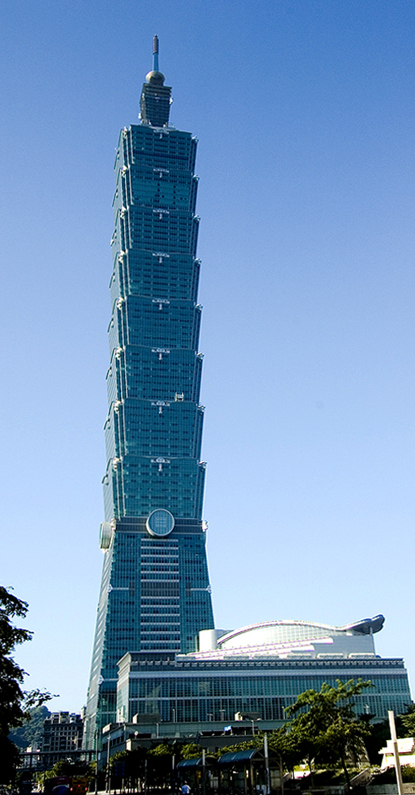
台北101
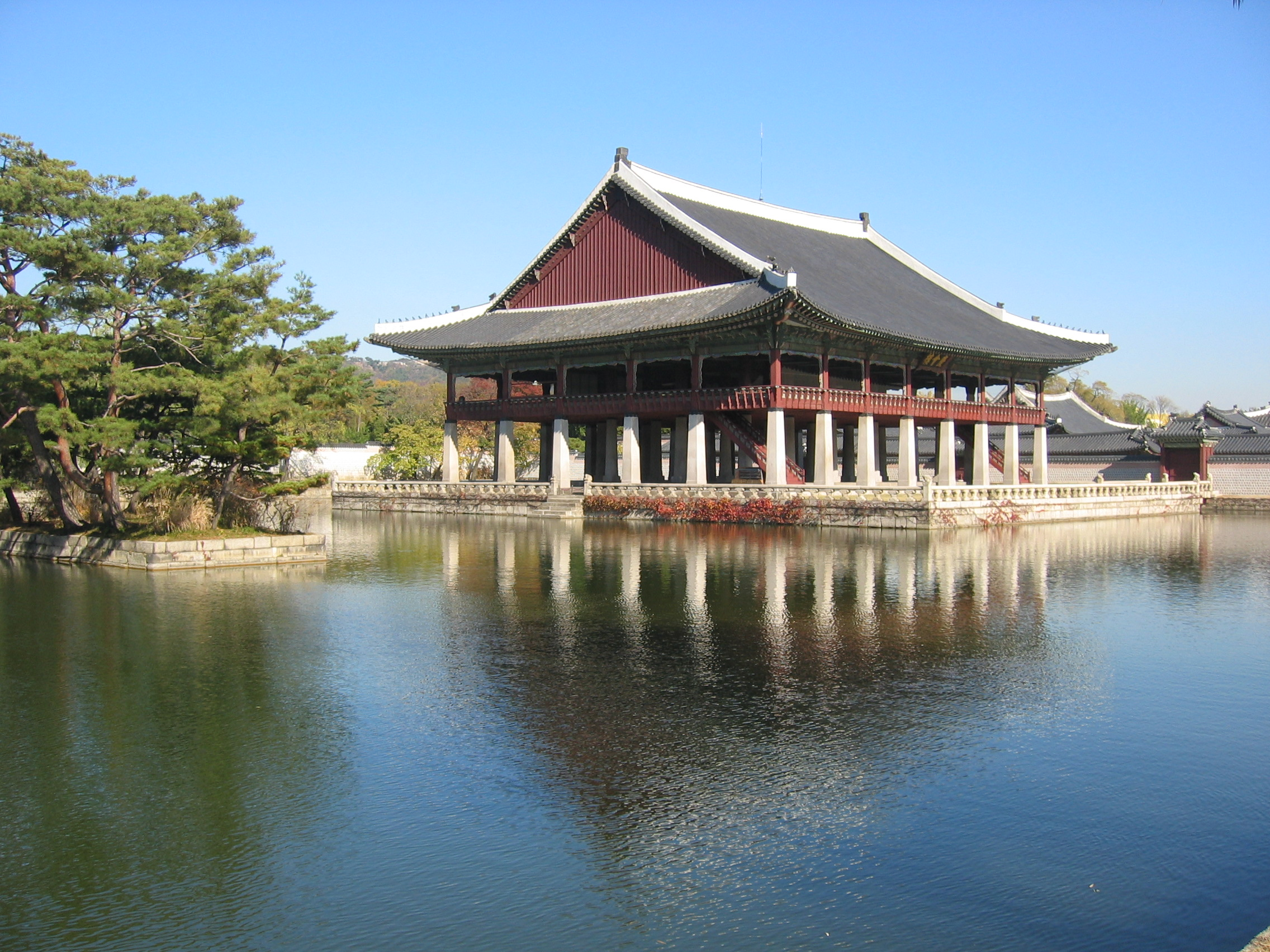
景福宮
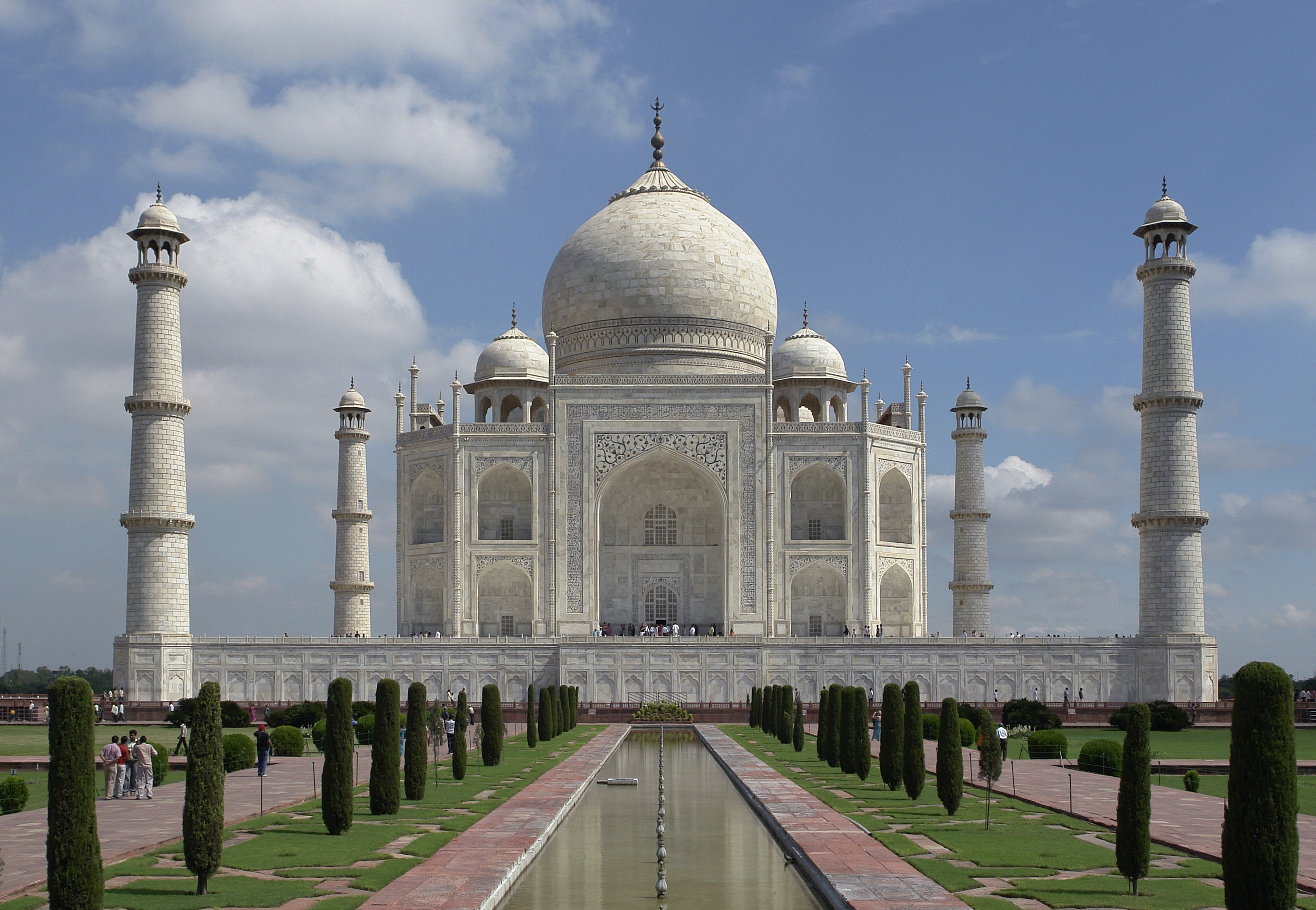
タージ・マハル
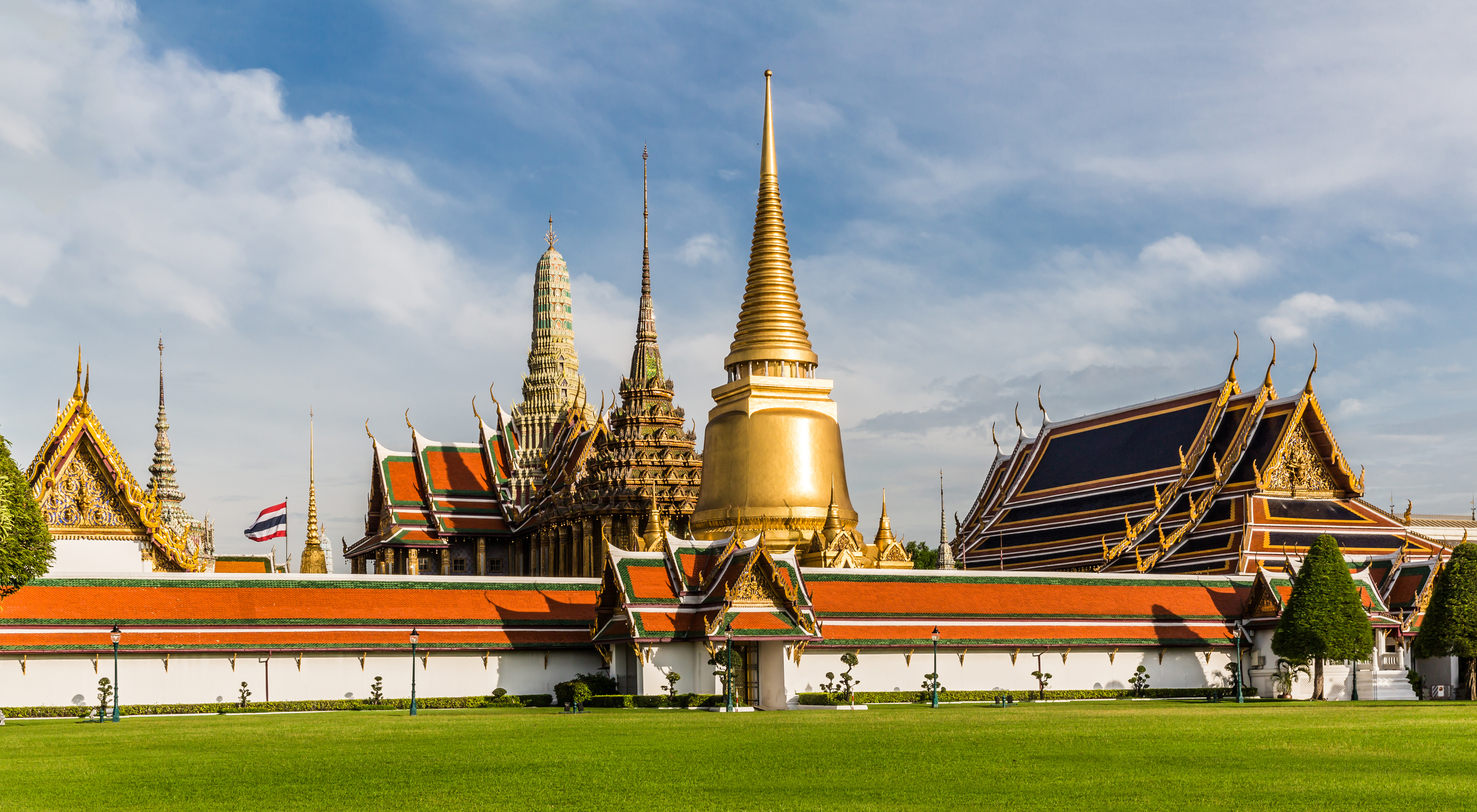
ワット・プラケーオ
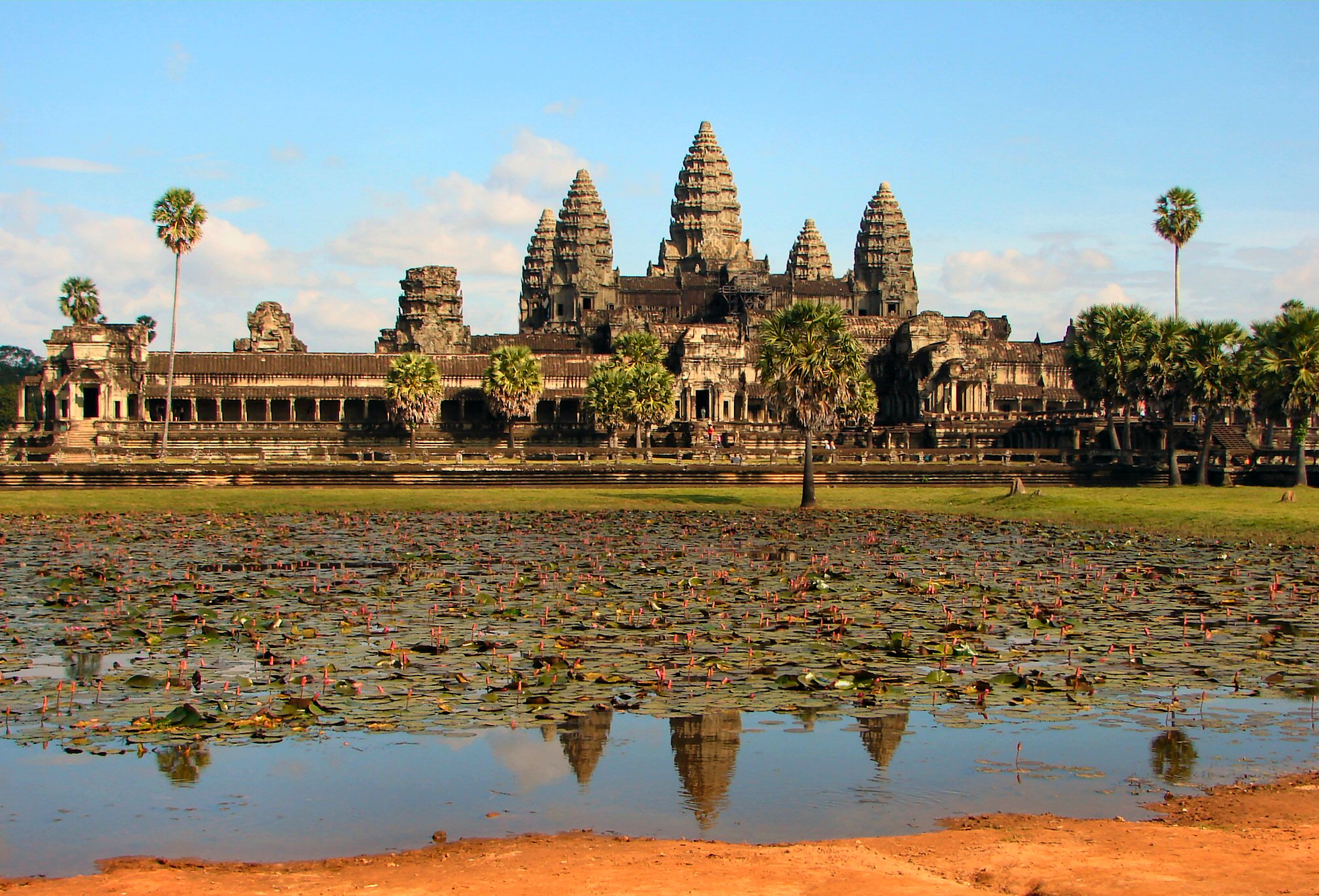
アンコール・ワット
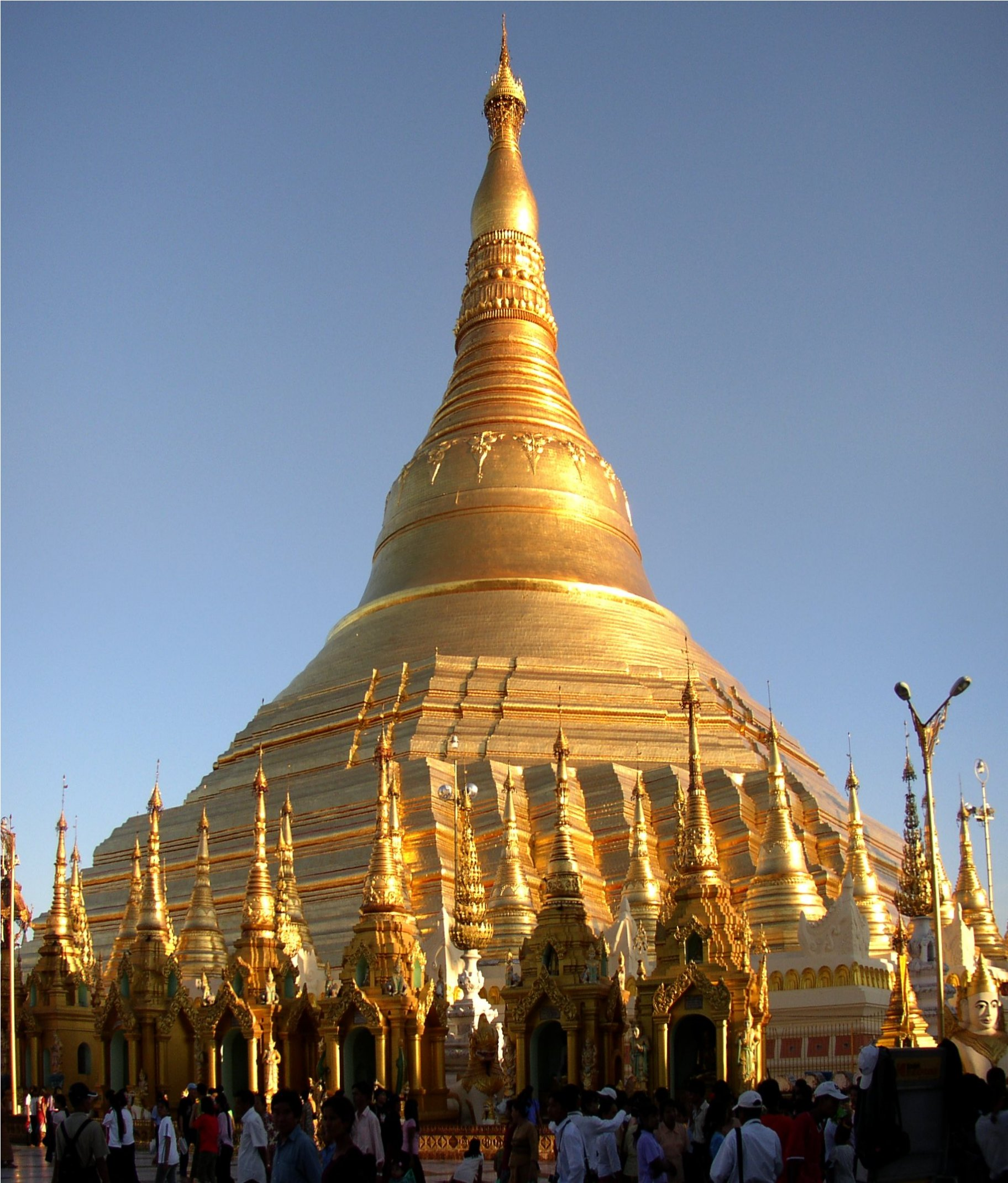
シュエダゴン・パゴダ
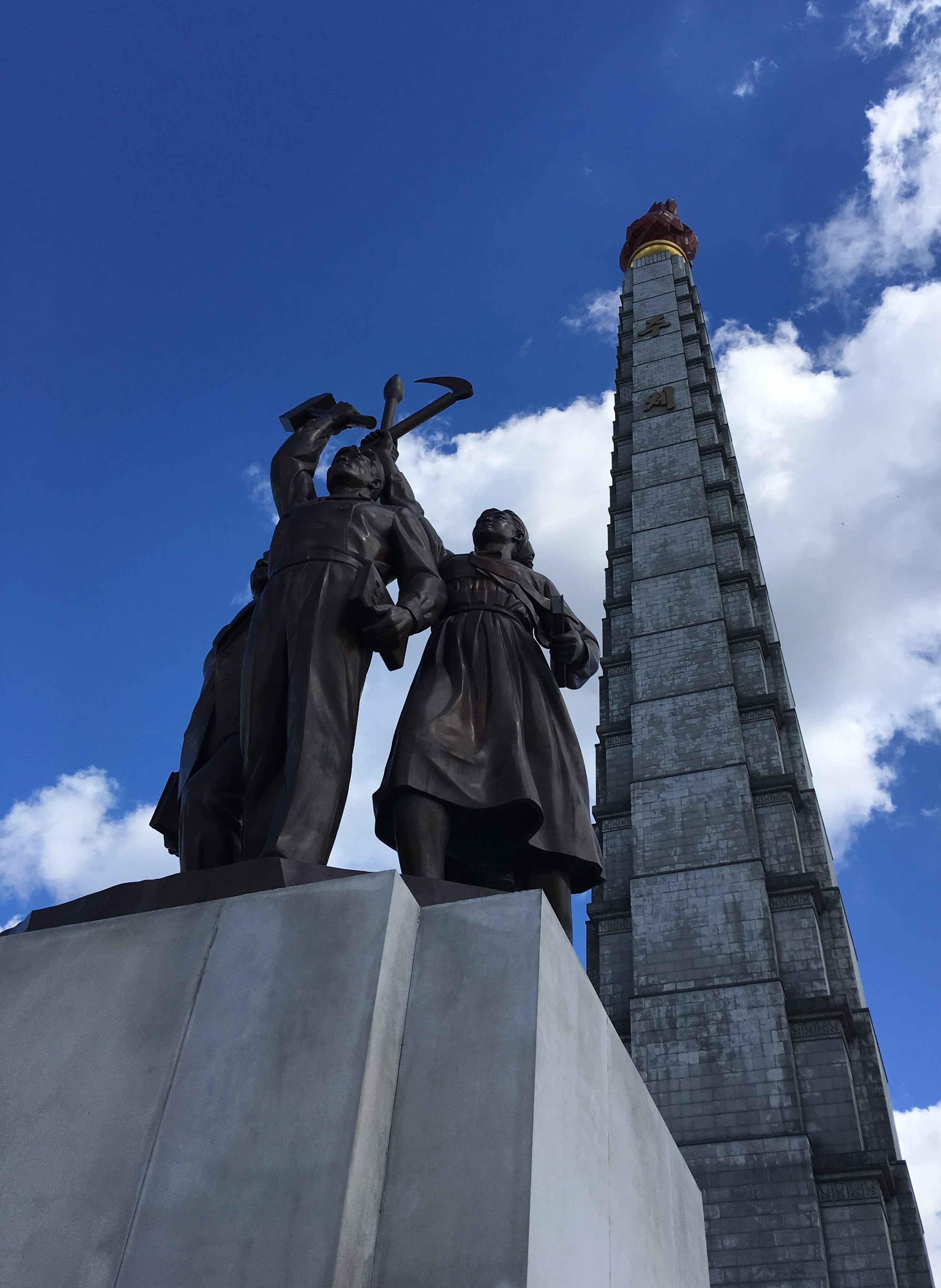
チュチェ思想塔
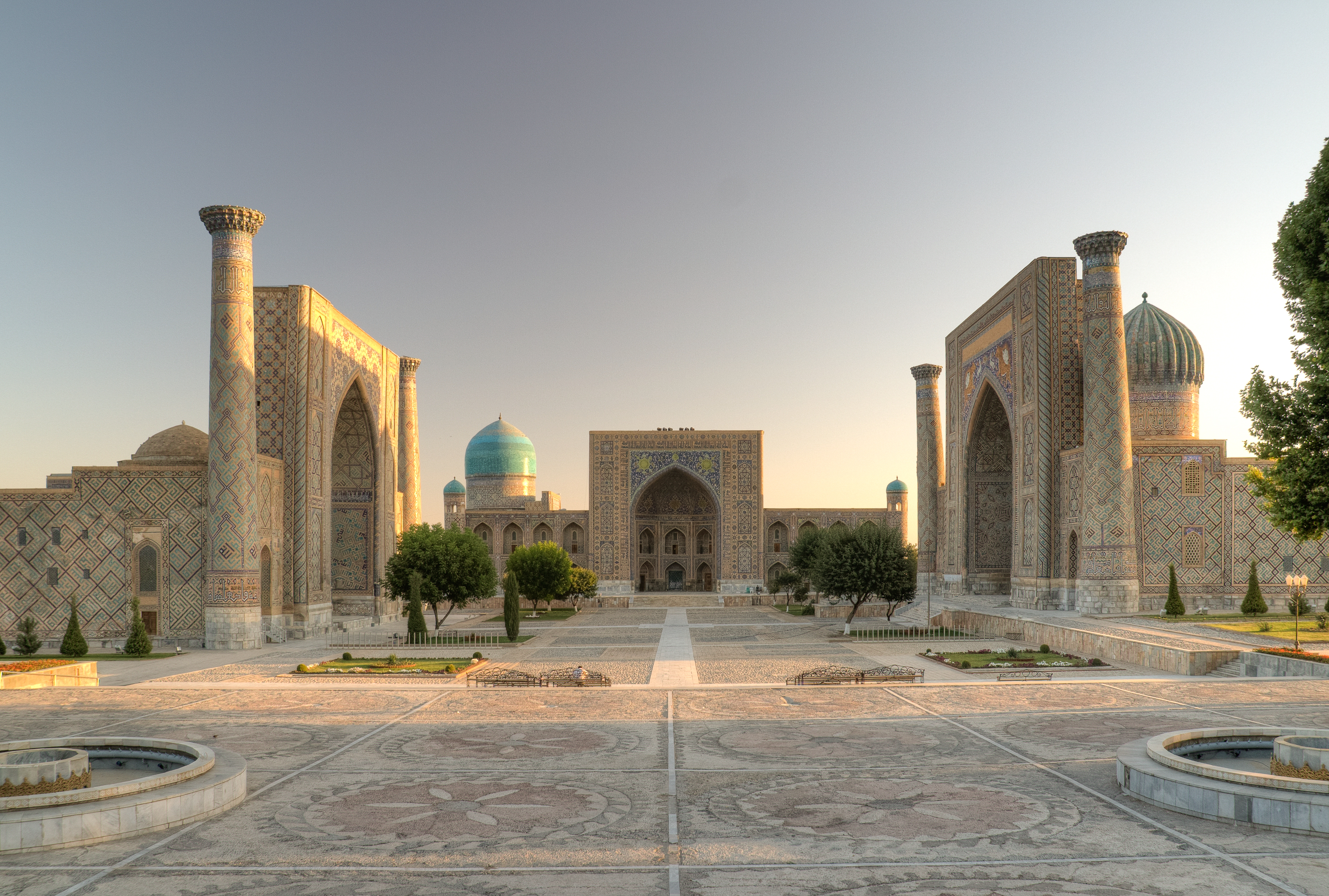
レギスタン広場
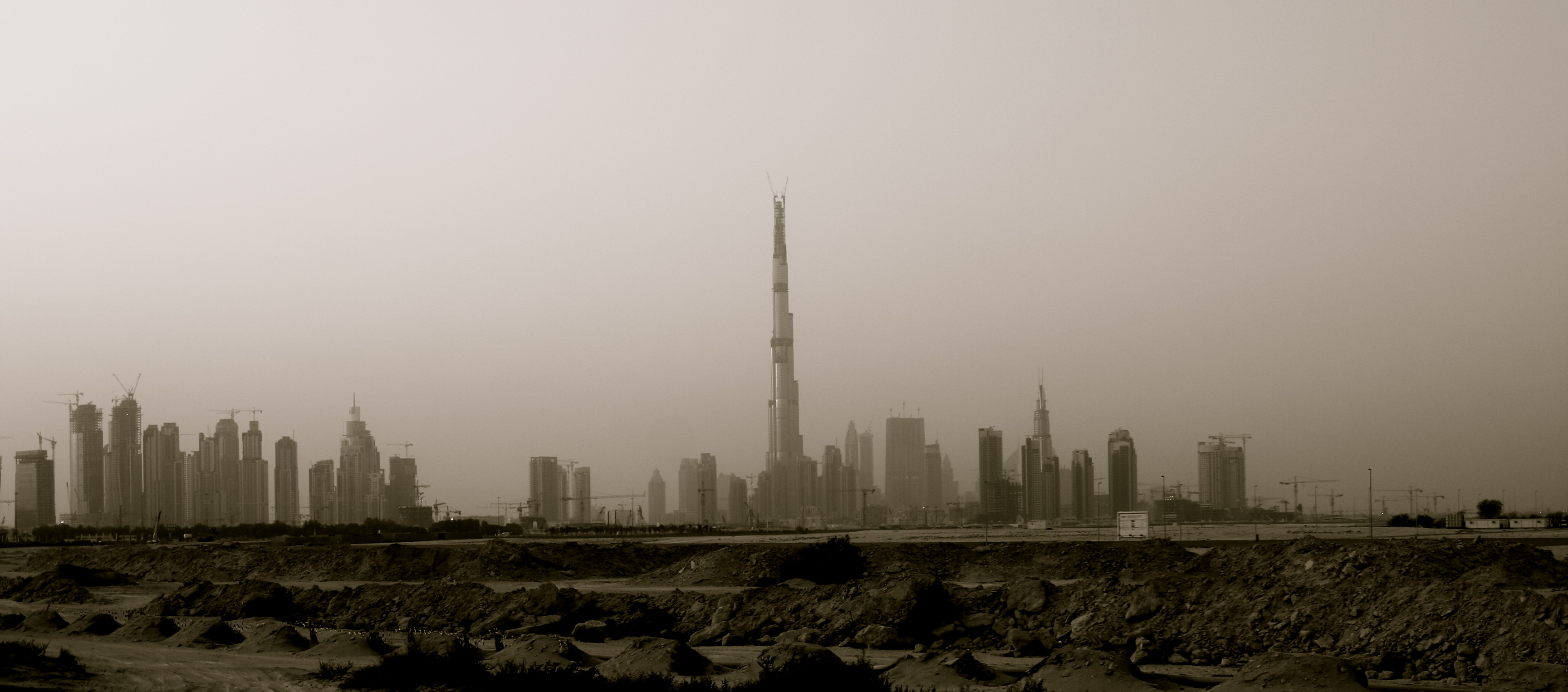
ブルジュ・ハリファ

### ヨーロッパ

エッフェル塔
エトワール凱旋門
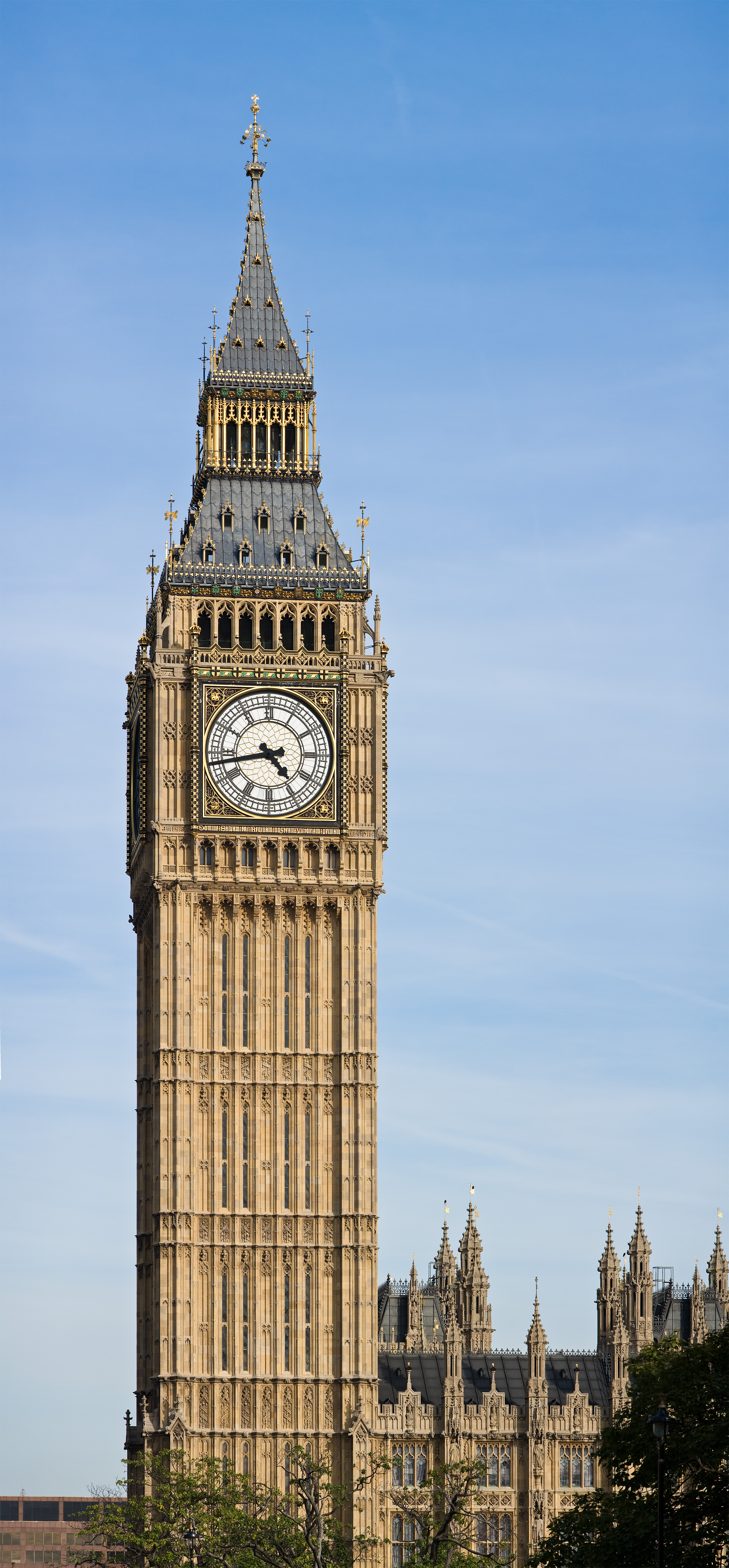
ビッグ・ベン
タワーブリッジ
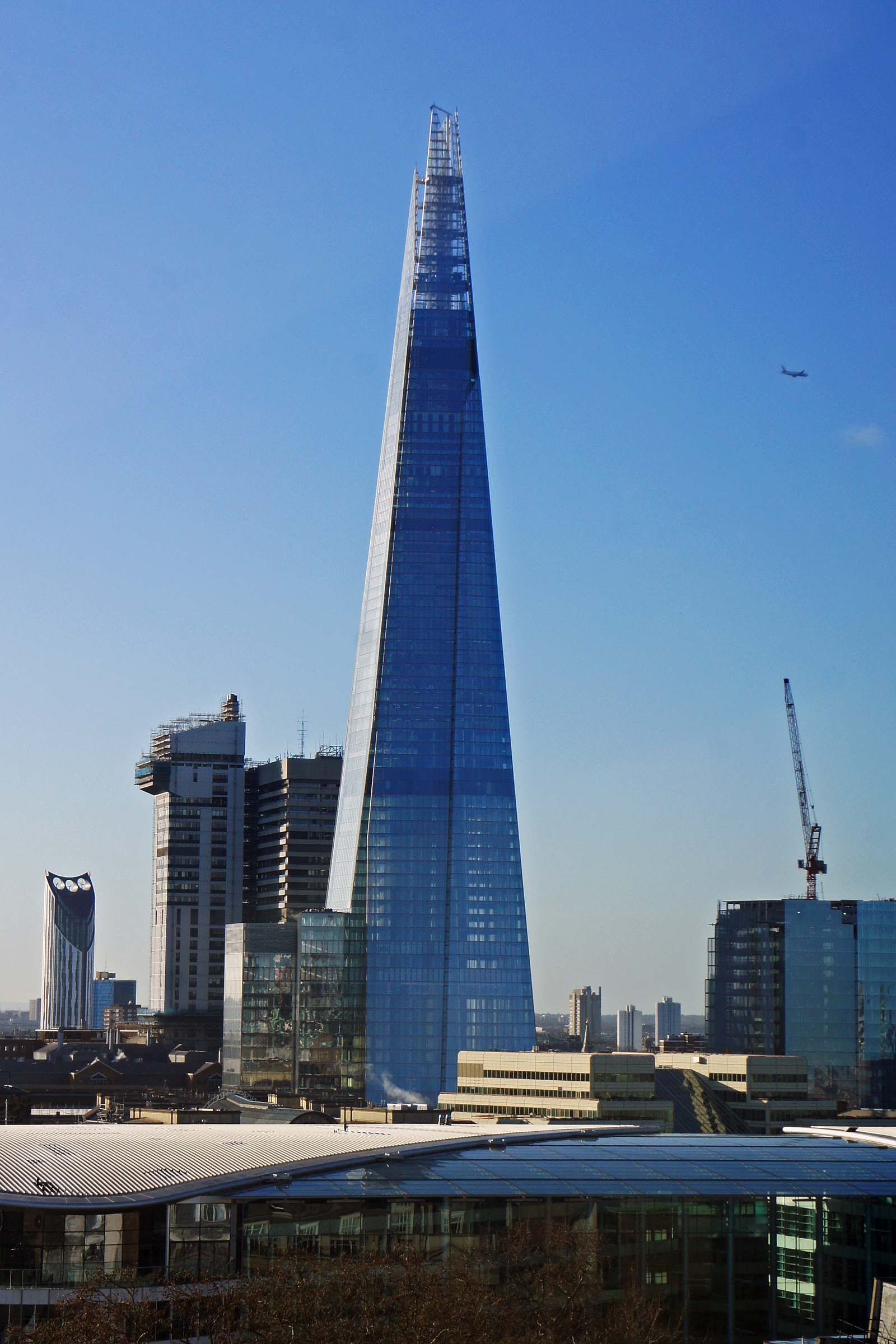
ザ・シャード
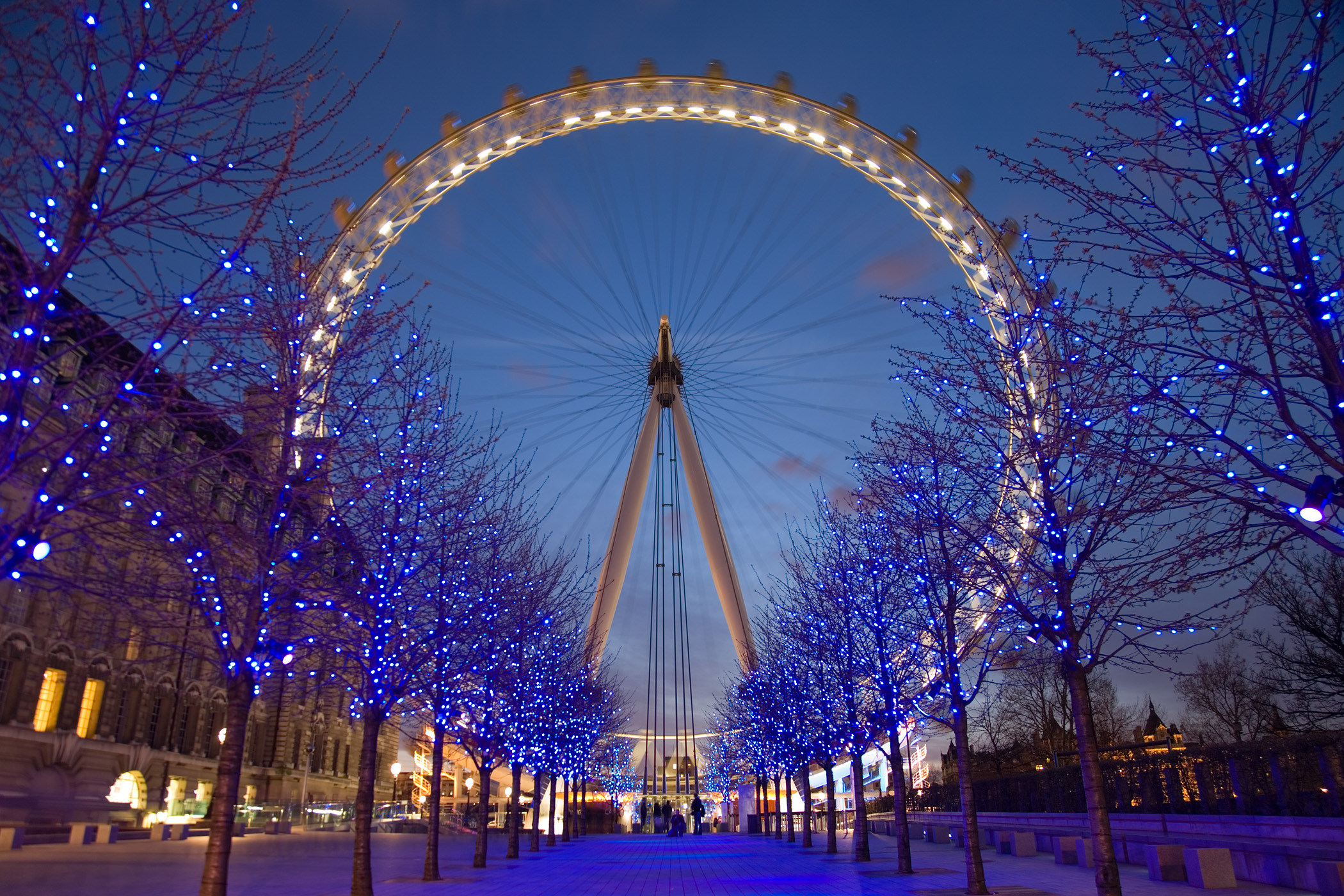
ロンドン・アイ
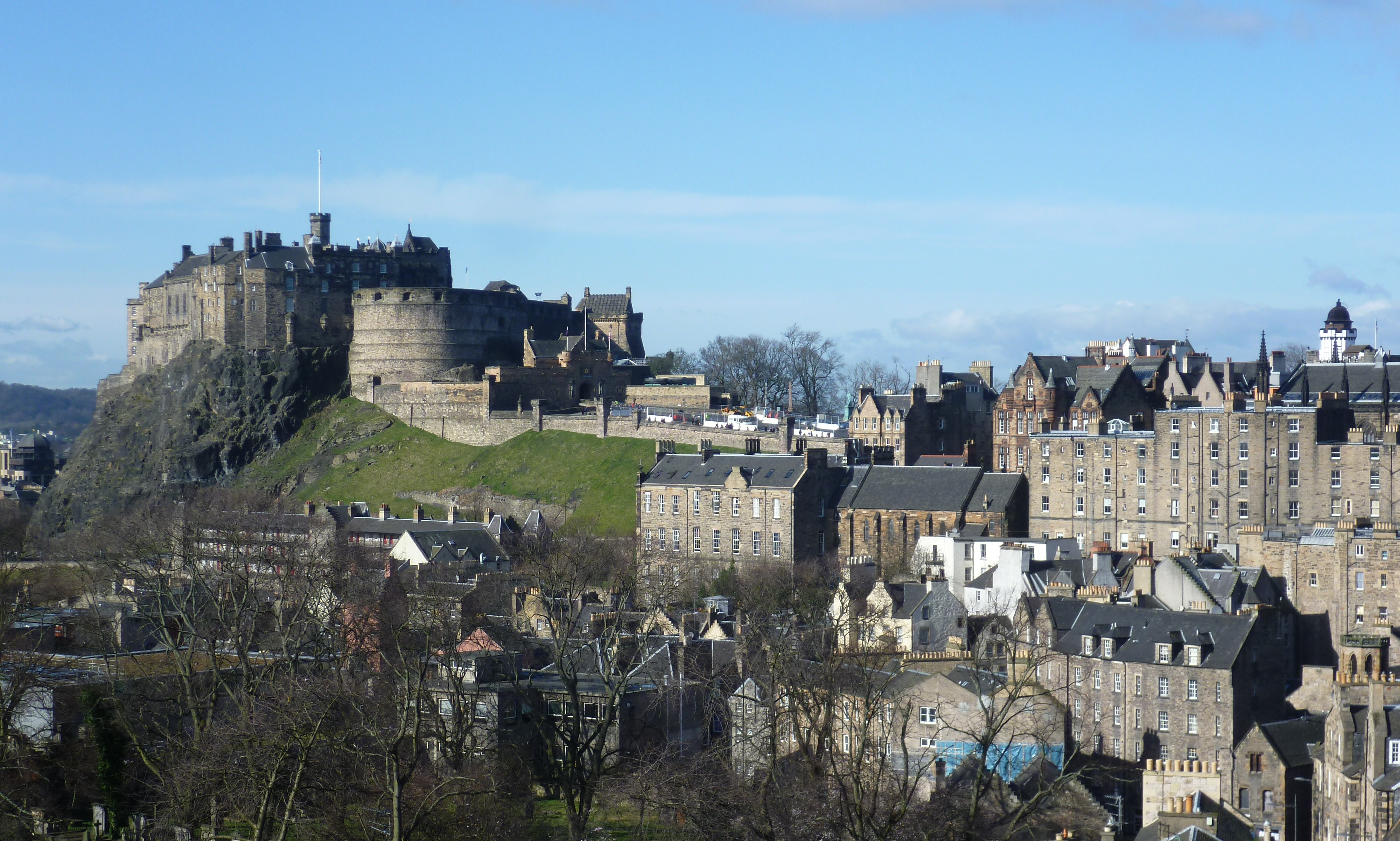
エディンバラ城
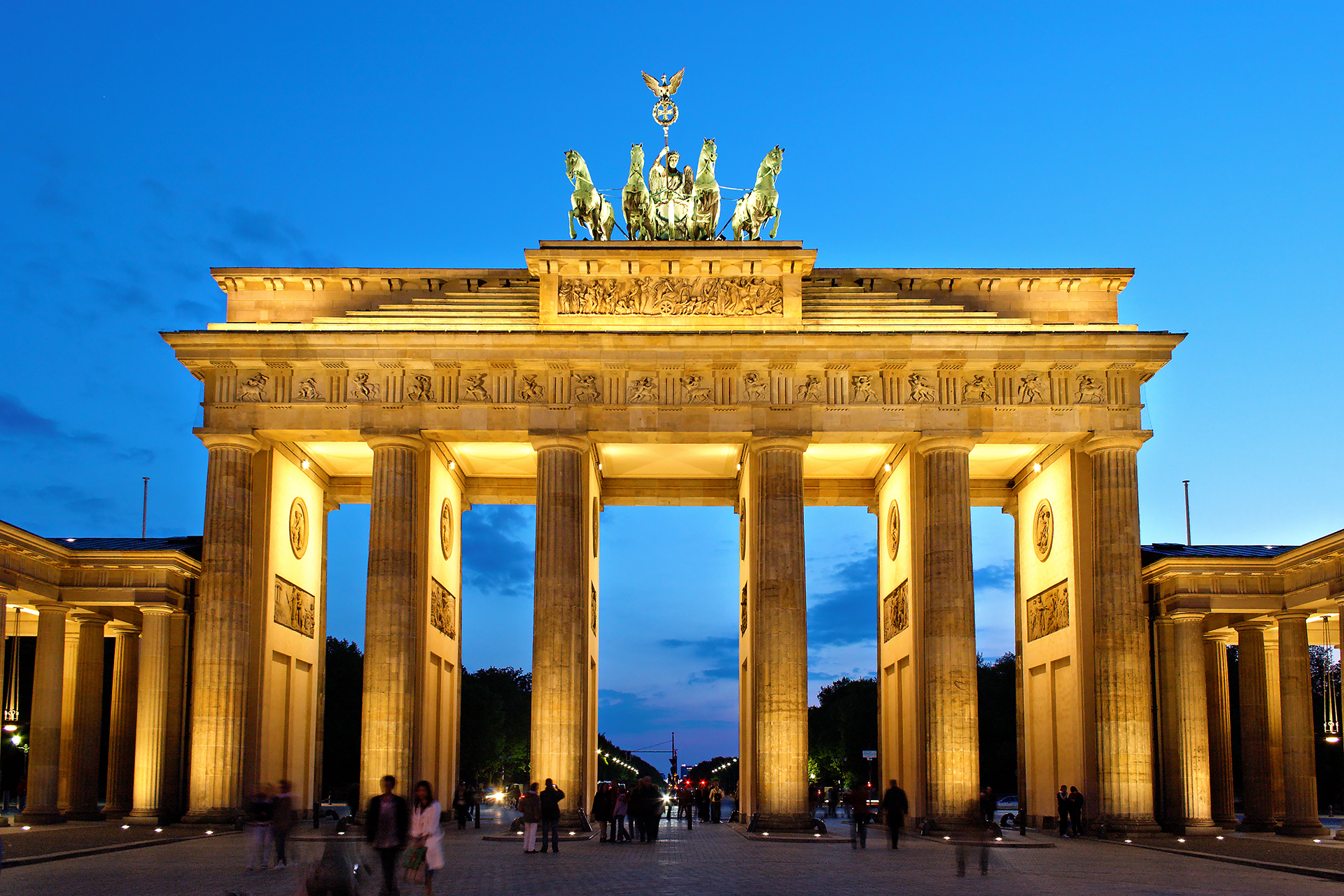
ブランデンブルク門
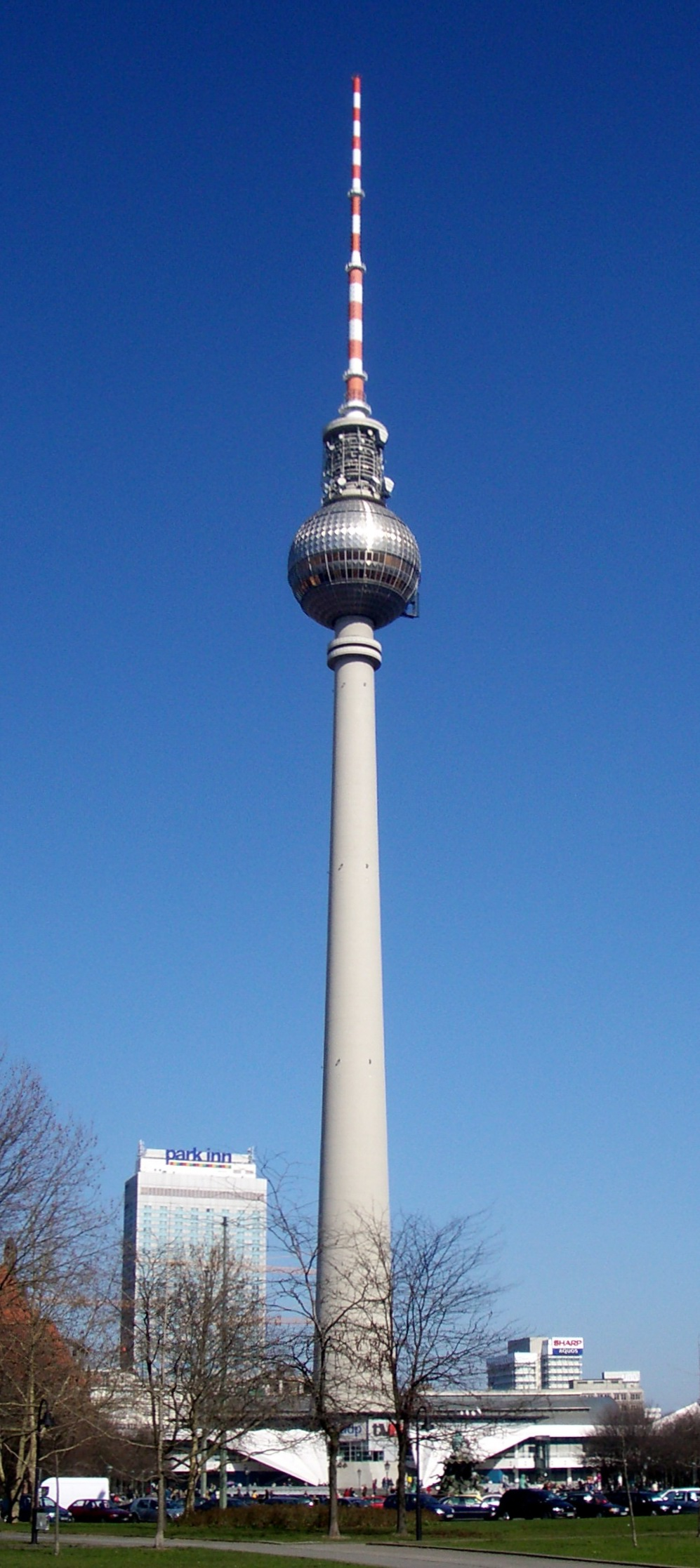
ベルリンテレビ塔
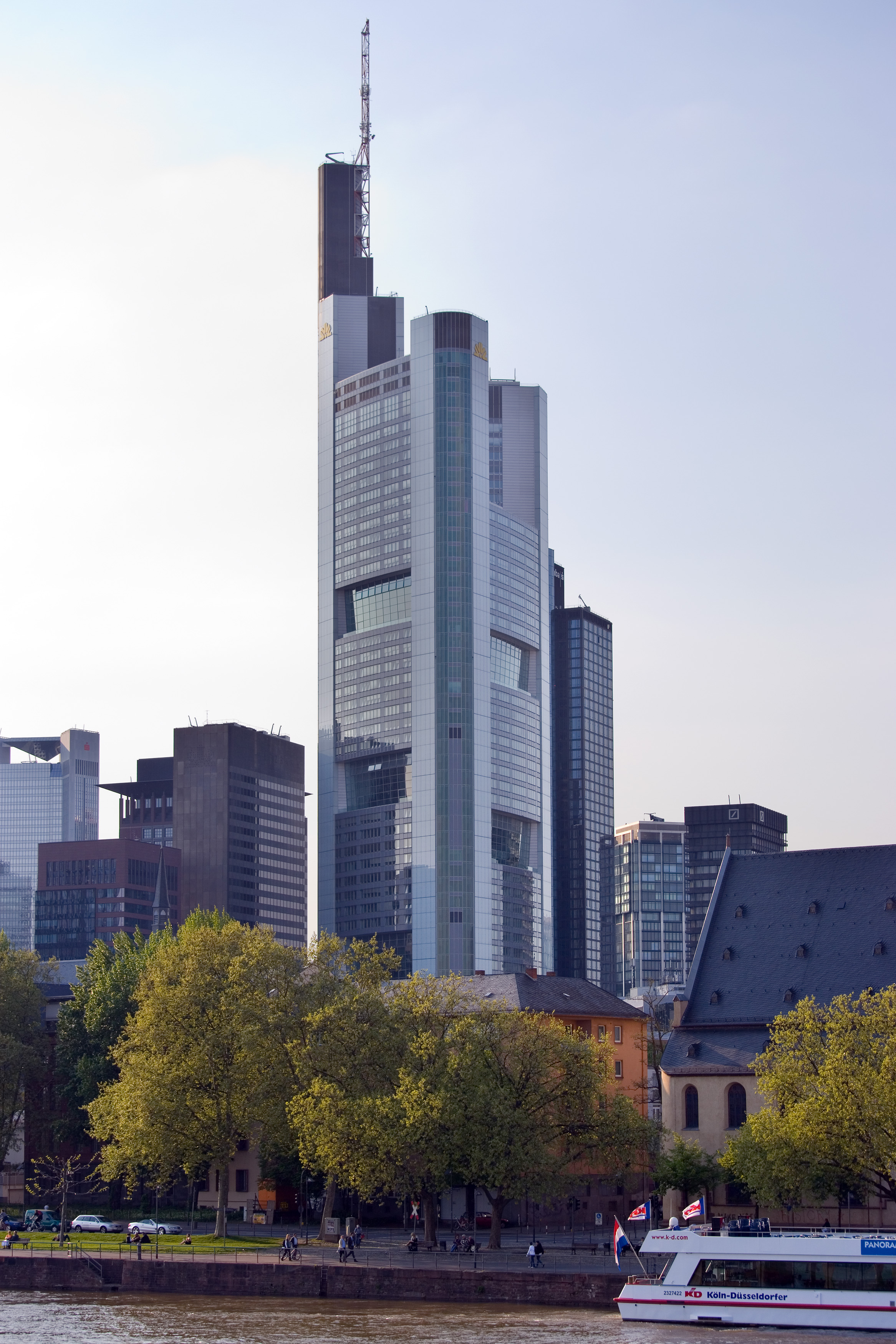
コメルツ銀行タワー
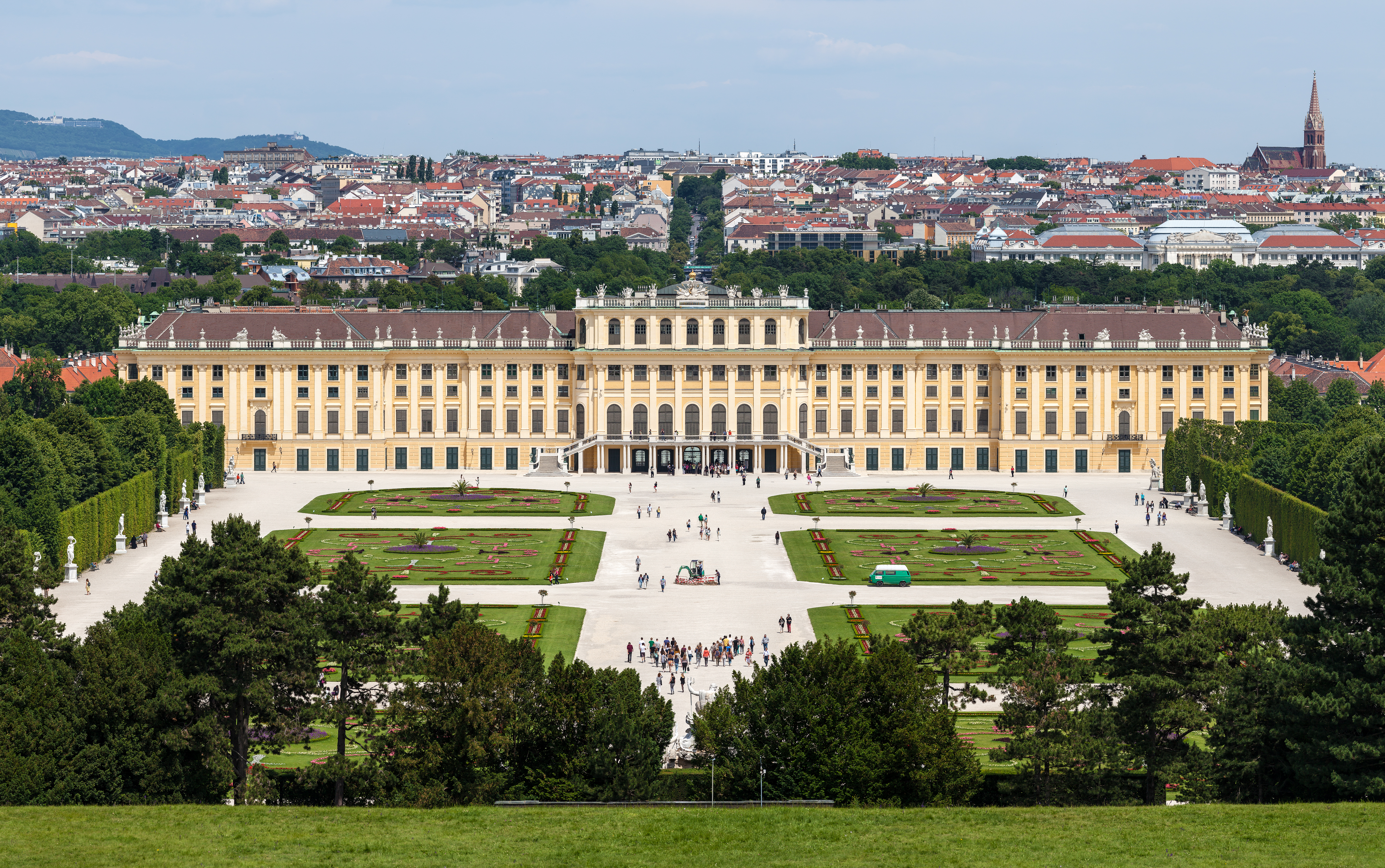
シェーンブルン宮殿
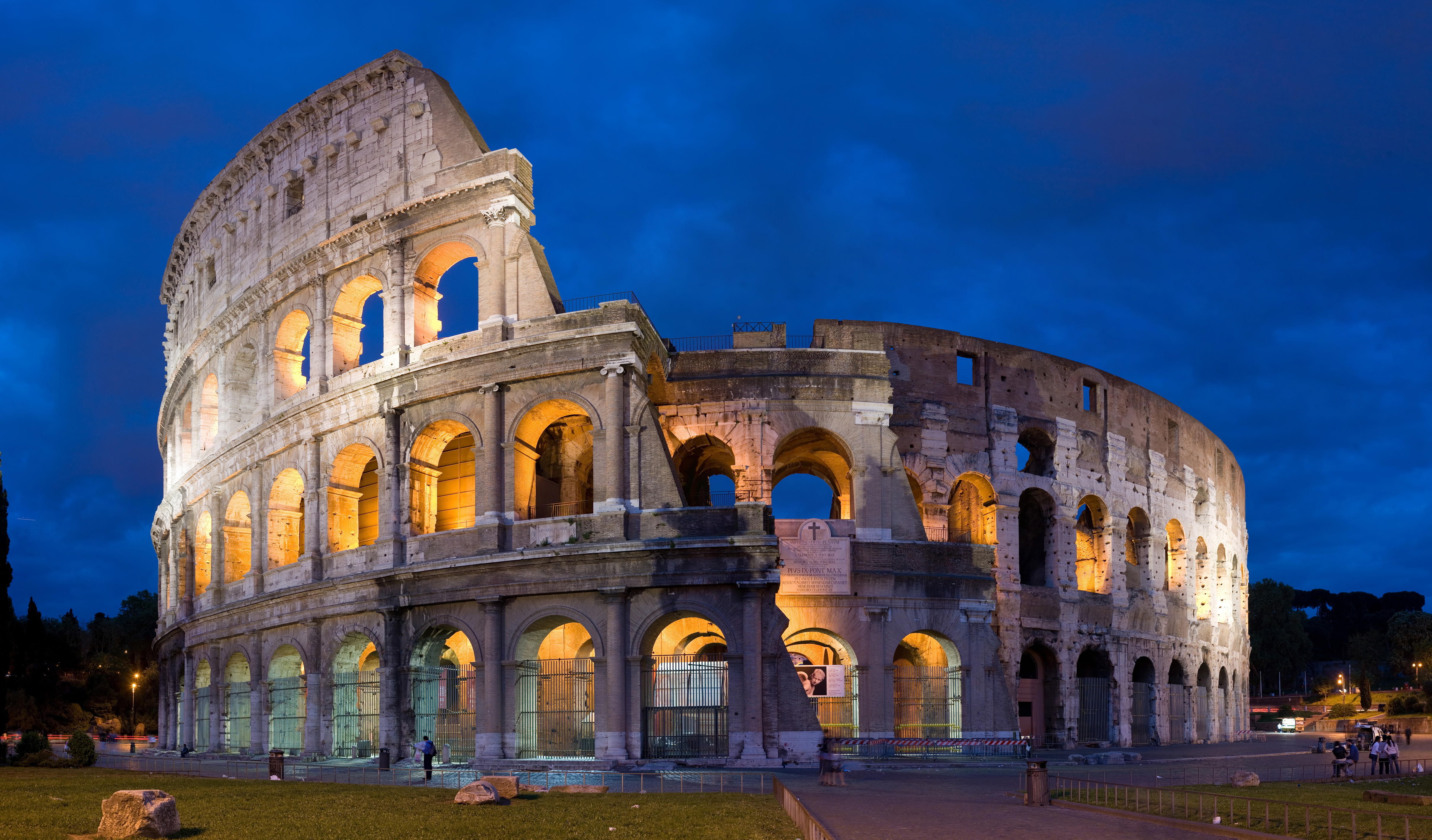
コロッセオ
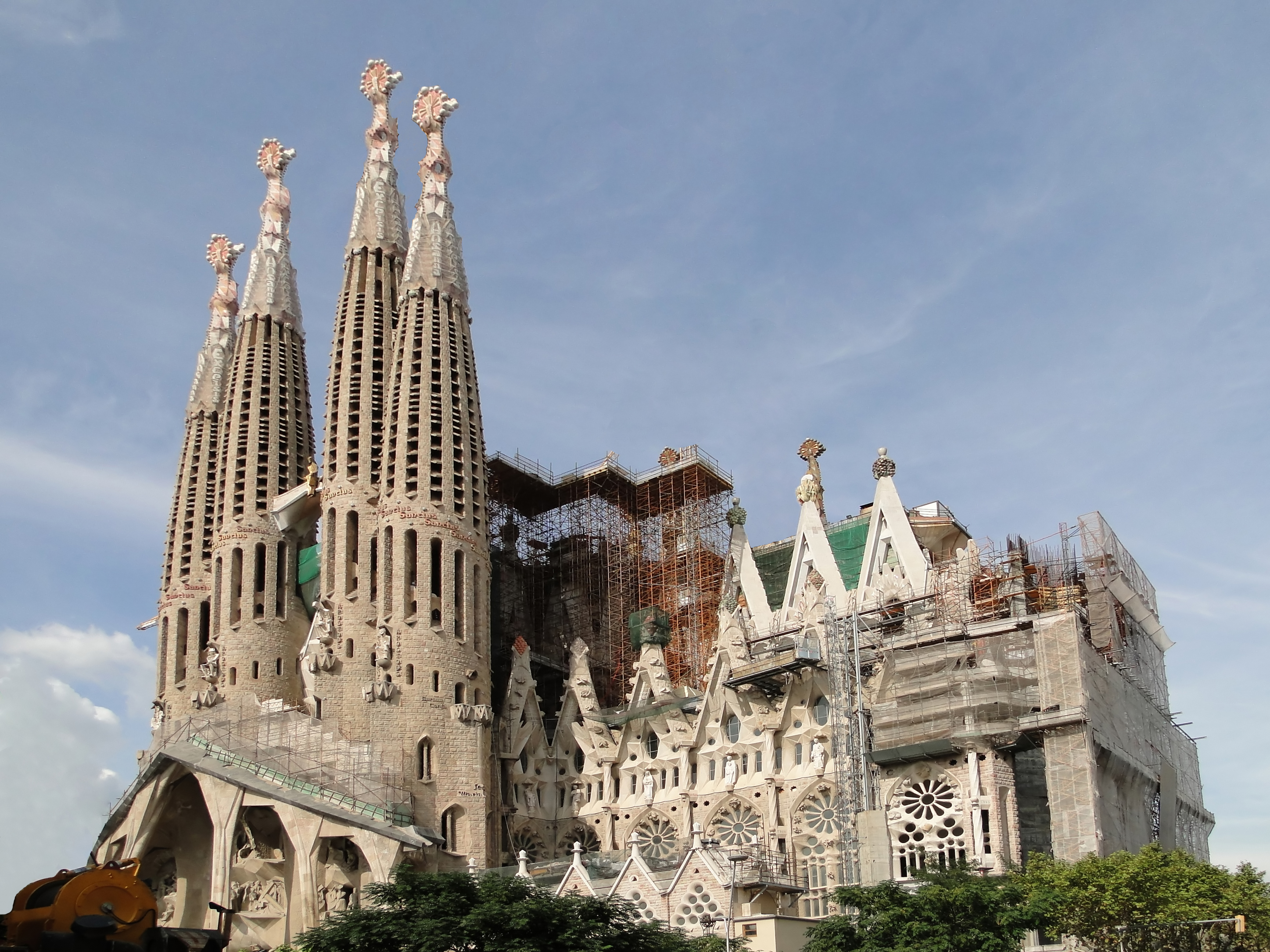
サグラダ・ファミリア
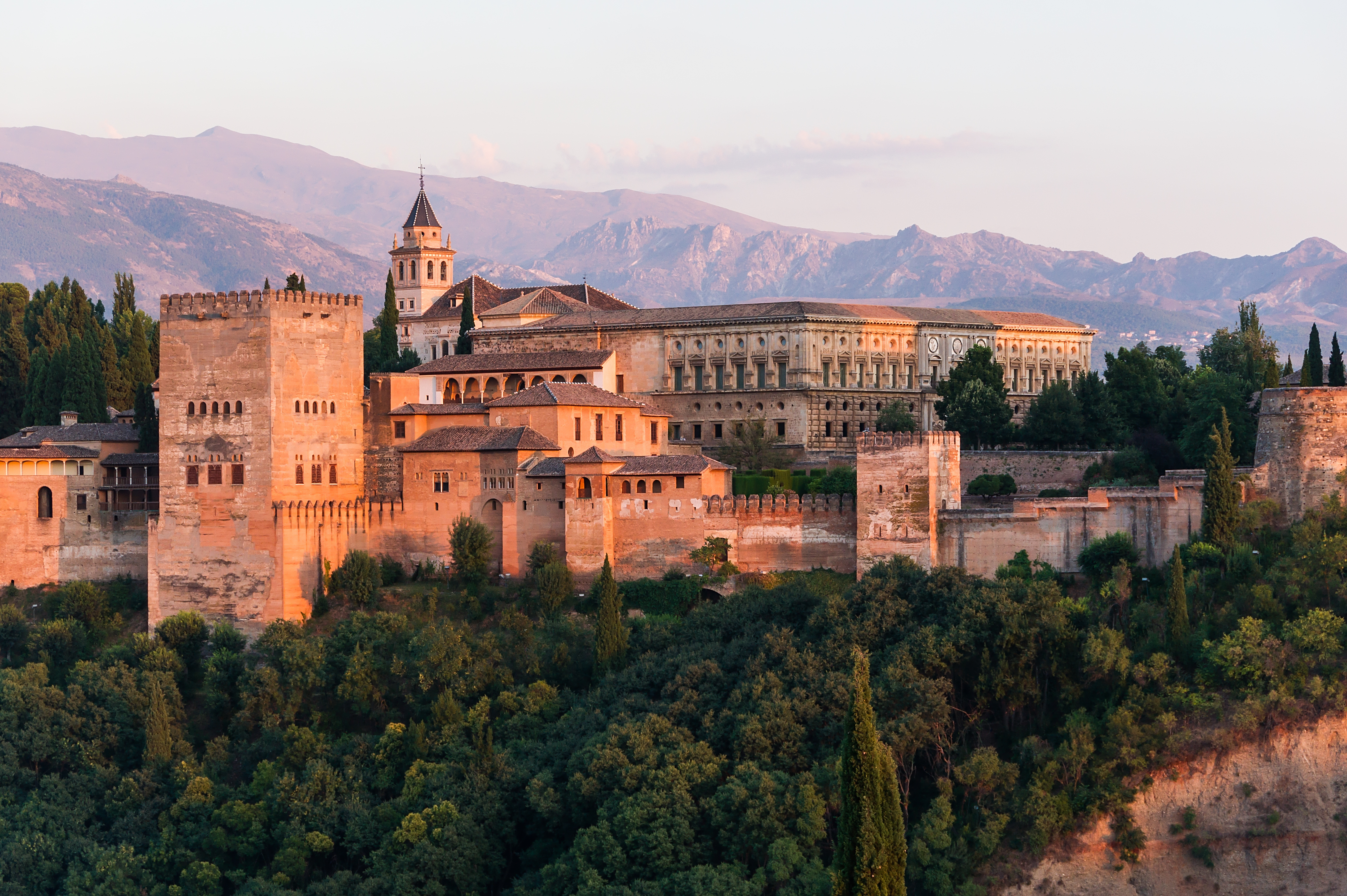
アルハンブラ宮殿
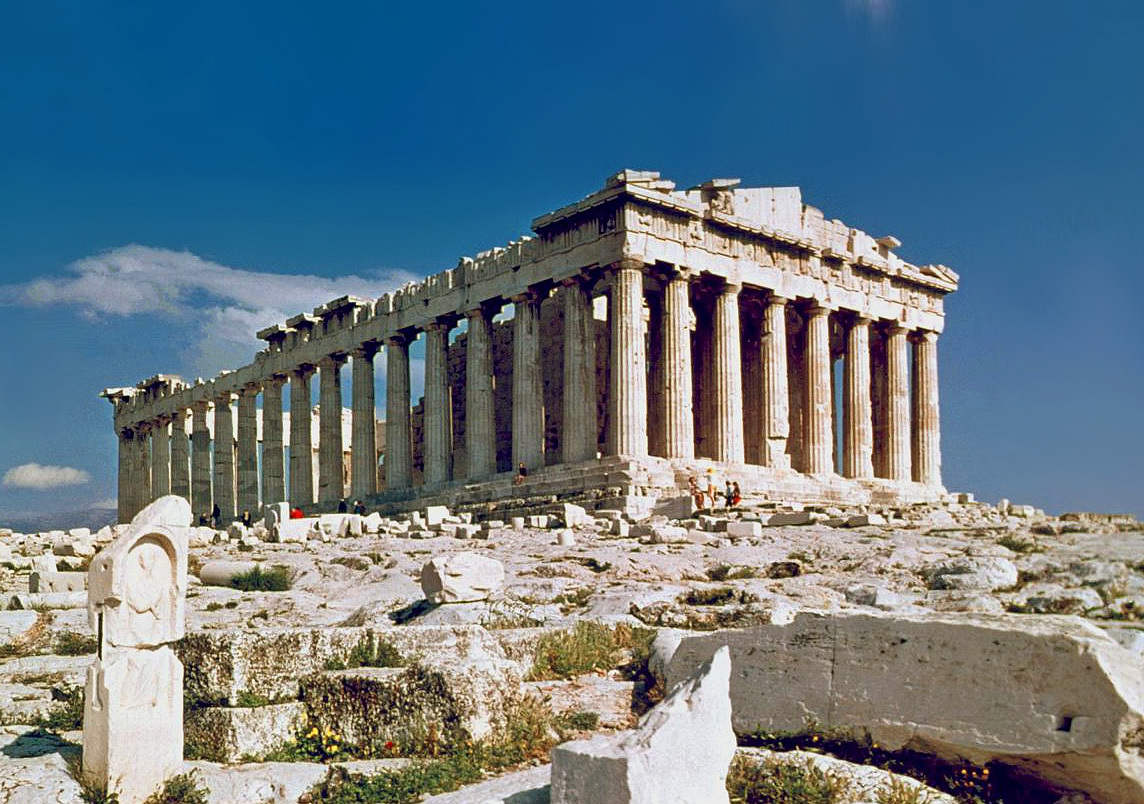
パルテノン神殿
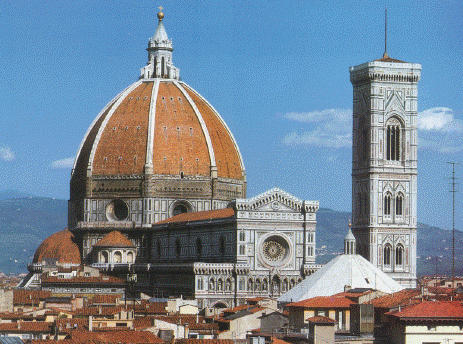
サンタ・マリア・デル・フィオーレ大聖堂
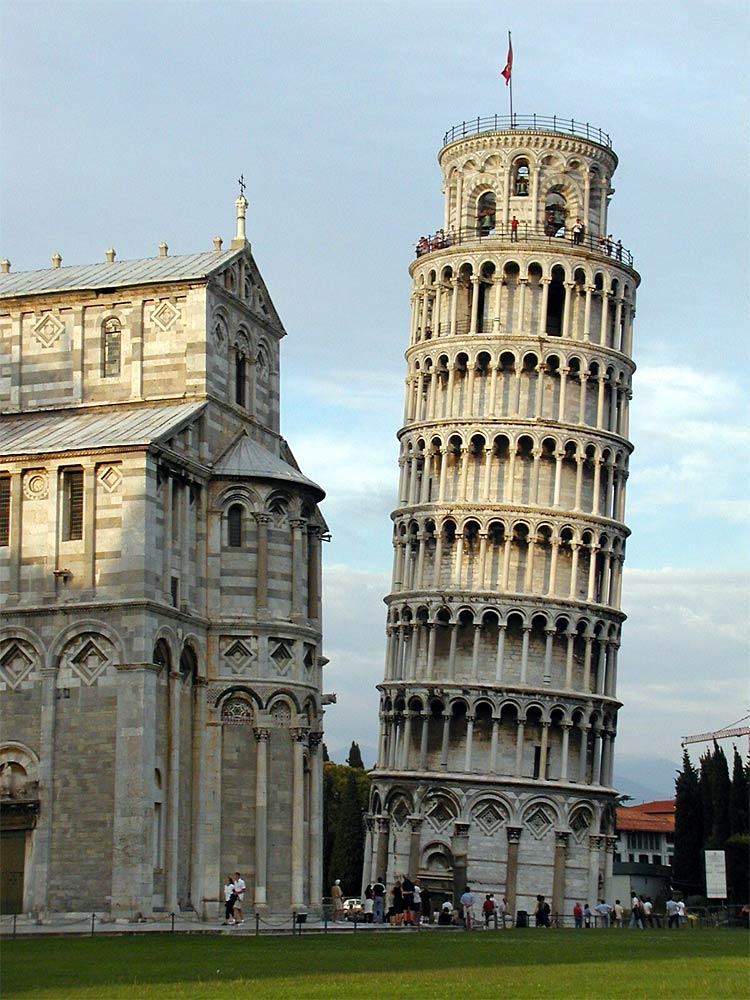
ピサの斜塔
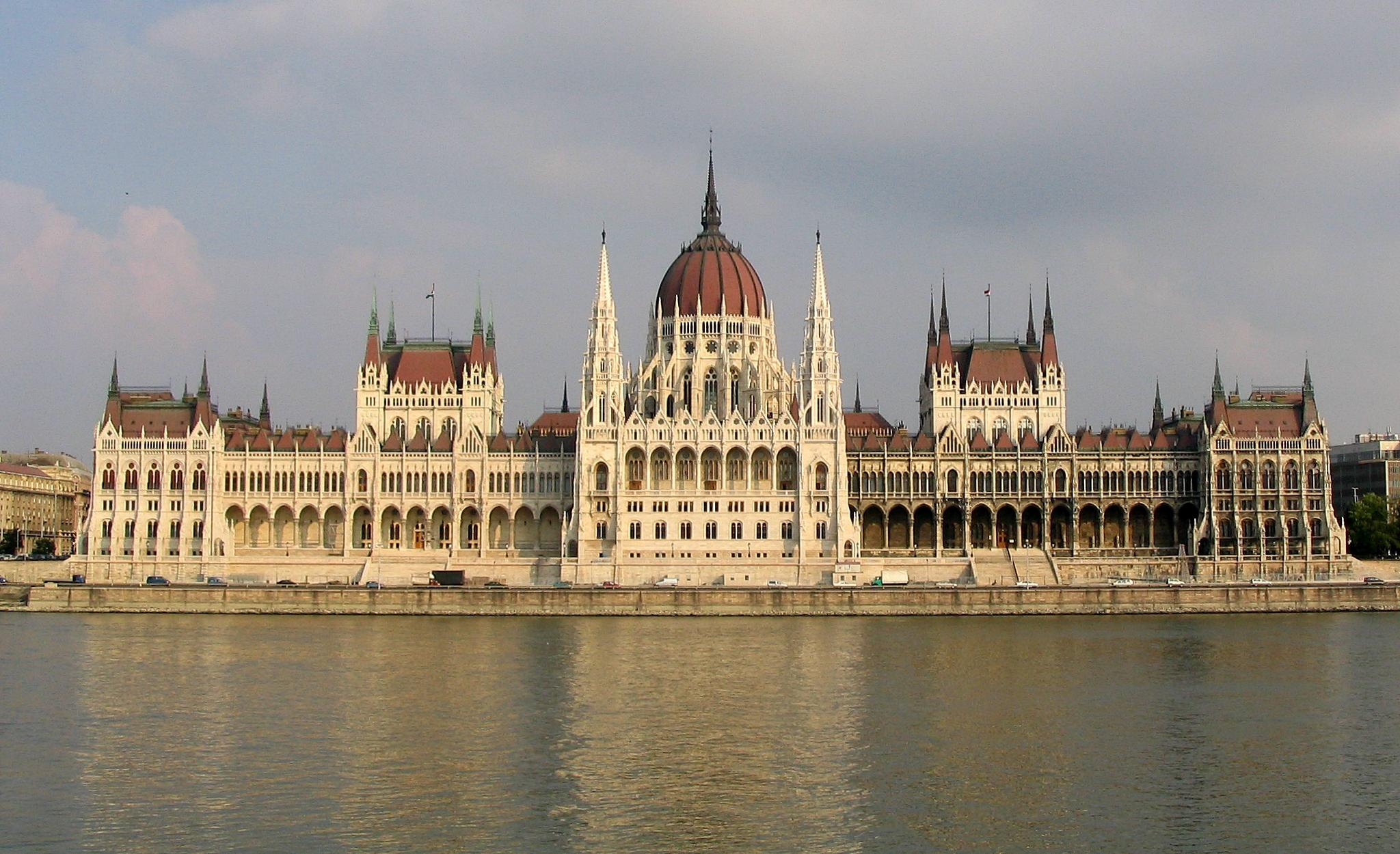
ハンガリー国会議事堂
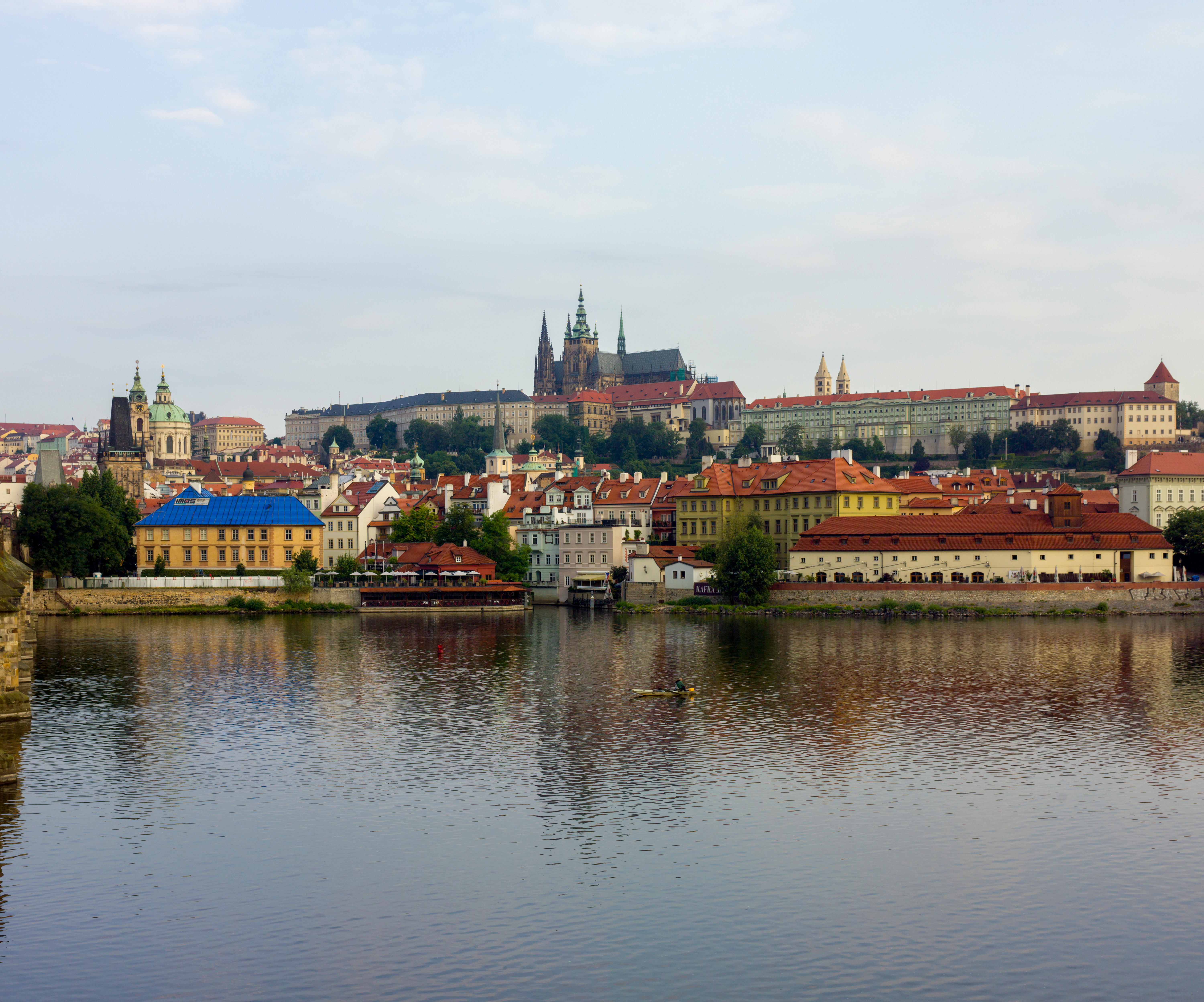
プラハ城
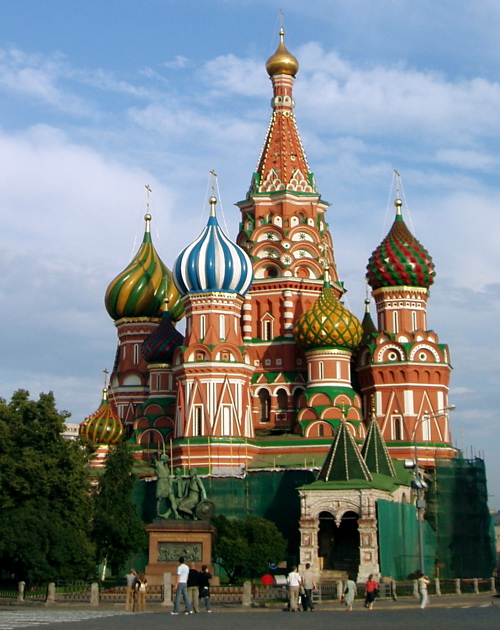
聖ワシリイ大聖堂

### アフリカ

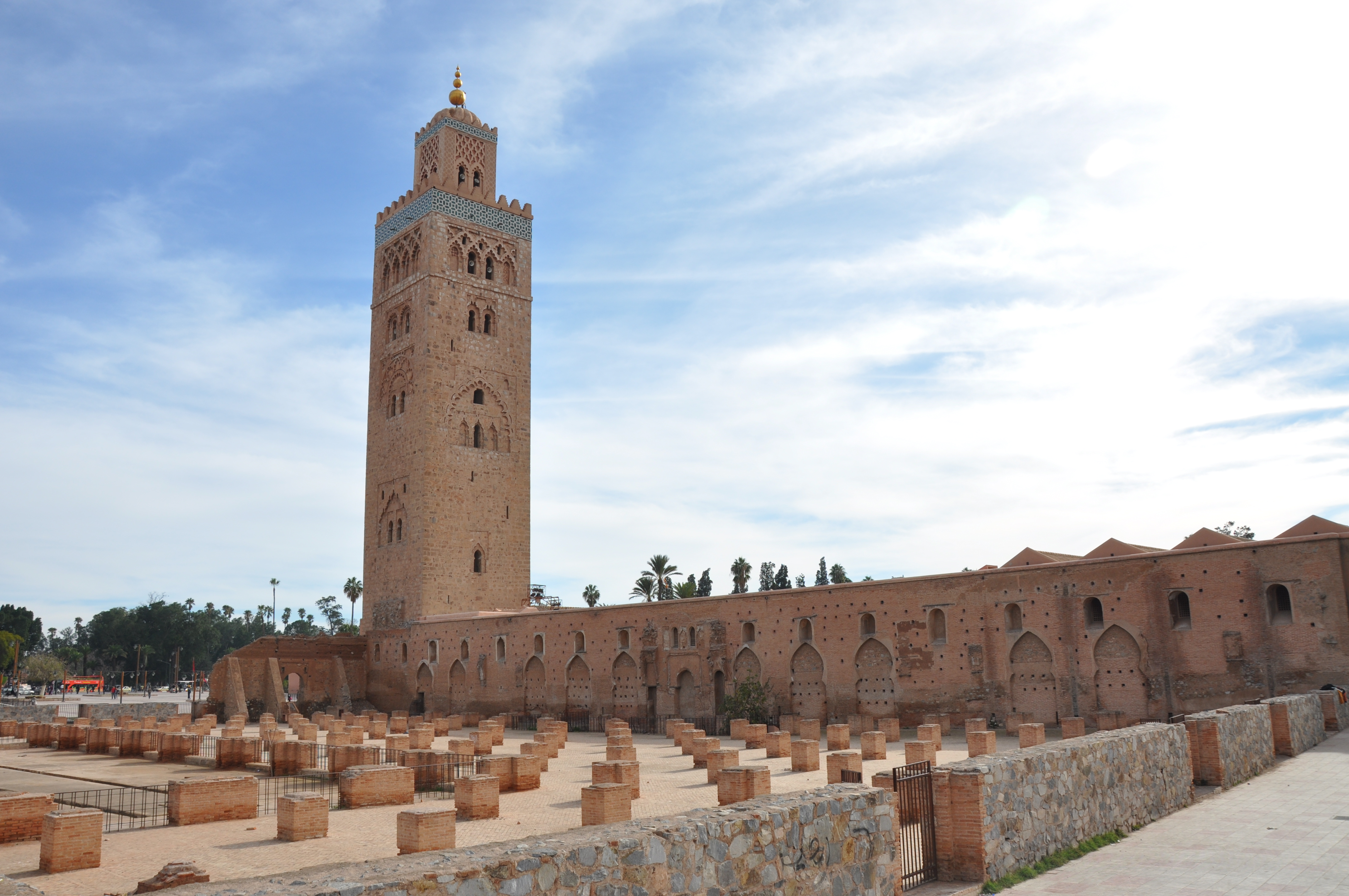
クトゥビーヤ・モスク
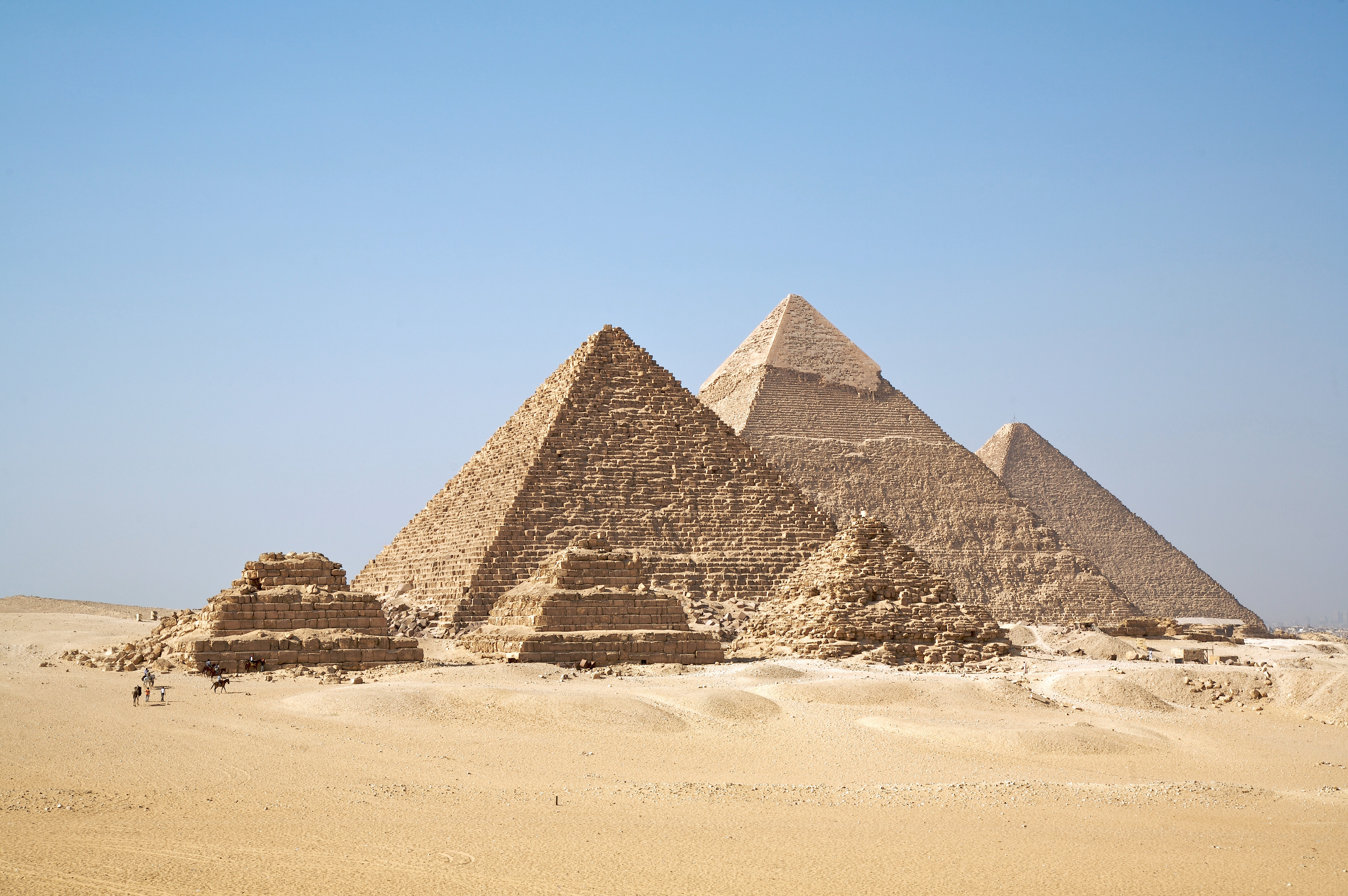
ピラミッド
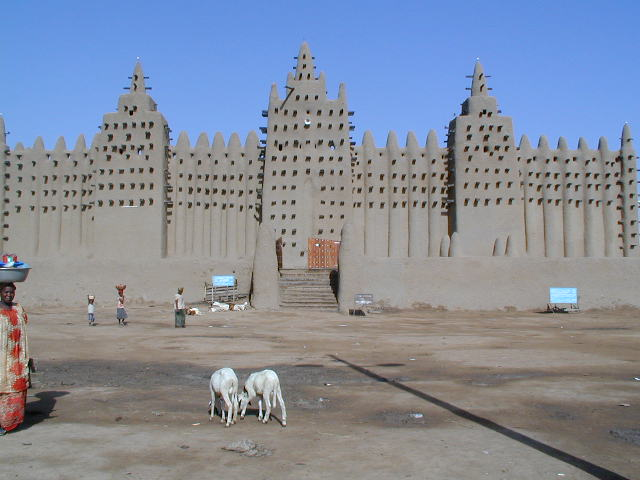
ジェンネの泥モスク
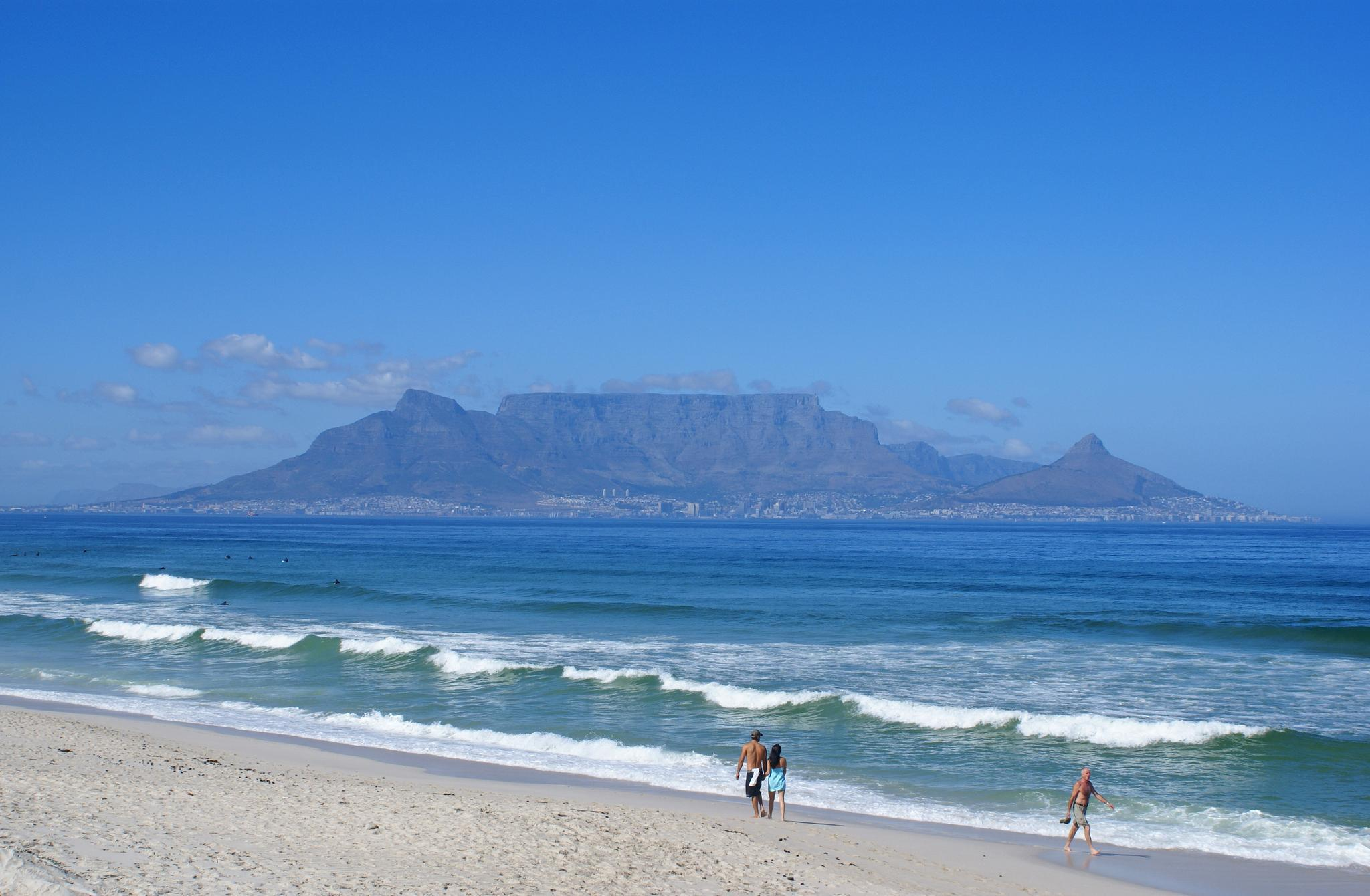
テーブルマウンテン

### 北アメリカ

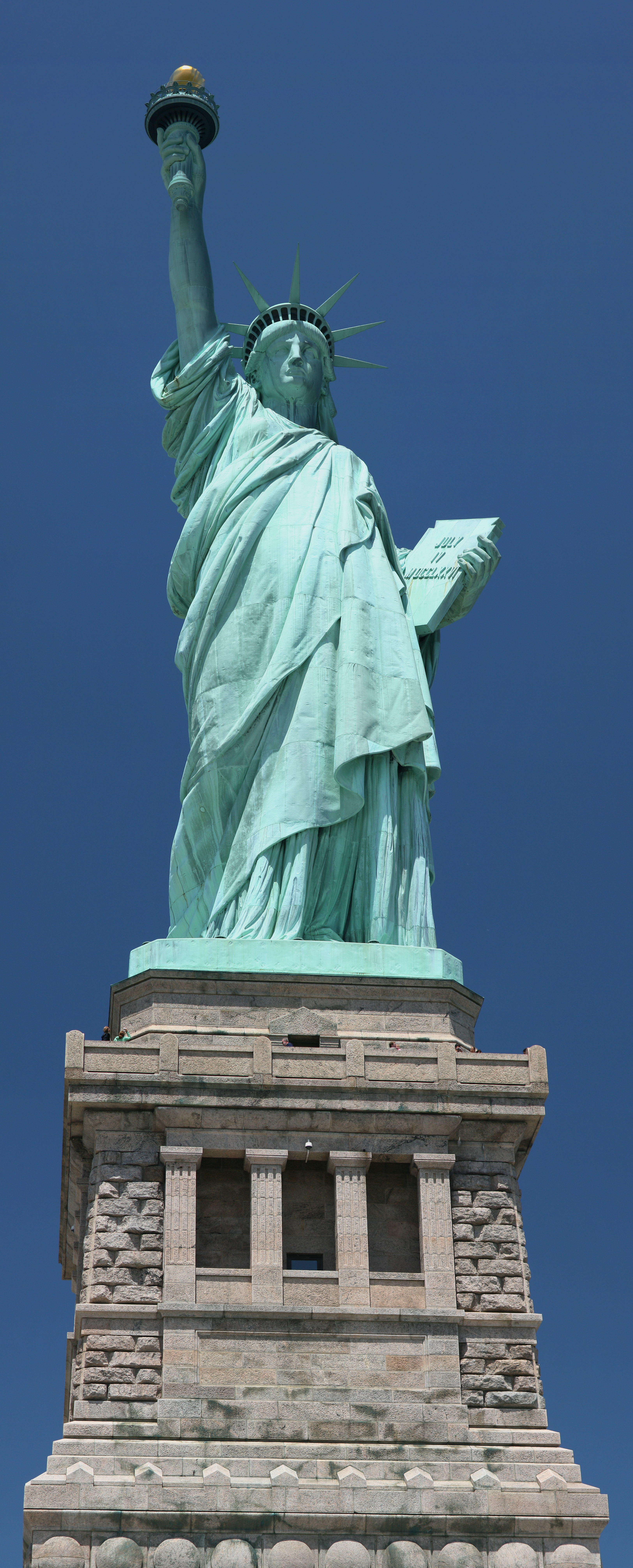
自由の女神像
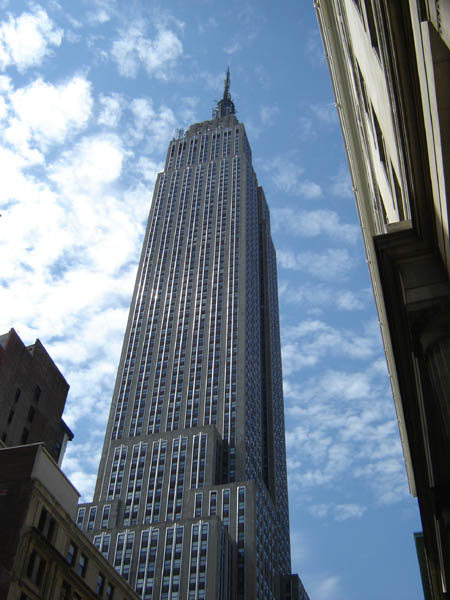
エンパイア・ステート・ビルディング
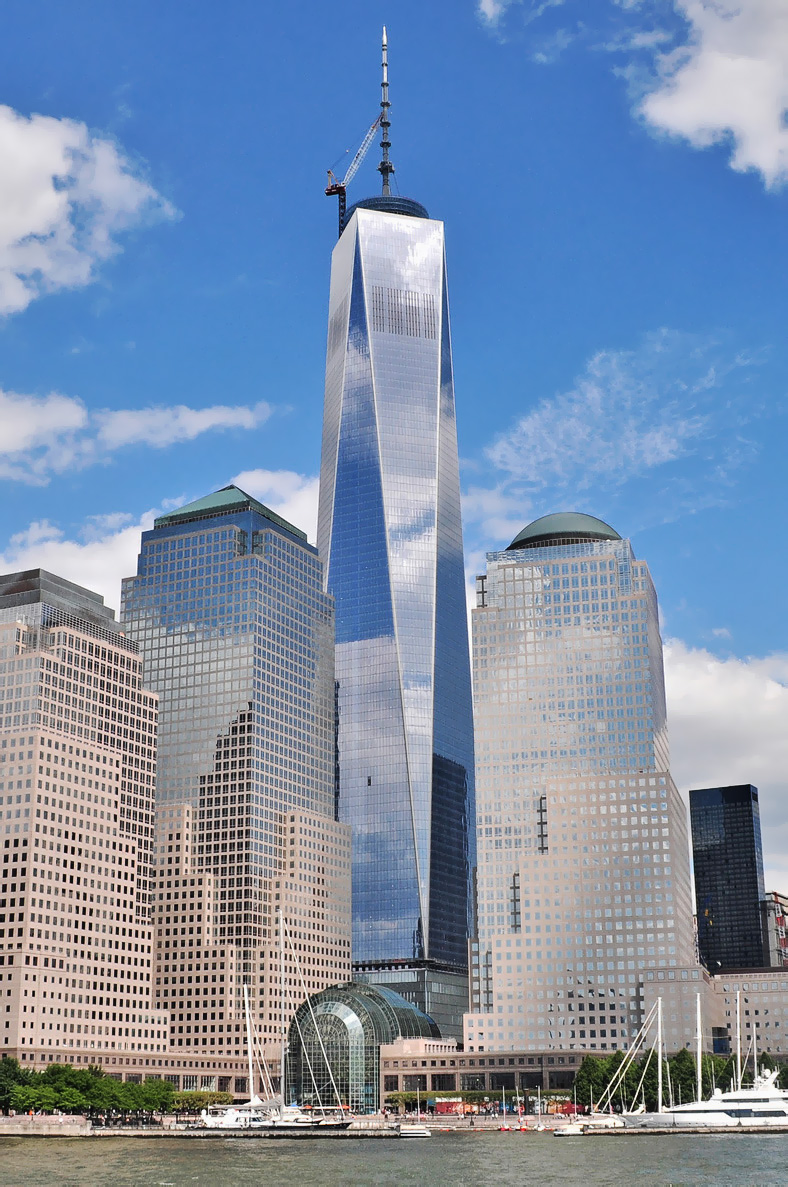
1 ワールドトレードセンター
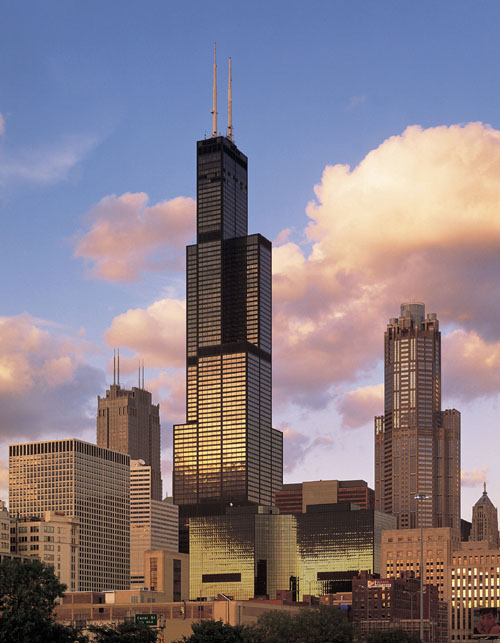
ウィリス・タワー
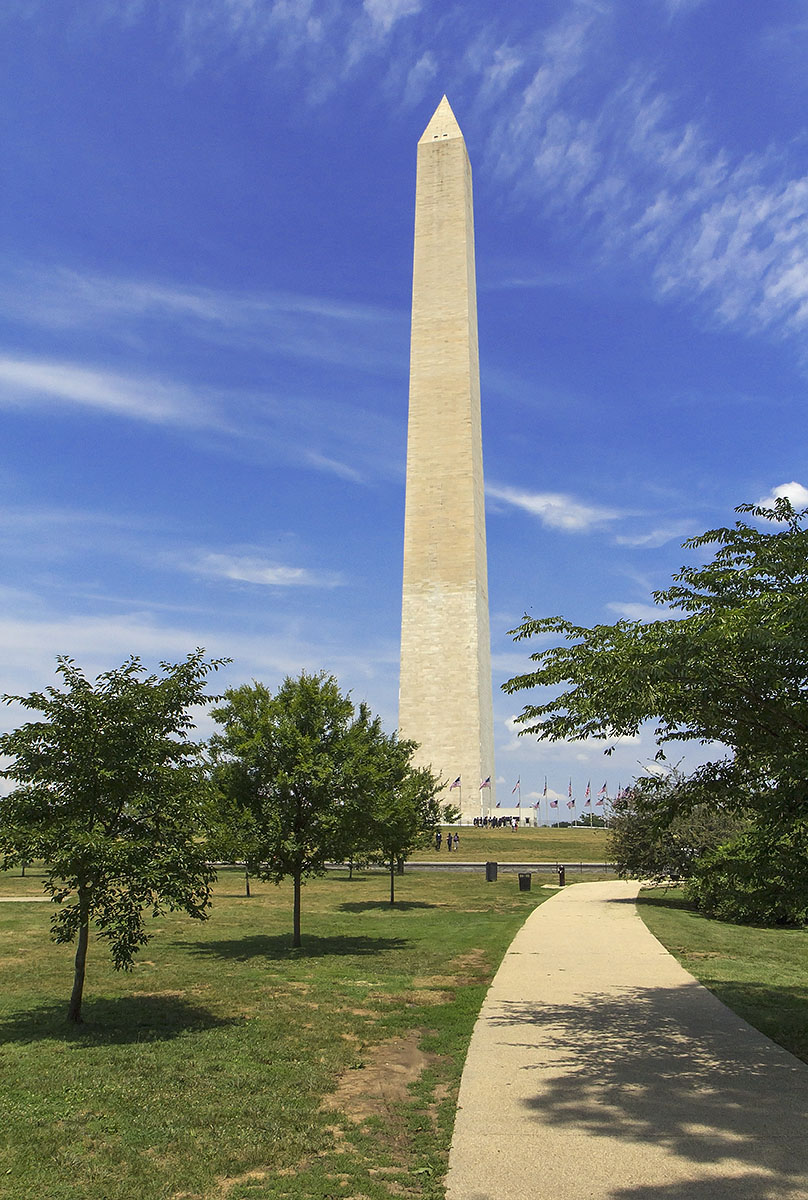
ワシントン記念塔
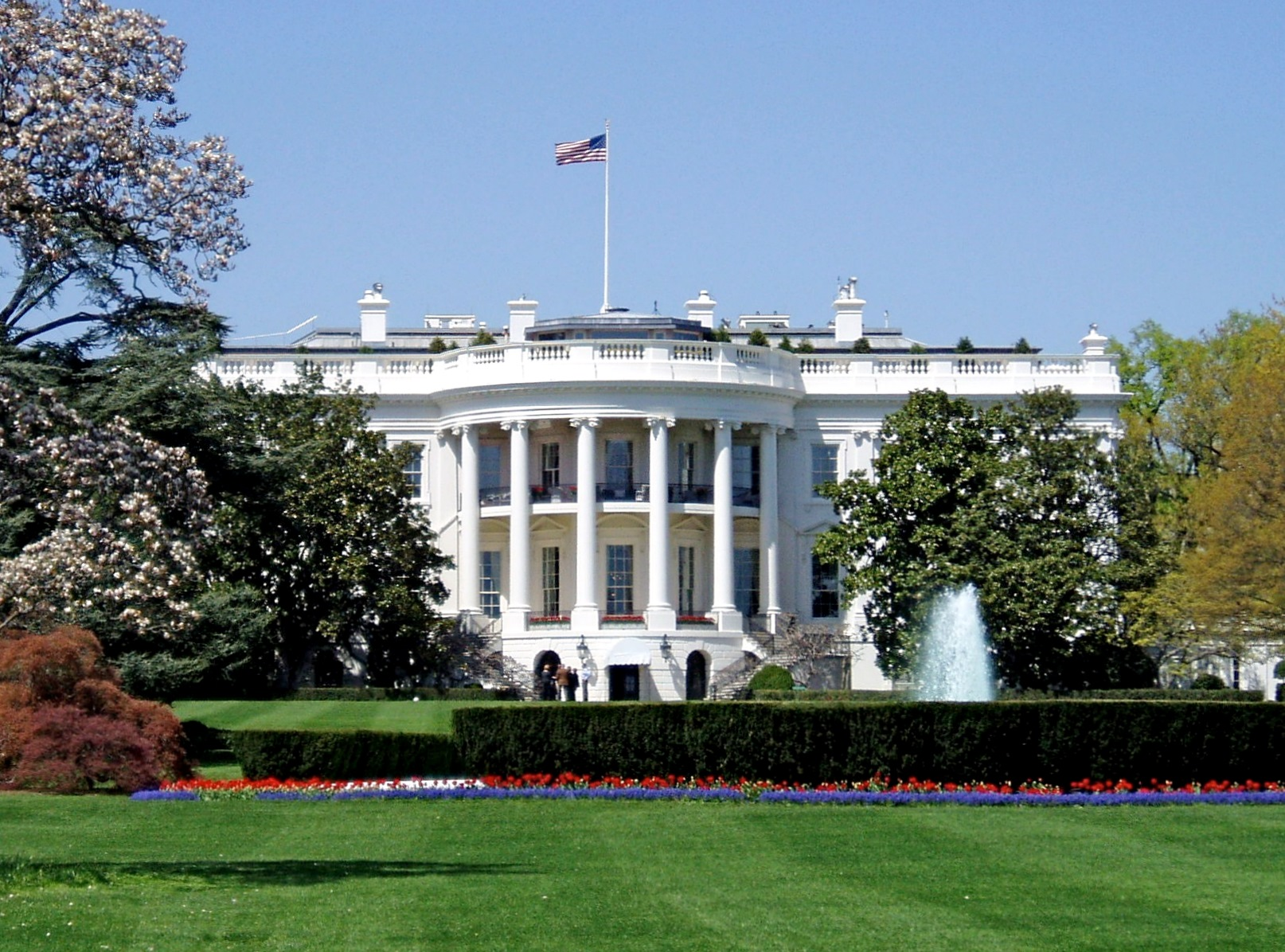
ホワイトハウス
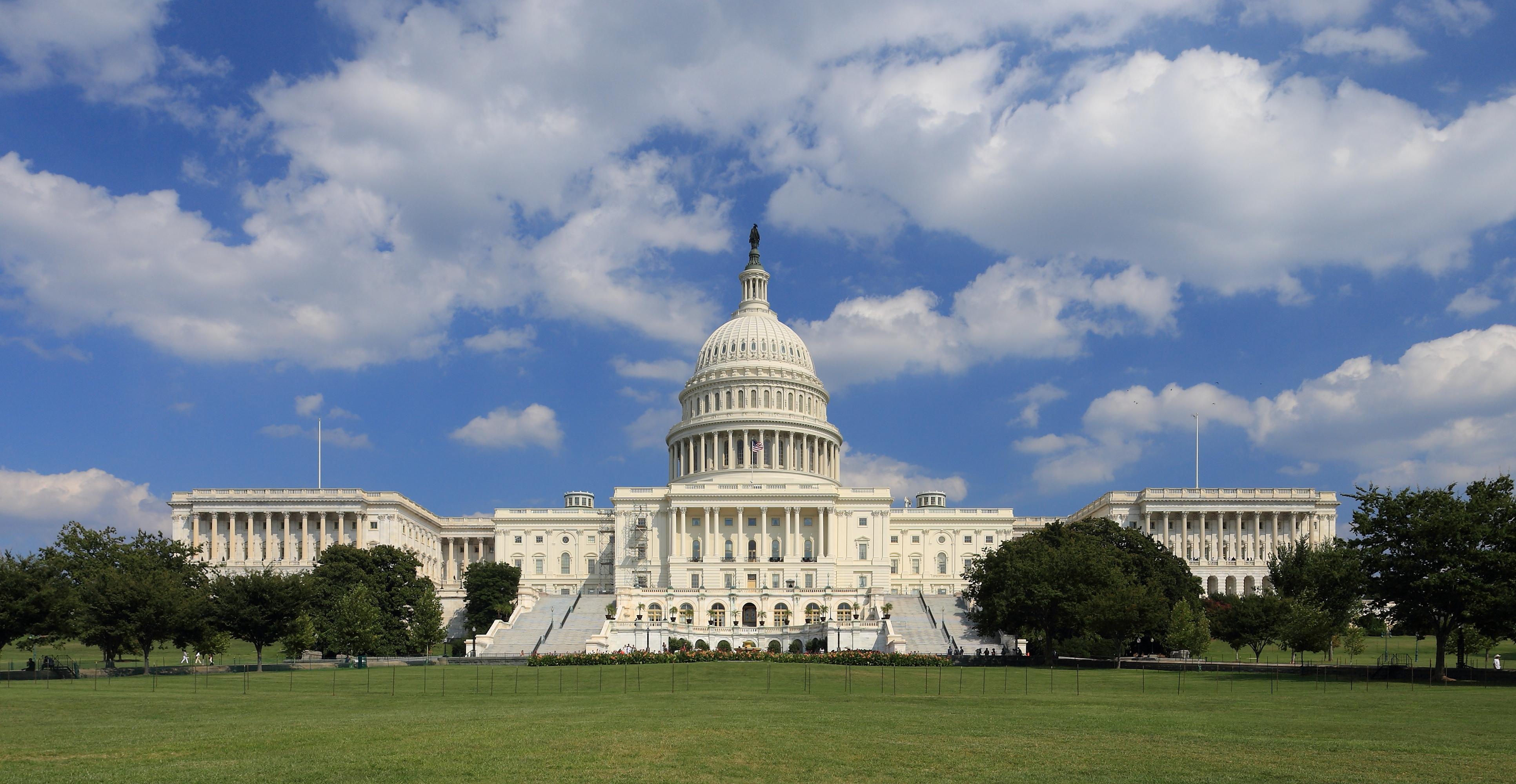
連邦議会議事堂
ハリウッドサイン
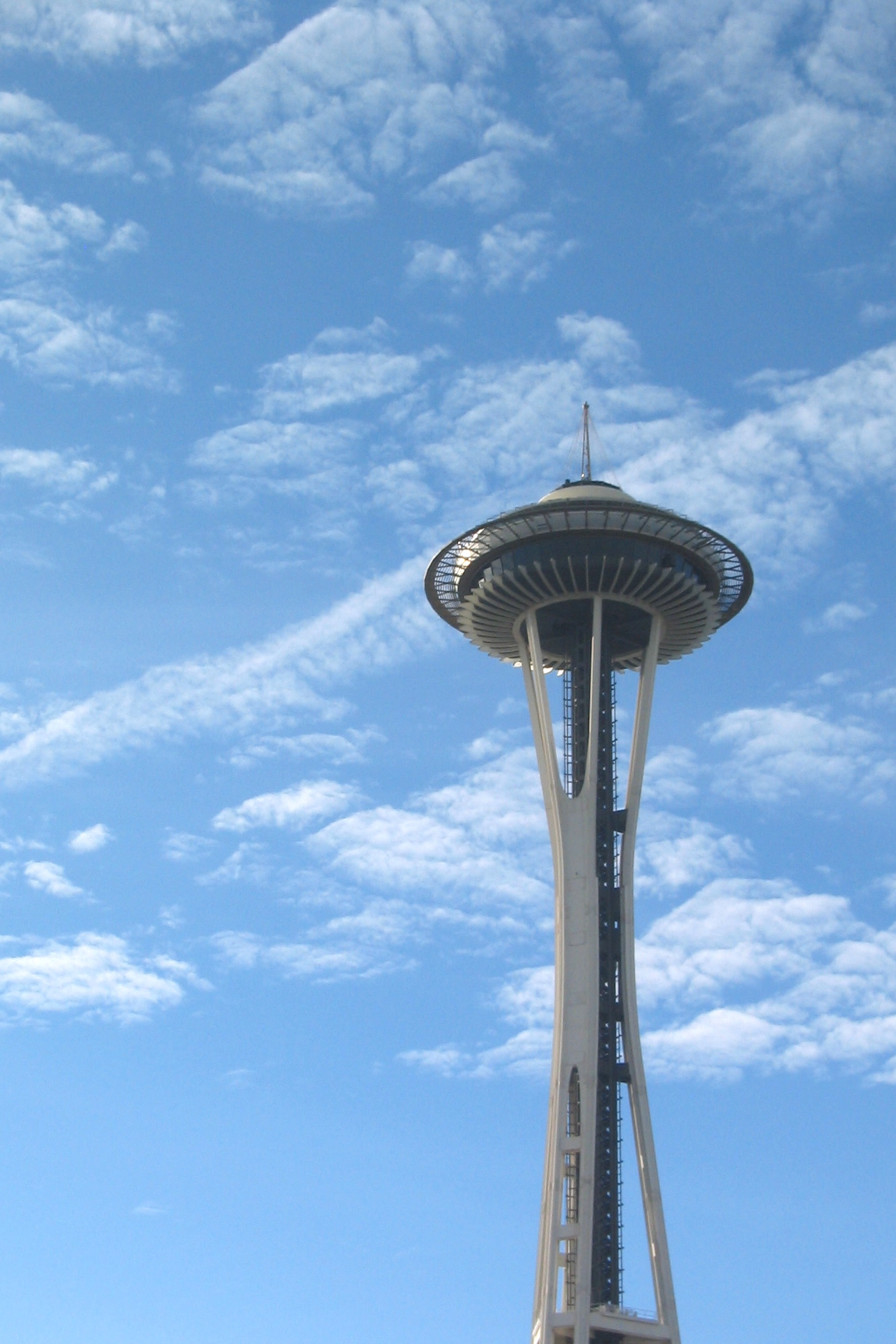
スペースニードル
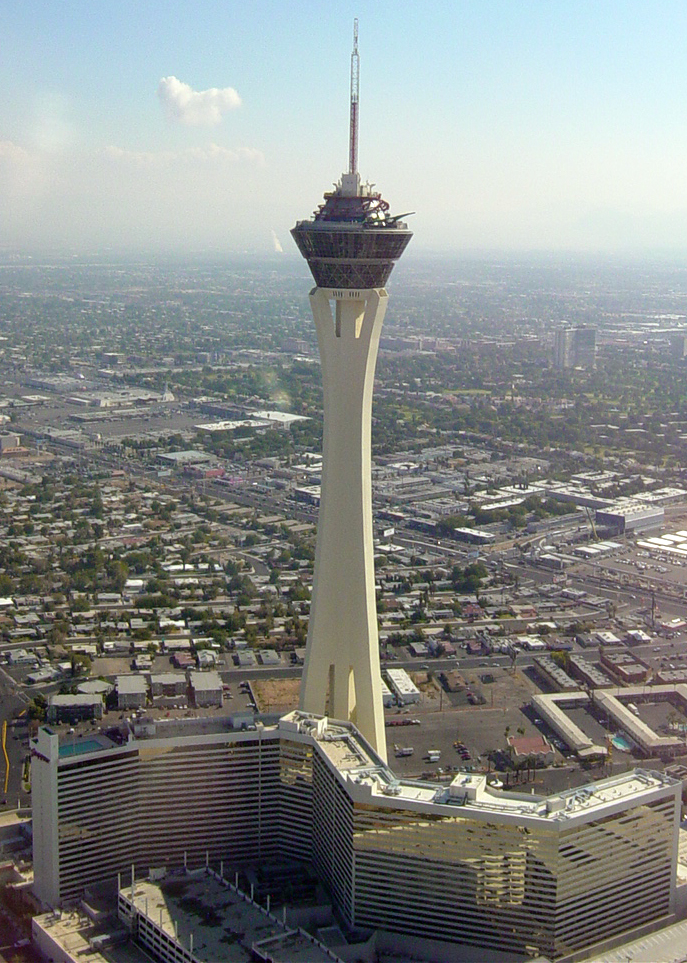
ストラトスフィア
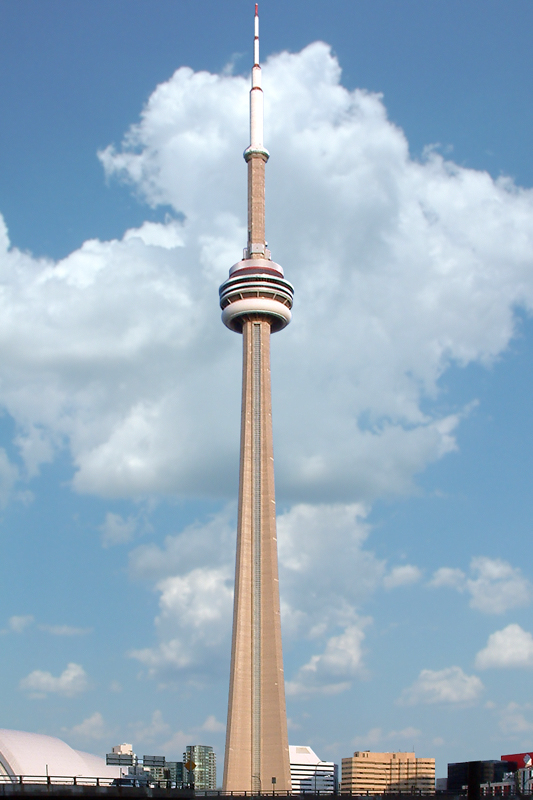
CNタワー

### 南アメリカ

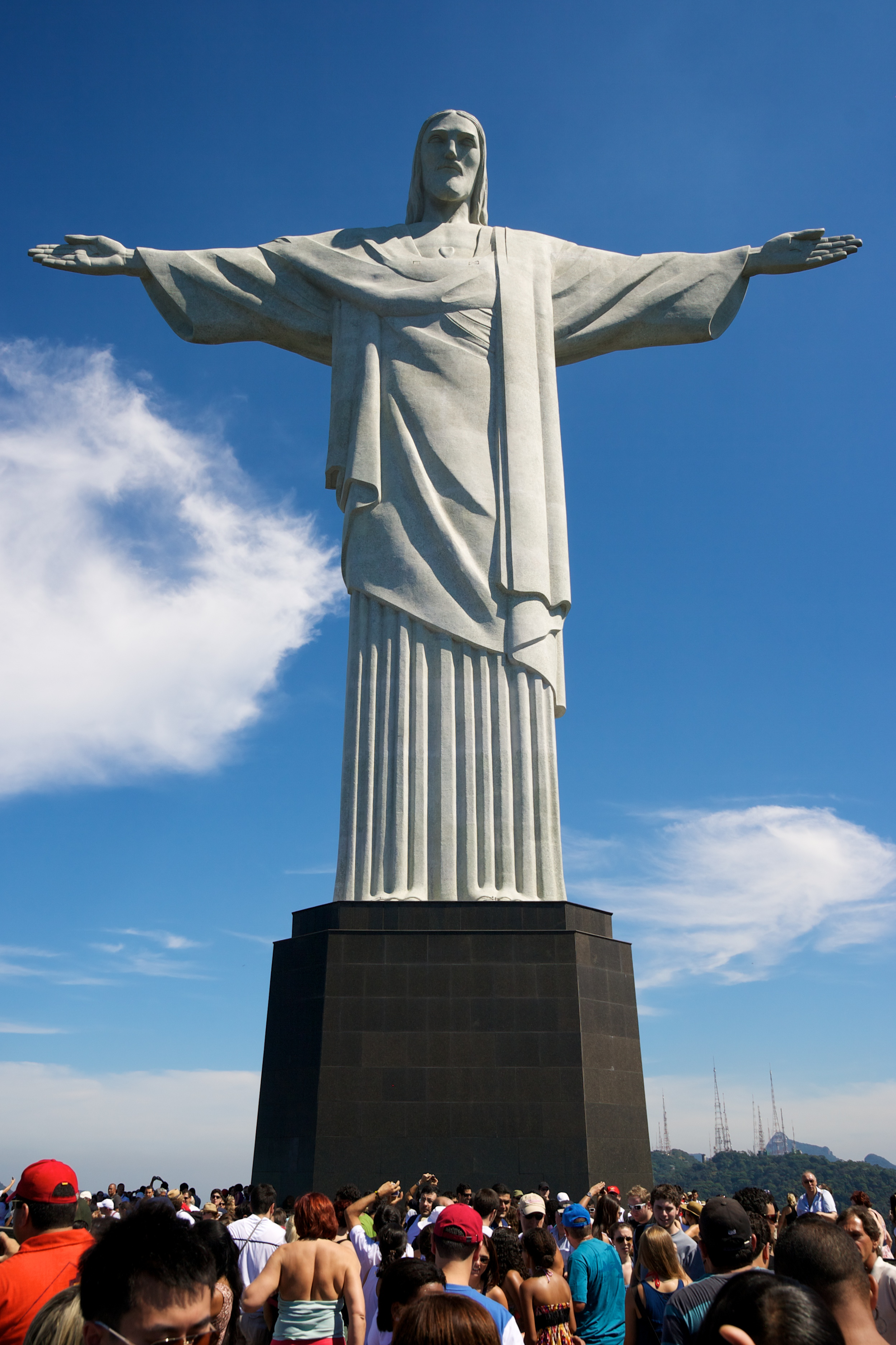
コルコバードのキリスト像
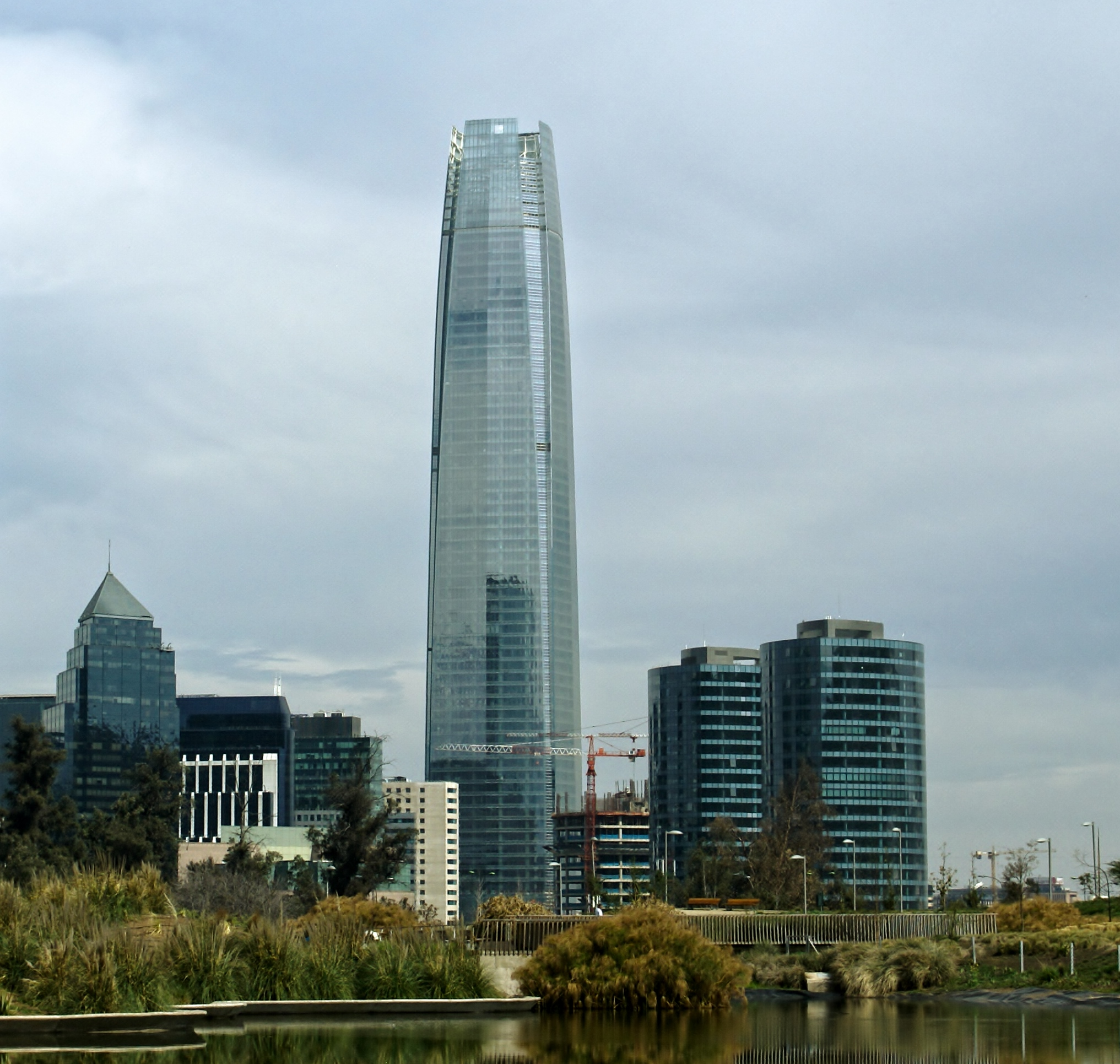
グラントーレ・サンティアゴ

### オセアニア

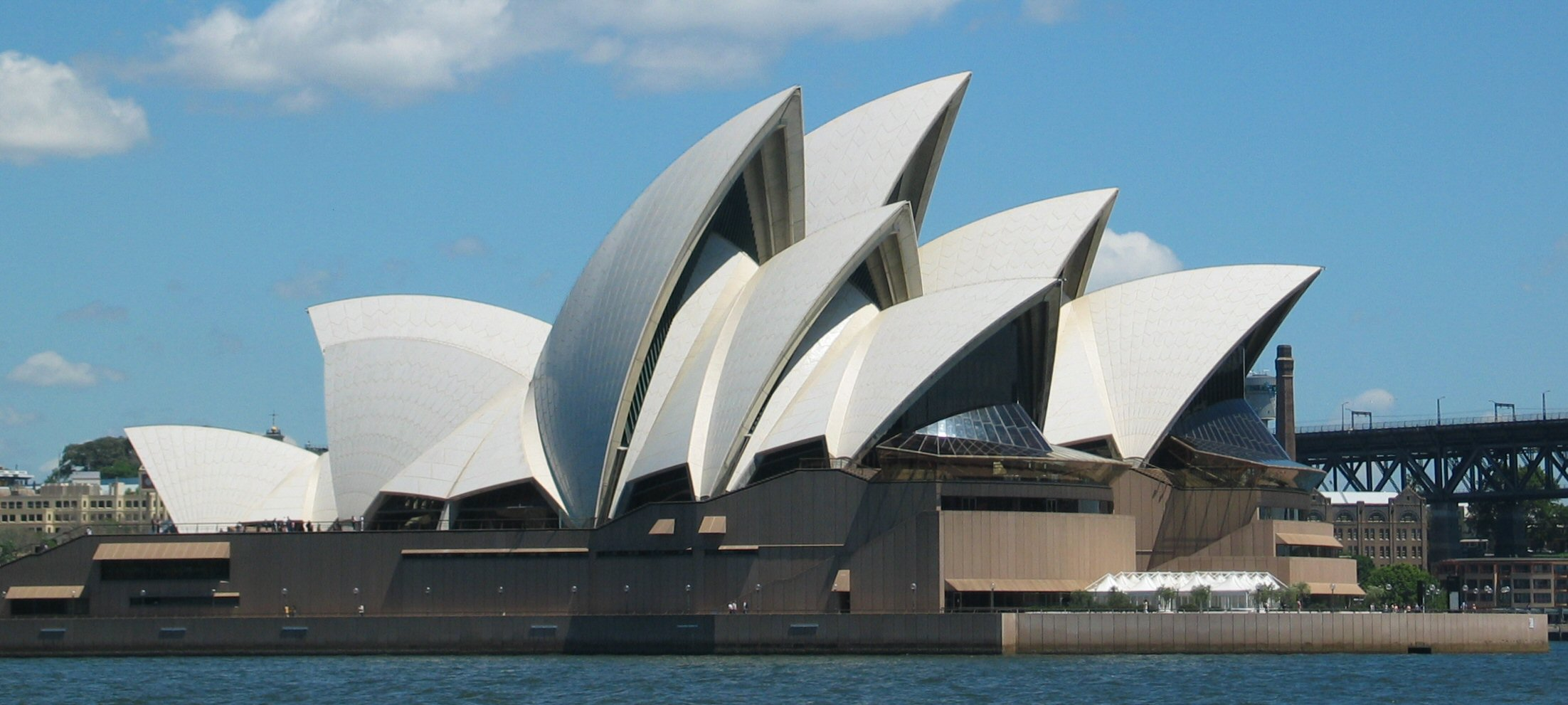
オペラハウス
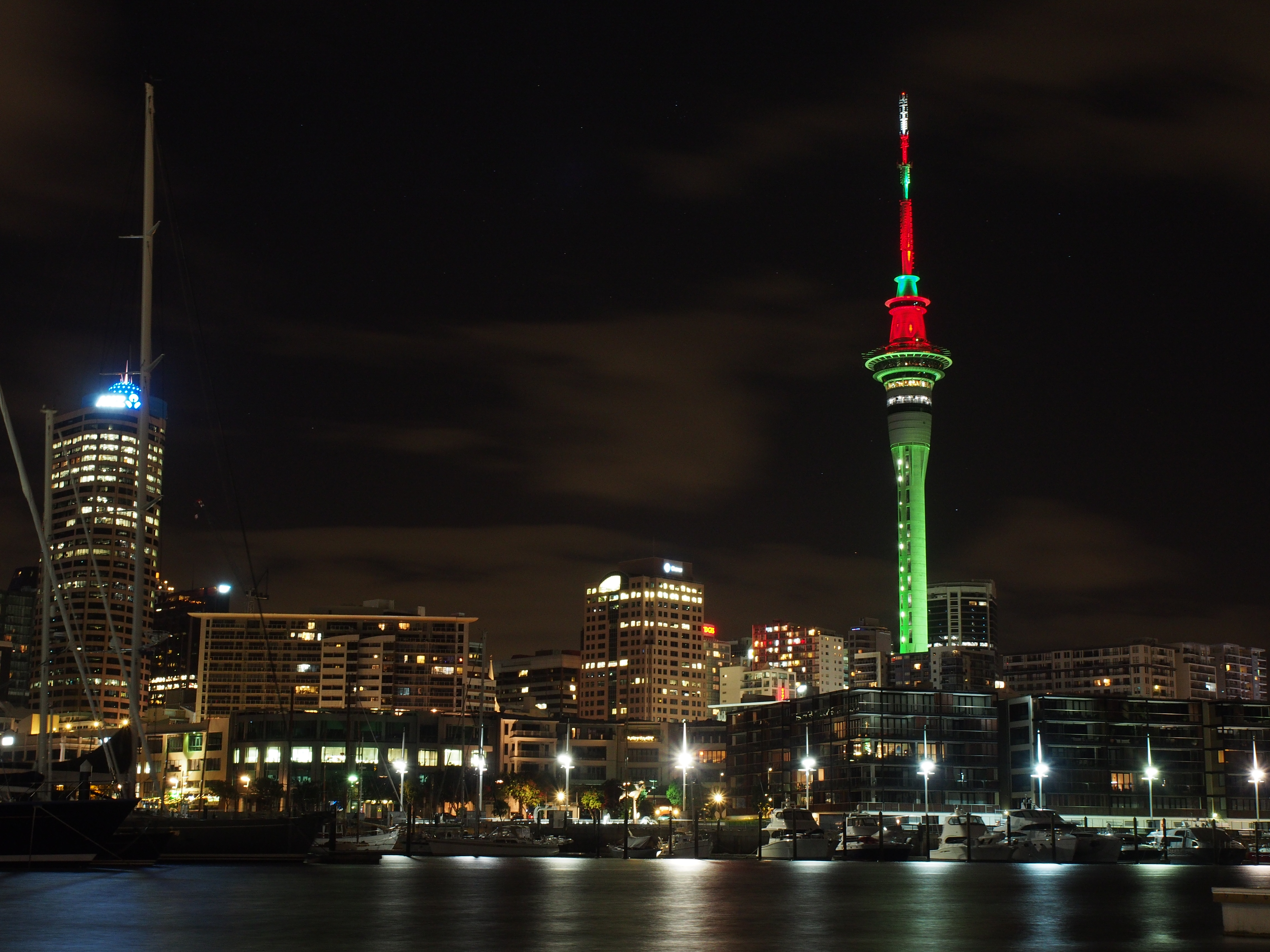
スカイタワー

## ランドマークを扱った主な作品
- 『煙突の見える場所』（1953年日本映画、ベルリン国際映画祭国際平和賞）
- 『鉄塔 武蔵野線』（小説、第6回日本ファンタジーノベル大賞）
  - 『鉄塔 武蔵野線』（1997年日本映画）